# 티라노사우루스
티라노사우루스(라틴어: Tyrannosaurus)는 백악기 후기(6900~6500만 년 전)에 살았던, 용반목 수각아목 티라노사우루스과의 속이다. 종명인 티라노사우루스 렉스(라틴어: Tyrannosaurus rex)의 일반적인 약자인 티렉스(T.rex 또는 T-Rex)라는 이름으로도 유명하다. 북아메리카 대륙의 서쪽에서 주로 서식했으며, 다른 티라노사우루스과의 공룡에 비해 그 서식 범위가 넓었다고 알려져 있다. 백악기 말에 소행성 충돌로 인해 멸종된 것으로 추정되며, 수십 평방 km에 달하는 넓은 영토에 살았을 것으로 추측된다.
다른 티라노사우루스과 공룡과 사실상 마찬가지로, 티라노사우루스는 몸에 비해 거대한 두개골과 길고 무거운 꼬리가 균형을 이루면서 이족보행을 하는 육식동물이었다. 티라노사우루스는 뒷다리가 크고 강력한데 비해 앞다리가 매우 작았는데, 앞다리는 크기에 비해 힘이 아주 강하여 최대 200kg까지 들어올릴 수 있었다. 다른 수각아목의 육식공룡 중 티라노사우루스보다 몸길이가 길거나 키가 큰 수각류는 존재하지만 무게로 비교하자면 티라노사우루스가 가장 무겁다.
티라노사우루스는 서식지에서 가장 큰 육식공룡이었기에 최상위 포식자였을 것으로 여겨진다. 티라노사우루스의 먹이로는 조각류, 각룡류가 있으며, 성체가 아닌 아성체 용각류도 먹이로 삼았을 수 있다고 생각된다.
현재 티라노사우루스의 표본은 약 30여 개가 발견되었으며, 그 중 일부는 뼈가 거의 대부분 보존되어 있다. 부드러운 조직과 단백질이 이 표본들 중 하나에서 발견되기도 하였다. 비교적 많은 화석 덕분에 티라노사우루스에 대하여 생활사, 생물 역학 등 여러 측면에서의 생물학적 연구가 이루어질 수 있었다. 하지만 식습관이나 생리학, 주행 속도 등에서 논쟁이 활발히 이루어졌었다. 물론 현재는 기각처리 되었지만 한때 유라시아에서 발견된 타르보사우루스, 주청티라누스를 티라노사우루스의 아종으로 분류하는 등 많은 분류적 논란은 아직도 활발히 진행중이다.

## 특징

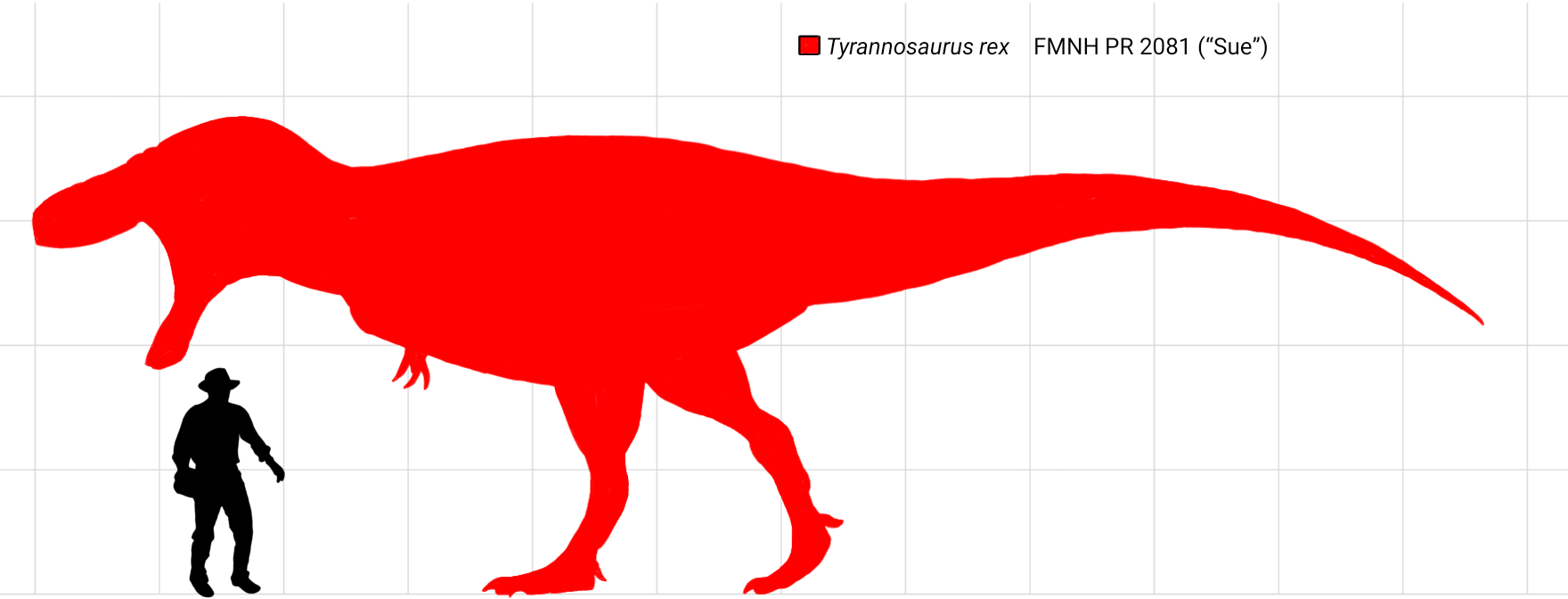
인간과의 크기 비교도

티라노사우루스 렉스는 이족 보행을 하는 육식 공룡으로, 머리가 거대하고 그것을 지탱하기 위하여 꼬리가 길고 무겁다. 뒷다리도 매우 크고 강력하다. 앞다리는 앞발가락이 2개이며 뒷다리에 비해서 매우 작지만, 몸의 전체적인 크기와 골격에 부착된 근육으로 미루어보아 앞다리의 힘도 최대 253kg 정도로 강했던 것으로 보인다. 뒷다리에는 발가락이 세 개 있고, 앞다리에는 발가락 두 개가 달려 있다. 평균적으로 몸길이 12~14m, 높이 4m, 몸무게는 7~9t 정도로 추정되고, 일부 초거대 개체는 몸길이는 최대 15m에, 무게는 13.6t 이상 나갔을 것으로 추정된다. 이는 지금까지 발견된 육식공룡 중 에서 가장 크고 무거운 수치로 기록된다. 가장 완벽한 표본 중 하나가 필드자연사박물관에서 보관하고 있는 FMNH PR 2081(수)라는 화석이다.

거대한 수각아목 공룡들의 크기 비교. 티라노사우루스는 파란색으로 표시되었다.

다른 거대 육식공룡과 비교해보면, 특히나 무게 면 에서 확연한 차이를 보인다.

여러 크기의 티라노사우루스류와 인간의 크기 비교

매우 크고 무거웠던 머리를 지탱하기 위해 목뼈가 S형을 이루기는 했지만 다른 수각류에 비해 짧고 근육이 붙어있었다. 두개골은 컸고 비골과 몇몇의 다른 뼈들은 따로 움직이는 것을 방지하기 위해 서로 융합되어 있었다. 그러나 많은 수의 뼈에는 보다 가벼우면서도 탄성을 지닐 수 있도록 "벌집"과 같이 작은 공기 공간이 있었다. 이러한 사실들 및 그 밖의 골격 강화를 위한 구조적 요소들은 티라노사우루스가 티라노사우루스과 이외의 다른 모든 육식공룡들을 쉽게 능가하는 강력한 물어 뜯는 능력을 갖기 위해 습득한 그들의 성향의 일부이다. 위턱의 끝부분은 U자형을 이루는데(대부분의 티라노사우루스과에 속하지 않는 육식공룡은 V-자형 턱이다) 이는 앞니에 무리가 가기는 하지만, 티라노사우루스가 한번에 물어 뜯을 수 있는 살과 뼈의 양을 증가시킨다.

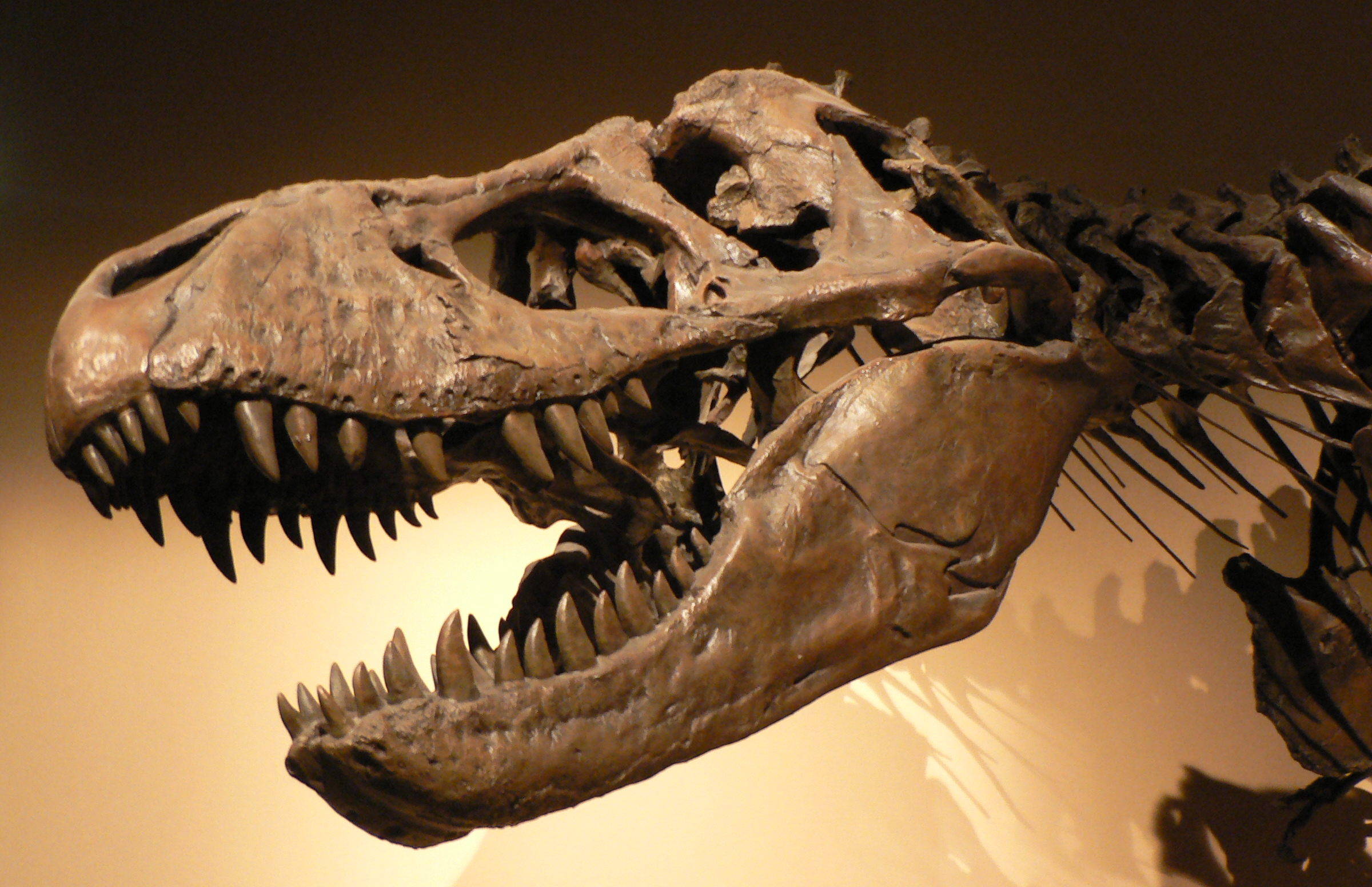
티라노사우루스 렉스의 두개골.

티라노사우루스 렉스의 이빨은 이형치라는 점이 두드러진다.
티라노사우루스가 시체 청소부였다는 설도 있지만, 현재는 티라노사우루스는 주로 사냥을 통해 먹이를 얻는 호랑이 같은 사냥꾼으로 보고 있다. 물론 충분한 먹이 섭취를 위해 간간히 시체를 먹었을수도 있다.

## 분류
티라노사우루스는 티라노사우루스상과를 대표하는 모식속으로, 티라노사우루스과 티라노사우루스아과에 속한다. 티라노사우루스아과에 속하는 다른 종으로는 북아메리카의 다스플레토사우루스, 아시아의 타르보사우루스, 주청티란누스, 유럽의 그리포티란누스, 프로테로티란누스, 에오티란누스 등이 있다. 이 두 공룡은 학자에 따라 같은 속으로 분류하기도 한다. 티라노사우루스과들은 코일로사우루스류로 분류된다.

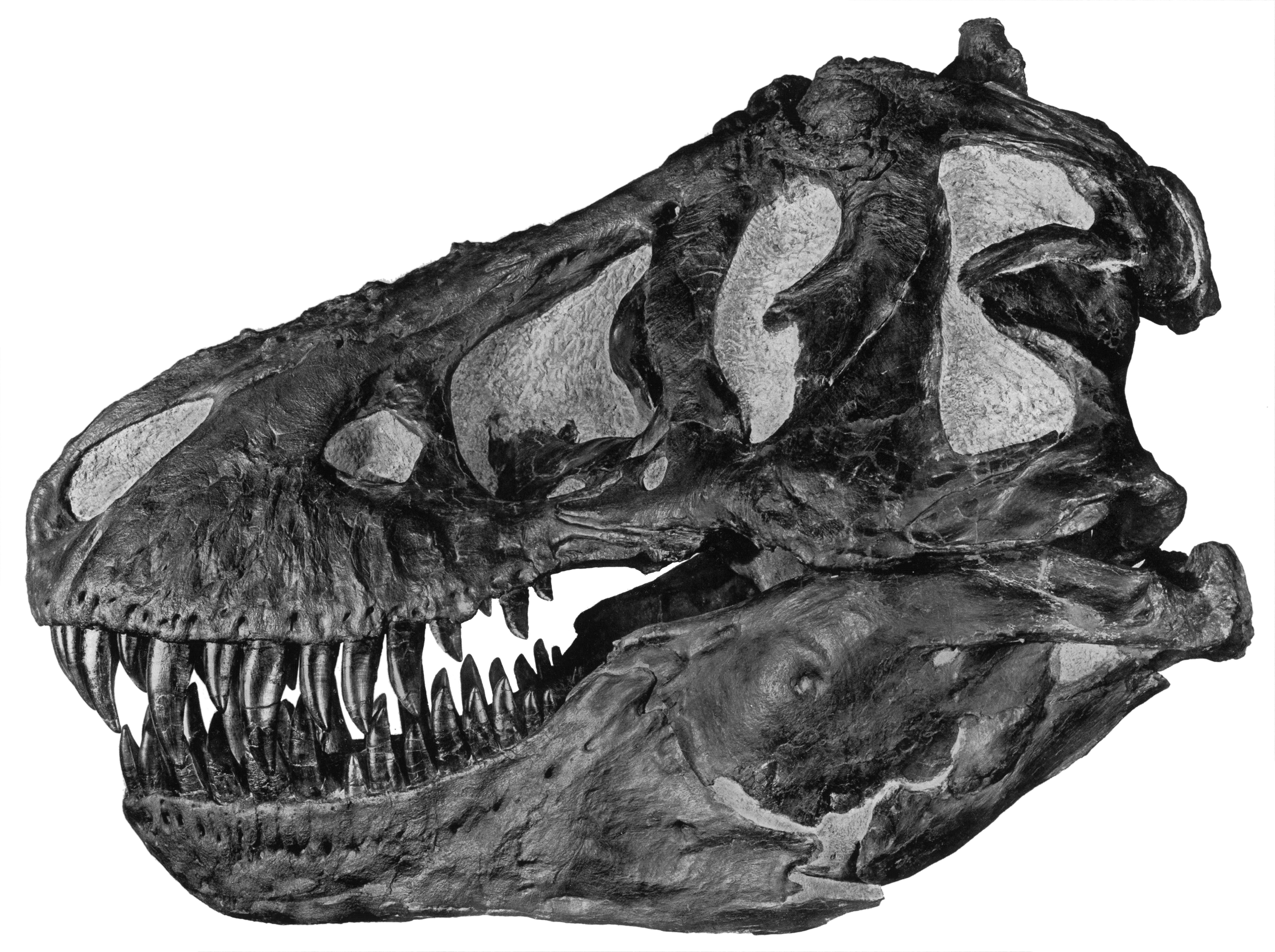
티라노사우르스(AMNH 5027)의 두개골.

1995년 소련의 고생물학자인 에프제니 말리예프는 몽골에서 새로운 종을 발견하였고 "티라노사우루스 바타르"라는 이름을 붙였으나, 이 종은 다시 "타르보사우루스 바타르"로 이름이 바뀌었다. 이름을 고쳤음에도 불구하고, 많은 계통학적 분석에서 타르보사우루스 바타르가 티라노사우루스 렉스의 분지라는 결과가 나왔다. 그것 때문에 타르보사우루스 바타르가 종종 티라노사우루스속의 아시아 종으로 여겨졌었으나, 최근에 이루어진 타르보사우루스 바타르의 두개골에 관한 재연구에 따르면, 그것이 티라노사우루스 렉스의 두개골보다 폭이 좁고 물어뜯을 동안 두개골에 가해지는 힘의 분포도 매우 다르다고 한다. 분지학적 분석에 따르면 기존에 티라노사우루스과로 분류되었던 알리오라무스(Alioramus)가 티라노사우루스과가 아니며, 그것과 관련하여 타르보사우루스 역시 티라노사우루스과가 아니라는 결과가 나오기도 했다. 그것이 만약 사실이라면, 타르보사우루스와 티라노사우루스는 서로 다른 과의 생물로 확실히 분리될 것이다. 하지만 현재는 같은 과로 분류되고 있다.
다른 티라노사우루스속 중 티라노사우루스 렉스와 같이 형성되어 발견된 화석들은 원래 분리된 분류군(群)으로 분류되었고(아우블리소돈과 알베르토사우루스가 포함되어 있다), 1995년 후반에 "디노티라누스"라고 이름 지어졌다. 그러나 지금은 이 화석들이 젊은 티라노사우루스 렉스라고 보편적으로 여겨진다. 몬태나에서 발굴된 크기가 작은 화석에서 거의 완전하게 보존된 두개골은 길이가 60cm 길다. 이 두개골은 원래 찰스 길모어에 의해서 "고르고사우루스 란센시스" 종처럼 분류되었다. 그러나 이후에는 새로운 종인 나노티라누스와 관련되기도 했다. 여러 견해들은 여전히 이 화석을 "나노티라누스 란센시스"라는 종으로 분류한다. 많은 고생물학자들은 그 두개골이 작은 티라노사우루스에 속한다고 추정한다. 그러나 고르고사우루스 란센시스보다 이빨 수가 더 많다는 것 외에 두 종과의 차이는 작다. 몇몇 과학자들은 두 종을 더 많이 재탐구하거나 정밀히 발굴하자고 주장한다.
다음은 2013년 Loewen의 계통발생분석을 기반으로 한 티라노사우루스과 분기도이다.
|  | 티라노사우루스 렉스                                             |
|  |                                                                 |
|  | \| \| 타르보사우루스 \| \| \| \| \| \| 주청티라누스 \| \| \| \| |
|  |                                                                 |
|  | 타르보사우루스                                                  |
|  |                                                                 |
|  | 주청티라누스                                                    |
|  |                                                                 |

|  | 타르보사우루스 |
|  |                |
|  | 주청티라누스   |
|  |                |

|  | 티라노사우루스 렉스                                             |
|  |                                                                 |
|  | \| \| 타르보사우루스 \| \| \| \| \| \| 주청티라누스 \| \| \| \| |
|  |                                                                 |
|  | 타르보사우루스                                                  |
|  |                                                                 |
|  | 주청티라누스                                                    |
|  |                                                                 |

|  | 타르보사우루스 |
|  |                |
|  | 주청티라누스   |
|  |                |

|  | 티라노사우루스 렉스                                             |
|  |                                                                 |
|  | \| \| 타르보사우루스 \| \| \| \| \| \| 주청티라누스 \| \| \| \| |
|  |                                                                 |
|  | 타르보사우루스                                                  |
|  |                                                                 |
|  | 주청티라누스                                                    |
|  |                                                                 |

|  | 타르보사우루스 |
|  |                |
|  | 주청티라누스   |
|  |                |

|  | 티라노사우루스 렉스                                             |
|  |                                                                 |
|  | \| \| 타르보사우루스 \| \| \| \| \| \| 주청티라누스 \| \| \| \| |
|  |                                                                 |
|  | 타르보사우루스                                                  |
|  |                                                                 |
|  | 주청티라누스                                                    |
|  |                                                                 |

|  | 타르보사우루스 |
|  |                |
|  | 주청티라누스   |
|  |                |

|  | 티라노사우루스 렉스                                             |
|  |                                                                 |
|  | \| \| 타르보사우루스 \| \| \| \| \| \| 주청티라누스 \| \| \| \| |
|  |                                                                 |
|  | 타르보사우루스                                                  |
|  |                                                                 |
|  | 주청티라누스                                                    |
|  |                                                                 |

|  | 타르보사우루스 |
|  |                |
|  | 주청티라누스   |
|  |                |

|  | 티라노사우루스 렉스                                             |
|  |                                                                 |
|  | \| \| 타르보사우루스 \| \| \| \| \| \| 주청티라누스 \| \| \| \| |
|  |                                                                 |
|  | 타르보사우루스                                                  |
|  |                                                                 |
|  | 주청티라누스                                                    |
|  |                                                                 |

|  | 타르보사우루스 |
|  |                |
|  | 주청티라누스   |
|  |                |

|  | 티라노사우루스 렉스                                             |
|  |                                                                 |
|  | \| \| 타르보사우루스 \| \| \| \| \| \| 주청티라누스 \| \| \| \| |
|  |                                                                 |
|  | 타르보사우루스                                                  |
|  |                                                                 |
|  | 주청티라누스                                                    |
|  |                                                                 |

|  | 타르보사우루스 |
|  |                |
|  | 주청티라누스   |
|  |                |

|  | 티라노사우루스 렉스                                             |
|  |                                                                 |
|  | \| \| 타르보사우루스 \| \| \| \| \| \| 주청티라누스 \| \| \| \| |
|  |                                                                 |
|  | 타르보사우루스                                                  |
|  |                                                                 |
|  | 주청티라누스                                                    |
|  |                                                                 |

|  | 타르보사우루스 |
|  |                |
|  | 주청티라누스   |
|  |                |

|  | 티라노사우루스 렉스                                             |
|  |                                                                 |
|  | \| \| 타르보사우루스 \| \| \| \| \| \| 주청티라누스 \| \| \| \| |
|  |                                                                 |
|  | 타르보사우루스                                                  |
|  |                                                                 |
|  | 주청티라누스                                                    |
|  |                                                                 |

|  | 타르보사우루스 |
|  |                |
|  | 주청티라누스   |
|  |                |

|  | 티라노사우루스 렉스                                             |
|  |                                                                 |
|  | \| \| 타르보사우루스 \| \| \| \| \| \| 주청티라누스 \| \| \| \| |
|  |                                                                 |
|  | 타르보사우루스                                                  |
|  |                                                                 |
|  | 주청티라누스                                                    |
|  |                                                                 |

|  | 타르보사우루스 |
|  |                |
|  | 주청티라누스   |
|  |                |

|  | 티라노사우루스 렉스                                             |
|  |                                                                 |
|  | \| \| 타르보사우루스 \| \| \| \| \| \| 주청티라누스 \| \| \| \| |
|  |                                                                 |
|  | 타르보사우루스                                                  |
|  |                                                                 |
|  | 주청티라누스                                                    |
|  |                                                                 |

|  | 타르보사우루스 |
|  |                |
|  | 주청티라누스   |
|  |                |

|  | 티라노사우루스 렉스                                             |
|  |                                                                 |
|  | \| \| 타르보사우루스 \| \| \| \| \| \| 주청티라누스 \| \| \| \| |
|  |                                                                 |
|  | 타르보사우루스                                                  |
|  |                                                                 |
|  | 주청티라누스                                                    |
|  |                                                                 |

|  | 타르보사우루스 |
|  |                |
|  | 주청티라누스   |
|  |                |

|  | 티라노사우루스 렉스                                             |
|  |                                                                 |
|  | \| \| 타르보사우루스 \| \| \| \| \| \| 주청티라누스 \| \| \| \| |
|  |                                                                 |
|  | 타르보사우루스                                                  |
|  |                                                                 |
|  | 주청티라누스                                                    |
|  |                                                                 |

|  | 타르보사우루스 |
|  |                |
|  | 주청티라누스   |
|  |                |

|  | 티라노사우루스 렉스                                             |
|  |                                                                 |
|  | \| \| 타르보사우루스 \| \| \| \| \| \| 주청티라누스 \| \| \| \| |
|  |                                                                 |
|  | 타르보사우루스                                                  |
|  |                                                                 |
|  | 주청티라누스                                                    |
|  |                                                                 |

|  | 타르보사우루스 |
|  |                |
|  | 주청티라누스   |
|  |                |

|  | 티라노사우루스 렉스                                             |
|  |                                                                 |
|  | \| \| 타르보사우루스 \| \| \| \| \| \| 주청티라누스 \| \| \| \| |
|  |                                                                 |
|  | 타르보사우루스                                                  |
|  |                                                                 |
|  | 주청티라누스                                                    |
|  |                                                                 |

|  | 타르보사우루스 |
|  |                |
|  | 주청티라누스   |
|  |                |

|  | 티라노사우루스 렉스                                             |
|  |                                                                 |
|  | \| \| 타르보사우루스 \| \| \| \| \| \| 주청티라누스 \| \| \| \| |
|  |                                                                 |
|  | 타르보사우루스                                                  |
|  |                                                                 |
|  | 주청티라누스                                                    |
|  |                                                                 |

|  | 타르보사우루스 |
|  |                |
|  | 주청티라누스   |
|  |                |

|  | 티라노사우루스 렉스                                             |
|  |                                                                 |
|  | \| \| 타르보사우루스 \| \| \| \| \| \| 주청티라누스 \| \| \| \| |
|  |                                                                 |
|  | 타르보사우루스                                                  |
|  |                                                                 |
|  | 주청티라누스                                                    |
|  |                                                                 |

|  | 타르보사우루스 |
|  |                |
|  | 주청티라누스   |
|  |                |

|  | 티라노사우루스 렉스                                             |
|  |                                                                 |
|  | \| \| 타르보사우루스 \| \| \| \| \| \| 주청티라누스 \| \| \| \| |
|  |                                                                 |
|  | 타르보사우루스                                                  |
|  |                                                                 |
|  | 주청티라누스                                                    |
|  |                                                                 |

|  | 타르보사우루스 |
|  |                |
|  | 주청티라누스   |
|  |                |

|  | 티라노사우루스 렉스                                             |
|  |                                                                 |
|  | \| \| 타르보사우루스 \| \| \| \| \| \| 주청티라누스 \| \| \| \| |
|  |                                                                 |
|  | 타르보사우루스                                                  |
|  |                                                                 |
|  | 주청티라누스                                                    |
|  |                                                                 |

|  | 타르보사우루스 |
|  |                |
|  | 주청티라누스   |
|  |                |

|  | 티라노사우루스 렉스                                             |
|  |                                                                 |
|  | \| \| 타르보사우루스 \| \| \| \| \| \| 주청티라누스 \| \| \| \| |
|  |                                                                 |
|  | 타르보사우루스                                                  |
|  |                                                                 |
|  | 주청티라누스                                                    |
|  |                                                                 |

|  | 타르보사우루스 |
|  |                |
|  | 주청티라누스   |
|  |                |

|  | 티라노사우루스 렉스                                             |
|  |                                                                 |
|  | \| \| 타르보사우루스 \| \| \| \| \| \| 주청티라누스 \| \| \| \| |
|  |                                                                 |
|  | 타르보사우루스                                                  |
|  |                                                                 |
|  | 주청티라누스                                                    |
|  |                                                                 |

|  | 타르보사우루스 |
|  |                |
|  | 주청티라누스   |
|  |                |

|  | 티라노사우루스 렉스                                             |
|  |                                                                 |
|  | \| \| 타르보사우루스 \| \| \| \| \| \| 주청티라누스 \| \| \| \| |
|  |                                                                 |
|  | 타르보사우루스                                                  |
|  |                                                                 |
|  | 주청티라누스                                                    |
|  |                                                                 |

|  | 타르보사우루스 |
|  |                |
|  | 주청티라누스   |
|  |                |

|  | 티라노사우루스 렉스                                             |
|  |                                                                 |
|  | \| \| 타르보사우루스 \| \| \| \| \| \| 주청티라누스 \| \| \| \| |
|  |                                                                 |
|  | 타르보사우루스                                                  |
|  |                                                                 |
|  | 주청티라누스                                                    |
|  |                                                                 |

|  | 타르보사우루스 |
|  |                |
|  | 주청티라누스   |
|  |                |

|  | 티라노사우루스 렉스                                             |
|  |                                                                 |
|  | \| \| 타르보사우루스 \| \| \| \| \| \| 주청티라누스 \| \| \| \| |
|  |                                                                 |
|  | 타르보사우루스                                                  |
|  |                                                                 |
|  | 주청티라누스                                                    |
|  |                                                                 |

|  | 타르보사우루스 |
|  |                |
|  | 주청티라누스   |
|  |                |

|  | 티라노사우루스 렉스                                             |
|  |                                                                 |
|  | \| \| 타르보사우루스 \| \| \| \| \| \| 주청티라누스 \| \| \| \| |
|  |                                                                 |
|  | 타르보사우루스                                                  |
|  |                                                                 |
|  | 주청티라누스                                                    |
|  |                                                                 |

|  | 타르보사우루스 |
|  |                |
|  | 주청티라누스   |
|  |                |

|  | 티라노사우루스 렉스                                             |
|  |                                                                 |
|  | \| \| 타르보사우루스 \| \| \| \| \| \| 주청티라누스 \| \| \| \| |
|  |                                                                 |
|  | 타르보사우루스                                                  |
|  |                                                                 |
|  | 주청티라누스                                                    |
|  |                                                                 |

|  | 타르보사우루스 |
|  |                |
|  | 주청티라누스   |
|  |                |

|  | 티라노사우루스 렉스                                             |
|  |                                                                 |
|  | \| \| 타르보사우루스 \| \| \| \| \| \| 주청티라누스 \| \| \| \| |
|  |                                                                 |
|  | 타르보사우루스                                                  |
|  |                                                                 |
|  | 주청티라누스                                                    |
|  |                                                                 |

|  | 타르보사우루스 |
|  |                |
|  | 주청티라누스   |
|  |                |

|  | 티라노사우루스 렉스                                             |
|  |                                                                 |
|  | \| \| 타르보사우루스 \| \| \| \| \| \| 주청티라누스 \| \| \| \| |
|  |                                                                 |
|  | 타르보사우루스                                                  |
|  |                                                                 |
|  | 주청티라누스                                                    |
|  |                                                                 |

|  | 타르보사우루스 |
|  |                |
|  | 주청티라누스   |
|  |                |

|  | 티라노사우루스 렉스                                             |
|  |                                                                 |
|  | \| \| 타르보사우루스 \| \| \| \| \| \| 주청티라누스 \| \| \| \| |
|  |                                                                 |
|  | 타르보사우루스                                                  |
|  |                                                                 |
|  | 주청티라누스                                                    |
|  |                                                                 |

|  | 타르보사우루스 |
|  |                |
|  | 주청티라누스   |
|  |                |

|  | 티라노사우루스 렉스                                             |
|  |                                                                 |
|  | \| \| 타르보사우루스 \| \| \| \| \| \| 주청티라누스 \| \| \| \| |
|  |                                                                 |
|  | 타르보사우루스                                                  |
|  |                                                                 |
|  | 주청티라누스                                                    |
|  |                                                                 |

|  | 타르보사우루스 |
|  |                |
|  | 주청티라누스   |
|  |                |

|  | 티라노사우루스 렉스                                             |
|  |                                                                 |
|  | \| \| 타르보사우루스 \| \| \| \| \| \| 주청티라누스 \| \| \| \| |
|  |                                                                 |
|  | 타르보사우루스                                                  |
|  |                                                                 |
|  | 주청티라누스                                                    |
|  |                                                                 |

|  | 타르보사우루스 |
|  |                |
|  | 주청티라누스   |
|  |                |

|  | 티라노사우루스 렉스                                             |
|  |                                                                 |
|  | \| \| 타르보사우루스 \| \| \| \| \| \| 주청티라누스 \| \| \| \| |
|  |                                                                 |
|  | 타르보사우루스                                                  |
|  |                                                                 |
|  | 주청티라누스                                                    |
|  |                                                                 |

|  | 타르보사우루스 |
|  |                |
|  | 주청티라누스   |
|  |                |

|  | 티라노사우루스 렉스                                             |
|  |                                                                 |
|  | \| \| 타르보사우루스 \| \| \| \| \| \| 주청티라누스 \| \| \| \| |
|  |                                                                 |
|  | 타르보사우루스                                                  |
|  |                                                                 |
|  | 주청티라누스                                                    |
|  |                                                                 |

|  | 타르보사우루스 |
|  |                |
|  | 주청티라누스   |
|  |                |

|  | 티라노사우루스 렉스                                             |
|  |                                                                 |
|  | \| \| 타르보사우루스 \| \| \| \| \| \| 주청티라누스 \| \| \| \| |
|  |                                                                 |
|  | 타르보사우루스                                                  |
|  |                                                                 |
|  | 주청티라누스                                                    |
|  |                                                                 |

|  | 타르보사우루스 |
|  |                |
|  | 주청티라누스   |
|  |                |

|  | 티라노사우루스 렉스                                             |
|  |                                                                 |
|  | \| \| 타르보사우루스 \| \| \| \| \| \| 주청티라누스 \| \| \| \| |
|  |                                                                 |
|  | 타르보사우루스                                                  |
|  |                                                                 |
|  | 주청티라누스                                                    |
|  |                                                                 |

|  | 타르보사우루스 |
|  |                |
|  | 주청티라누스   |
|  |                |

|  | 티라노사우루스 렉스                                             |
|  |                                                                 |
|  | \| \| 타르보사우루스 \| \| \| \| \| \| 주청티라누스 \| \| \| \| |
|  |                                                                 |
|  | 타르보사우루스                                                  |
|  |                                                                 |
|  | 주청티라누스                                                    |
|  |                                                                 |

|  | 타르보사우루스 |
|  |                |
|  | 주청티라누스   |
|  |                |

|  | 티라노사우루스 렉스                                             |
|  |                                                                 |
|  | \| \| 타르보사우루스 \| \| \| \| \| \| 주청티라누스 \| \| \| \| |
|  |                                                                 |
|  | 타르보사우루스                                                  |
|  |                                                                 |
|  | 주청티라누스                                                    |
|  |                                                                 |

|  | 타르보사우루스 |
|  |                |
|  | 주청티라누스   |
|  |                |

|  | 티라노사우루스 렉스                                             |
|  |                                                                 |
|  | \| \| 타르보사우루스 \| \| \| \| \| \| 주청티라누스 \| \| \| \| |
|  |                                                                 |
|  | 타르보사우루스                                                  |
|  |                                                                 |
|  | 주청티라누스                                                    |
|  |                                                                 |

|  | 타르보사우루스 |
|  |                |
|  | 주청티라누스   |
|  |                |

|  | 티라노사우루스 렉스                                             |
|  |                                                                 |
|  | \| \| 타르보사우루스 \| \| \| \| \| \| 주청티라누스 \| \| \| \| |
|  |                                                                 |
|  | 타르보사우루스                                                  |
|  |                                                                 |
|  | 주청티라누스                                                    |
|  |                                                                 |

|  | 타르보사우루스 |
|  |                |
|  | 주청티라누스   |
|  |                |

|  | 티라노사우루스 렉스                                             |
|  |                                                                 |
|  | \| \| 타르보사우루스 \| \| \| \| \| \| 주청티라누스 \| \| \| \| |
|  |                                                                 |
|  | 타르보사우루스                                                  |
|  |                                                                 |
|  | 주청티라누스                                                    |
|  |                                                                 |

|  | 타르보사우루스 |
|  |                |
|  | 주청티라누스   |
|  |                |

|  | 티라노사우루스 렉스                                             |
|  |                                                                 |
|  | \| \| 타르보사우루스 \| \| \| \| \| \| 주청티라누스 \| \| \| \| |
|  |                                                                 |
|  | 타르보사우루스                                                  |
|  |                                                                 |
|  | 주청티라누스                                                    |
|  |                                                                 |

|  | 타르보사우루스 |
|  |                |
|  | 주청티라누스   |
|  |                |

|  | 티라노사우루스 렉스                                             |
|  |                                                                 |
|  | \| \| 타르보사우루스 \| \| \| \| \| \| 주청티라누스 \| \| \| \| |
|  |                                                                 |
|  | 타르보사우루스                                                  |
|  |                                                                 |
|  | 주청티라누스                                                    |
|  |                                                                 |

|  | 타르보사우루스 |
|  |                |
|  | 주청티라누스   |
|  |                |

|  | 티라노사우루스 렉스                                             |
|  |                                                                 |
|  | \| \| 타르보사우루스 \| \| \| \| \| \| 주청티라누스 \| \| \| \| |
|  |                                                                 |
|  | 타르보사우루스                                                  |
|  |                                                                 |
|  | 주청티라누스                                                    |
|  |                                                                 |

|  | 타르보사우루스 |
|  |                |
|  | 주청티라누스   |
|  |                |

|  | 티라노사우루스 렉스                                             |
|  |                                                                 |
|  | \| \| 타르보사우루스 \| \| \| \| \| \| 주청티라누스 \| \| \| \| |
|  |                                                                 |
|  | 타르보사우루스                                                  |
|  |                                                                 |
|  | 주청티라누스                                                    |
|  |                                                                 |

|  | 타르보사우루스 |
|  |                |
|  | 주청티라누스   |
|  |                |

|  | 티라노사우루스 렉스                                             |
|  |                                                                 |
|  | \| \| 타르보사우루스 \| \| \| \| \| \| 주청티라누스 \| \| \| \| |
|  |                                                                 |
|  | 타르보사우루스                                                  |
|  |                                                                 |
|  | 주청티라누스                                                    |
|  |                                                                 |

|  | 타르보사우루스 |
|  |                |
|  | 주청티라누스   |
|  |                |

|  | 티라노사우루스 렉스                                             |
|  |                                                                 |
|  | \| \| 타르보사우루스 \| \| \| \| \| \| 주청티라누스 \| \| \| \| |
|  |                                                                 |
|  | 타르보사우루스                                                  |
|  |                                                                 |
|  | 주청티라누스                                                    |
|  |                                                                 |

|  | 타르보사우루스 |
|  |                |
|  | 주청티라누스   |
|  |                |

|  | 티라노사우루스 렉스                                             |
|  |                                                                 |
|  | \| \| 타르보사우루스 \| \| \| \| \| \| 주청티라누스 \| \| \| \| |
|  |                                                                 |
|  | 타르보사우루스                                                  |
|  |                                                                 |
|  | 주청티라누스                                                    |
|  |                                                                 |

|  | 타르보사우루스 |
|  |                |
|  | 주청티라누스   |
|  |                |

|  | 티라노사우루스 렉스                                             |
|  |                                                                 |
|  | \| \| 타르보사우루스 \| \| \| \| \| \| 주청티라누스 \| \| \| \| |
|  |                                                                 |
|  | 타르보사우루스                                                  |
|  |                                                                 |
|  | 주청티라누스                                                    |
|  |                                                                 |

|  | 타르보사우루스 |
|  |                |
|  | 주청티라누스   |
|  |                |

|  | 티라노사우루스 렉스                                             |
|  |                                                                 |
|  | \| \| 타르보사우루스 \| \| \| \| \| \| 주청티라누스 \| \| \| \| |
|  |                                                                 |
|  | 타르보사우루스                                                  |
|  |                                                                 |
|  | 주청티라누스                                                    |
|  |                                                                 |

|  | 타르보사우루스 |
|  |                |
|  | 주청티라누스   |
|  |                |

|  | 티라노사우루스 렉스                                             |
|  |                                                                 |
|  | \| \| 타르보사우루스 \| \| \| \| \| \| 주청티라누스 \| \| \| \| |
|  |                                                                 |
|  | 타르보사우루스                                                  |
|  |                                                                 |
|  | 주청티라누스                                                    |
|  |                                                                 |

|  | 타르보사우루스 |
|  |                |
|  | 주청티라누스   |
|  |                |

|  | 티라노사우루스 렉스                                             |
|  |                                                                 |
|  | \| \| 타르보사우루스 \| \| \| \| \| \| 주청티라누스 \| \| \| \| |
|  |                                                                 |
|  | 타르보사우루스                                                  |
|  |                                                                 |
|  | 주청티라누스                                                    |
|  |                                                                 |

|  | 타르보사우루스 |
|  |                |
|  | 주청티라누스   |
|  |                |

|  | 티라노사우루스 렉스                                             |
|  |                                                                 |
|  | \| \| 타르보사우루스 \| \| \| \| \| \| 주청티라누스 \| \| \| \| |
|  |                                                                 |
|  | 타르보사우루스                                                  |
|  |                                                                 |
|  | 주청티라누스                                                    |
|  |                                                                 |

|  | 타르보사우루스 |
|  |                |
|  | 주청티라누스   |
|  |                |

|  | 티라노사우루스 렉스                                             |
|  |                                                                 |
|  | \| \| 타르보사우루스 \| \| \| \| \| \| 주청티라누스 \| \| \| \| |
|  |                                                                 |
|  | 타르보사우루스                                                  |
|  |                                                                 |
|  | 주청티라누스                                                    |
|  |                                                                 |

|  | 타르보사우루스 |
|  |                |
|  | 주청티라누스   |
|  |                |

|  | 티라노사우루스 렉스                                             |
|  |                                                                 |
|  | \| \| 타르보사우루스 \| \| \| \| \| \| 주청티라누스 \| \| \| \| |
|  |                                                                 |
|  | 타르보사우루스                                                  |
|  |                                                                 |
|  | 주청티라누스                                                    |
|  |                                                                 |

|  | 타르보사우루스 |
|  |                |
|  | 주청티라누스   |
|  |                |

|  | 티라노사우루스 렉스                                             |
|  |                                                                 |
|  | \| \| 타르보사우루스 \| \| \| \| \| \| 주청티라누스 \| \| \| \| |
|  |                                                                 |
|  | 타르보사우루스                                                  |
|  |                                                                 |
|  | 주청티라누스                                                    |
|  |                                                                 |

|  | 타르보사우루스 |
|  |                |
|  | 주청티라누스   |
|  |                |

|  | 티라노사우루스 렉스                                             |
|  |                                                                 |
|  | \| \| 타르보사우루스 \| \| \| \| \| \| 주청티라누스 \| \| \| \| |
|  |                                                                 |
|  | 타르보사우루스                                                  |
|  |                                                                 |
|  | 주청티라누스                                                    |
|  |                                                                 |

|  | 타르보사우루스 |
|  |                |
|  | 주청티라누스   |
|  |                |

|  | 티라노사우루스 렉스                                             |
|  |                                                                 |
|  | \| \| 타르보사우루스 \| \| \| \| \| \| 주청티라누스 \| \| \| \| |
|  |                                                                 |
|  | 타르보사우루스                                                  |
|  |                                                                 |
|  | 주청티라누스                                                    |
|  |                                                                 |

|  | 타르보사우루스 |
|  |                |
|  | 주청티라누스   |
|  |                |

|  | 티라노사우루스 렉스                                             |
|  |                                                                 |
|  | \| \| 타르보사우루스 \| \| \| \| \| \| 주청티라누스 \| \| \| \| |
|  |                                                                 |
|  | 타르보사우루스                                                  |
|  |                                                                 |
|  | 주청티라누스                                                    |
|  |                                                                 |

|  | 타르보사우루스 |
|  |                |
|  | 주청티라누스   |
|  |                |

|  | 티라노사우루스 렉스                                             |
|  |                                                                 |
|  | \| \| 타르보사우루스 \| \| \| \| \| \| 주청티라누스 \| \| \| \| |
|  |                                                                 |
|  | 타르보사우루스                                                  |
|  |                                                                 |
|  | 주청티라누스                                                    |
|  |                                                                 |

|  | 타르보사우루스 |
|  |                |
|  | 주청티라누스   |
|  |                |

|  | 티라노사우루스 렉스                                             |
|  |                                                                 |
|  | \| \| 타르보사우루스 \| \| \| \| \| \| 주청티라누스 \| \| \| \| |
|  |                                                                 |
|  | 타르보사우루스                                                  |
|  |                                                                 |
|  | 주청티라누스                                                    |
|  |                                                                 |

|  | 타르보사우루스 |
|  |                |
|  | 주청티라누스   |
|  |                |

|  | 티라노사우루스 렉스                                             |
|  |                                                                 |
|  | \| \| 타르보사우루스 \| \| \| \| \| \| 주청티라누스 \| \| \| \| |
|  |                                                                 |
|  | 타르보사우루스                                                  |
|  |                                                                 |
|  | 주청티라누스                                                    |
|  |                                                                 |

|  | 타르보사우루스 |
|  |                |
|  | 주청티라누스   |
|  |                |

|  | 티라노사우루스 렉스                                             |
|  |                                                                 |
|  | \| \| 타르보사우루스 \| \| \| \| \| \| 주청티라누스 \| \| \| \| |
|  |                                                                 |
|  | 타르보사우루스                                                  |
|  |                                                                 |
|  | 주청티라누스                                                    |
|  |                                                                 |

|  | 타르보사우루스 |
|  |                |
|  | 주청티라누스   |
|  |                |

|  | 티라노사우루스 렉스                                             |
|  |                                                                 |
|  | \| \| 타르보사우루스 \| \| \| \| \| \| 주청티라누스 \| \| \| \| |
|  |                                                                 |
|  | 타르보사우루스                                                  |
|  |                                                                 |
|  | 주청티라누스                                                    |
|  |                                                                 |

|  | 타르보사우루스 |
|  |                |
|  | 주청티라누스   |
|  |                |

|  | 티라노사우루스 렉스                                             |
|  |                                                                 |
|  | \| \| 타르보사우루스 \| \| \| \| \| \| 주청티라누스 \| \| \| \| |
|  |                                                                 |
|  | 타르보사우루스                                                  |
|  |                                                                 |
|  | 주청티라누스                                                    |
|  |                                                                 |

|  | 타르보사우루스 |
|  |                |
|  | 주청티라누스   |
|  |                |

|  | 티라노사우루스 렉스                                             |
|  |                                                                 |
|  | \| \| 타르보사우루스 \| \| \| \| \| \| 주청티라누스 \| \| \| \| |
|  |                                                                 |
|  | 타르보사우루스                                                  |
|  |                                                                 |
|  | 주청티라누스                                                    |
|  |                                                                 |

|  | 타르보사우루스 |
|  |                |
|  | 주청티라누스   |
|  |                |

|  | 티라노사우루스 렉스                                             |
|  |                                                                 |
|  | \| \| 타르보사우루스 \| \| \| \| \| \| 주청티라누스 \| \| \| \| |
|  |                                                                 |
|  | 타르보사우루스                                                  |
|  |                                                                 |
|  | 주청티라누스                                                    |
|  |                                                                 |

|  | 타르보사우루스 |
|  |                |
|  | 주청티라누스   |
|  |                |

|  | 티라노사우루스 렉스                                             |
|  |                                                                 |
|  | \| \| 타르보사우루스 \| \| \| \| \| \| 주청티라누스 \| \| \| \| |
|  |                                                                 |
|  | 타르보사우루스                                                  |
|  |                                                                 |
|  | 주청티라누스                                                    |
|  |                                                                 |

|  | 타르보사우루스 |
|  |                |
|  | 주청티라누스   |
|  |                |

|  | 티라노사우루스 렉스                                             |
|  |                                                                 |
|  | \| \| 타르보사우루스 \| \| \| \| \| \| 주청티라누스 \| \| \| \| |
|  |                                                                 |
|  | 타르보사우루스                                                  |
|  |                                                                 |
|  | 주청티라누스                                                    |
|  |                                                                 |

|  | 타르보사우루스 |
|  |                |
|  | 주청티라누스   |
|  |                |

|  | 티라노사우루스 렉스                                             |
|  |                                                                 |
|  | \| \| 타르보사우루스 \| \| \| \| \| \| 주청티라누스 \| \| \| \| |
|  |                                                                 |
|  | 타르보사우루스                                                  |
|  |                                                                 |
|  | 주청티라누스                                                    |
|  |                                                                 |

|  | 타르보사우루스 |
|  |                |
|  | 주청티라누스   |
|  |                |

|  | 티라노사우루스 렉스                                             |
|  |                                                                 |
|  | \| \| 타르보사우루스 \| \| \| \| \| \| 주청티라누스 \| \| \| \| |
|  |                                                                 |
|  | 타르보사우루스                                                  |
|  |                                                                 |
|  | 주청티라누스                                                    |
|  |                                                                 |

|  | 타르보사우루스 |
|  |                |
|  | 주청티라누스   |
|  |                |

|  | 티라노사우루스 렉스                                             |
|  |                                                                 |
|  | \| \| 타르보사우루스 \| \| \| \| \| \| 주청티라누스 \| \| \| \| |
|  |                                                                 |
|  | 타르보사우루스                                                  |
|  |                                                                 |
|  | 주청티라누스                                                    |
|  |                                                                 |

|  | 타르보사우루스 |
|  |                |
|  | 주청티라누스   |
|  |                |

|  | 티라노사우루스 렉스                                             |
|  |                                                                 |
|  | \| \| 타르보사우루스 \| \| \| \| \| \| 주청티라누스 \| \| \| \| |
|  |                                                                 |
|  | 타르보사우루스                                                  |
|  |                                                                 |
|  | 주청티라누스                                                    |
|  |                                                                 |

|  | 타르보사우루스 |
|  |                |
|  | 주청티라누스   |
|  |                |

|  | 티라노사우루스 렉스                                             |
|  |                                                                 |
|  | \| \| 타르보사우루스 \| \| \| \| \| \| 주청티라누스 \| \| \| \| |
|  |                                                                 |
|  | 타르보사우루스                                                  |
|  |                                                                 |
|  | 주청티라누스                                                    |
|  |                                                                 |

|  | 타르보사우루스 |
|  |                |
|  | 주청티라누스   |
|  |                |

|  | 티라노사우루스 렉스                                             |
|  |                                                                 |
|  | \| \| 타르보사우루스 \| \| \| \| \| \| 주청티라누스 \| \| \| \| |
|  |                                                                 |
|  | 타르보사우루스                                                  |
|  |                                                                 |
|  | 주청티라누스                                                    |
|  |                                                                 |

|  | 타르보사우루스 |
|  |                |
|  | 주청티라누스   |
|  |                |

|  | 티라노사우루스 렉스                                             |
|  |                                                                 |
|  | \| \| 타르보사우루스 \| \| \| \| \| \| 주청티라누스 \| \| \| \| |
|  |                                                                 |
|  | 타르보사우루스                                                  |
|  |                                                                 |
|  | 주청티라누스                                                    |
|  |                                                                 |

|  | 타르보사우루스 |
|  |                |
|  | 주청티라누스   |
|  |                |

|  | 티라노사우루스 렉스                                             |
|  |                                                                 |
|  | \| \| 타르보사우루스 \| \| \| \| \| \| 주청티라누스 \| \| \| \| |
|  |                                                                 |
|  | 타르보사우루스                                                  |
|  |                                                                 |
|  | 주청티라누스                                                    |
|  |                                                                 |

|  | 타르보사우루스 |
|  |                |
|  | 주청티라누스   |
|  |                |

|  | 티라노사우루스 렉스                                             |
|  |                                                                 |
|  | \| \| 타르보사우루스 \| \| \| \| \| \| 주청티라누스 \| \| \| \| |
|  |                                                                 |
|  | 타르보사우루스                                                  |
|  |                                                                 |
|  | 주청티라누스                                                    |
|  |                                                                 |

|  | 타르보사우루스 |
|  |                |
|  | 주청티라누스   |
|  |                |

|  | 티라노사우루스 렉스                                             |
|  |                                                                 |
|  | \| \| 타르보사우루스 \| \| \| \| \| \| 주청티라누스 \| \| \| \| |
|  |                                                                 |
|  | 타르보사우루스                                                  |
|  |                                                                 |
|  | 주청티라누스                                                    |
|  |                                                                 |

|  | 타르보사우루스 |
|  |                |
|  | 주청티라누스   |
|  |                |

|  | 티라노사우루스 렉스                                             |
|  |                                                                 |
|  | \| \| 타르보사우루스 \| \| \| \| \| \| 주청티라누스 \| \| \| \| |
|  |                                                                 |
|  | 타르보사우루스                                                  |
|  |                                                                 |
|  | 주청티라누스                                                    |
|  |                                                                 |

|  | 타르보사우루스 |
|  |                |
|  | 주청티라누스   |
|  |                |

|  | 티라노사우루스 렉스                                             |
|  |                                                                 |
|  | \| \| 타르보사우루스 \| \| \| \| \| \| 주청티라누스 \| \| \| \| |
|  |                                                                 |
|  | 타르보사우루스                                                  |
|  |                                                                 |
|  | 주청티라누스                                                    |
|  |                                                                 |

|  | 타르보사우루스 |
|  |                |
|  | 주청티라누스   |
|  |                |

|  | 티라노사우루스 렉스                                             |
|  |                                                                 |
|  | \| \| 타르보사우루스 \| \| \| \| \| \| 주청티라누스 \| \| \| \| |
|  |                                                                 |
|  | 타르보사우루스                                                  |
|  |                                                                 |
|  | 주청티라누스                                                    |
|  |                                                                 |

|  | 타르보사우루스 |
|  |                |
|  | 주청티라누스   |
|  |                |

|  | 티라노사우루스 렉스                                             |
|  |                                                                 |
|  | \| \| 타르보사우루스 \| \| \| \| \| \| 주청티라누스 \| \| \| \| |
|  |                                                                 |
|  | 타르보사우루스                                                  |
|  |                                                                 |
|  | 주청티라누스                                                    |
|  |                                                                 |

|  | 타르보사우루스 |
|  |                |
|  | 주청티라누스   |
|  |                |

|  | 티라노사우루스 렉스                                             |
|  |                                                                 |
|  | \| \| 타르보사우루스 \| \| \| \| \| \| 주청티라누스 \| \| \| \| |
|  |                                                                 |
|  | 타르보사우루스                                                  |
|  |                                                                 |
|  | 주청티라누스                                                    |
|  |                                                                 |

|  | 타르보사우루스 |
|  |                |
|  | 주청티라누스   |
|  |                |

|  | 티라노사우루스 렉스                                             |
|  |                                                                 |
|  | \| \| 타르보사우루스 \| \| \| \| \| \| 주청티라누스 \| \| \| \| |
|  |                                                                 |
|  | 타르보사우루스                                                  |
|  |                                                                 |
|  | 주청티라누스                                                    |
|  |                                                                 |

|  | 타르보사우루스 |
|  |                |
|  | 주청티라누스   |
|  |                |

|  | 티라노사우루스 렉스                                             |
|  |                                                                 |
|  | \| \| 타르보사우루스 \| \| \| \| \| \| 주청티라누스 \| \| \| \| |
|  |                                                                 |
|  | 타르보사우루스                                                  |
|  |                                                                 |
|  | 주청티라누스                                                    |
|  |                                                                 |

|  | 타르보사우루스 |
|  |                |
|  | 주청티라누스   |
|  |                |

|  | 티라노사우루스 렉스                                             |
|  |                                                                 |
|  | \| \| 타르보사우루스 \| \| \| \| \| \| 주청티라누스 \| \| \| \| |
|  |                                                                 |
|  | 타르보사우루스                                                  |
|  |                                                                 |
|  | 주청티라누스                                                    |
|  |                                                                 |

|  | 타르보사우루스 |
|  |                |
|  | 주청티라누스   |
|  |                |

|  | 티라노사우루스 렉스                                             |
|  |                                                                 |
|  | \| \| 타르보사우루스 \| \| \| \| \| \| 주청티라누스 \| \| \| \| |
|  |                                                                 |
|  | 타르보사우루스                                                  |
|  |                                                                 |
|  | 주청티라누스                                                    |
|  |                                                                 |

|  | 타르보사우루스 |
|  |                |
|  | 주청티라누스   |
|  |                |

|  | 티라노사우루스 렉스                                             |
|  |                                                                 |
|  | \| \| 타르보사우루스 \| \| \| \| \| \| 주청티라누스 \| \| \| \| |
|  |                                                                 |
|  | 타르보사우루스                                                  |
|  |                                                                 |
|  | 주청티라누스                                                    |
|  |                                                                 |

|  | 타르보사우루스 |
|  |                |
|  | 주청티라누스   |
|  |                |

|  | 티라노사우루스 렉스                                             |
|  |                                                                 |
|  | \| \| 타르보사우루스 \| \| \| \| \| \| 주청티라누스 \| \| \| \| |
|  |                                                                 |
|  | 타르보사우루스                                                  |
|  |                                                                 |
|  | 주청티라누스                                                    |
|  |                                                                 |

|  | 타르보사우루스 |
|  |                |
|  | 주청티라누스   |
|  |                |

|  | 티라노사우루스 렉스                                             |
|  |                                                                 |
|  | \| \| 타르보사우루스 \| \| \| \| \| \| 주청티라누스 \| \| \| \| |
|  |                                                                 |
|  | 타르보사우루스                                                  |
|  |                                                                 |
|  | 주청티라누스                                                    |
|  |                                                                 |

|  | 타르보사우루스 |
|  |                |
|  | 주청티라누스   |
|  |                |

|  | 티라노사우루스 렉스                                             |
|  |                                                                 |
|  | \| \| 타르보사우루스 \| \| \| \| \| \| 주청티라누스 \| \| \| \| |
|  |                                                                 |
|  | 타르보사우루스                                                  |
|  |                                                                 |
|  | 주청티라누스                                                    |
|  |                                                                 |

|  | 타르보사우루스 |
|  |                |
|  | 주청티라누스   |
|  |                |

|  | 티라노사우루스 렉스                                             |
|  |                                                                 |
|  | \| \| 타르보사우루스 \| \| \| \| \| \| 주청티라누스 \| \| \| \| |
|  |                                                                 |
|  | 타르보사우루스                                                  |
|  |                                                                 |
|  | 주청티라누스                                                    |
|  |                                                                 |

|  | 타르보사우루스 |
|  |                |
|  | 주청티라누스   |
|  |                |

|  | 티라노사우루스 렉스                                             |
|  |                                                                 |
|  | \| \| 타르보사우루스 \| \| \| \| \| \| 주청티라누스 \| \| \| \| |
|  |                                                                 |
|  | 타르보사우루스                                                  |
|  |                                                                 |
|  | 주청티라누스                                                    |
|  |                                                                 |

|  | 타르보사우루스 |
|  |                |
|  | 주청티라누스   |
|  |                |

|  | 티라노사우루스 렉스                                             |
|  |                                                                 |
|  | \| \| 타르보사우루스 \| \| \| \| \| \| 주청티라누스 \| \| \| \| |
|  |                                                                 |
|  | 타르보사우루스                                                  |
|  |                                                                 |
|  | 주청티라누스                                                    |
|  |                                                                 |

|  | 타르보사우루스 |
|  |                |
|  | 주청티라누스   |
|  |                |

|  | 티라노사우루스 렉스                                             |
|  |                                                                 |
|  | \| \| 타르보사우루스 \| \| \| \| \| \| 주청티라누스 \| \| \| \| |
|  |                                                                 |
|  | 타르보사우루스                                                  |
|  |                                                                 |
|  | 주청티라누스                                                    |
|  |                                                                 |

|  | 타르보사우루스 |
|  |                |
|  | 주청티라누스   |
|  |                |

|  | 티라노사우루스 렉스                                             |
|  |                                                                 |
|  | \| \| 타르보사우루스 \| \| \| \| \| \| 주청티라누스 \| \| \| \| |
|  |                                                                 |
|  | 타르보사우루스                                                  |
|  |                                                                 |
|  | 주청티라누스                                                    |
|  |                                                                 |

|  | 타르보사우루스 |
|  |                |
|  | 주청티라누스   |
|  |                |

|  | 티라노사우루스 렉스                                             |
|  |                                                                 |
|  | \| \| 타르보사우루스 \| \| \| \| \| \| 주청티라누스 \| \| \| \| |
|  |                                                                 |
|  | 타르보사우루스                                                  |
|  |                                                                 |
|  | 주청티라누스                                                    |
|  |                                                                 |

|  | 타르보사우루스 |
|  |                |
|  | 주청티라누스   |
|  |                |

|  | 티라노사우루스 렉스                                             |
|  |                                                                 |
|  | \| \| 타르보사우루스 \| \| \| \| \| \| 주청티라누스 \| \| \| \| |
|  |                                                                 |
|  | 타르보사우루스                                                  |
|  |                                                                 |
|  | 주청티라누스                                                    |
|  |                                                                 |

|  | 타르보사우루스 |
|  |                |
|  | 주청티라누스   |
|  |                |

|  | 티라노사우루스 렉스                                             |
|  |                                                                 |
|  | \| \| 타르보사우루스 \| \| \| \| \| \| 주청티라누스 \| \| \| \| |
|  |                                                                 |
|  | 타르보사우루스                                                  |
|  |                                                                 |
|  | 주청티라누스                                                    |
|  |                                                                 |

|  | 타르보사우루스 |
|  |                |
|  | 주청티라누스   |
|  |                |

|  | 티라노사우루스 렉스                                             |
|  |                                                                 |
|  | \| \| 타르보사우루스 \| \| \| \| \| \| 주청티라누스 \| \| \| \| |
|  |                                                                 |
|  | 타르보사우루스                                                  |
|  |                                                                 |
|  | 주청티라누스                                                    |
|  |                                                                 |

|  | 타르보사우루스 |
|  |                |
|  | 주청티라누스   |
|  |                |

|  | 티라노사우루스 렉스                                             |
|  |                                                                 |
|  | \| \| 타르보사우루스 \| \| \| \| \| \| 주청티라누스 \| \| \| \| |
|  |                                                                 |
|  | 타르보사우루스                                                  |
|  |                                                                 |
|  | 주청티라누스                                                    |
|  |                                                                 |

|  | 타르보사우루스 |
|  |                |
|  | 주청티라누스   |
|  |                |

|  | 티라노사우루스 렉스                                             |
|  |                                                                 |
|  | \| \| 타르보사우루스 \| \| \| \| \| \| 주청티라누스 \| \| \| \| |
|  |                                                                 |
|  | 타르보사우루스                                                  |
|  |                                                                 |
|  | 주청티라누스                                                    |
|  |                                                                 |

|  | 타르보사우루스 |
|  |                |
|  | 주청티라누스   |
|  |                |

|  | 티라노사우루스 렉스                                             |
|  |                                                                 |
|  | \| \| 타르보사우루스 \| \| \| \| \| \| 주청티라누스 \| \| \| \| |
|  |                                                                 |
|  | 타르보사우루스                                                  |
|  |                                                                 |
|  | 주청티라누스                                                    |
|  |                                                                 |

|  | 타르보사우루스 |
|  |                |
|  | 주청티라누스   |
|  |                |

|  | 티라노사우루스 렉스                                             |
|  |                                                                 |
|  | \| \| 타르보사우루스 \| \| \| \| \| \| 주청티라누스 \| \| \| \| |
|  |                                                                 |
|  | 타르보사우루스                                                  |
|  |                                                                 |
|  | 주청티라누스                                                    |
|  |                                                                 |

|  | 타르보사우루스 |
|  |                |
|  | 주청티라누스   |
|  |                |

|  | 티라노사우루스 렉스                                             |
|  |                                                                 |
|  | \| \| 타르보사우루스 \| \| \| \| \| \| 주청티라누스 \| \| \| \| |
|  |                                                                 |
|  | 타르보사우루스                                                  |
|  |                                                                 |
|  | 주청티라누스                                                    |
|  |                                                                 |

|  | 타르보사우루스 |
|  |                |
|  | 주청티라누스   |
|  |                |

|  | 티라노사우루스 렉스                                             |
|  |                                                                 |
|  | \| \| 타르보사우루스 \| \| \| \| \| \| 주청티라누스 \| \| \| \| |
|  |                                                                 |
|  | 타르보사우루스                                                  |
|  |                                                                 |
|  | 주청티라누스                                                    |
|  |                                                                 |

|  | 타르보사우루스 |
|  |                |
|  | 주청티라누스   |
|  |                |

|  | 티라노사우루스 렉스                                             |
|  |                                                                 |
|  | \| \| 타르보사우루스 \| \| \| \| \| \| 주청티라누스 \| \| \| \| |
|  |                                                                 |
|  | 타르보사우루스                                                  |
|  |                                                                 |
|  | 주청티라누스                                                    |
|  |                                                                 |

|  | 타르보사우루스 |
|  |                |
|  | 주청티라누스   |
|  |                |

|  | 티라노사우루스 렉스                                             |
|  |                                                                 |
|  | \| \| 타르보사우루스 \| \| \| \| \| \| 주청티라누스 \| \| \| \| |
|  |                                                                 |
|  | 타르보사우루스                                                  |
|  |                                                                 |
|  | 주청티라누스                                                    |
|  |                                                                 |

|  | 타르보사우루스 |
|  |                |
|  | 주청티라누스   |
|  |                |

|  | 티라노사우루스 렉스                                             |
|  |                                                                 |
|  | \| \| 타르보사우루스 \| \| \| \| \| \| 주청티라누스 \| \| \| \| |
|  |                                                                 |
|  | 타르보사우루스                                                  |
|  |                                                                 |
|  | 주청티라누스                                                    |
|  |                                                                 |

|  | 타르보사우루스 |
|  |                |
|  | 주청티라누스   |
|  |                |

|  | 티라노사우루스 렉스                                             |
|  |                                                                 |
|  | \| \| 타르보사우루스 \| \| \| \| \| \| 주청티라누스 \| \| \| \| |
|  |                                                                 |
|  | 타르보사우루스                                                  |
|  |                                                                 |
|  | 주청티라누스                                                    |
|  |                                                                 |

|  | 타르보사우루스 |
|  |                |
|  | 주청티라누스   |
|  |                |

|  | 티라노사우루스 렉스                                             |
|  |                                                                 |
|  | \| \| 타르보사우루스 \| \| \| \| \| \| 주청티라누스 \| \| \| \| |
|  |                                                                 |
|  | 타르보사우루스                                                  |
|  |                                                                 |
|  | 주청티라누스                                                    |
|  |                                                                 |

|  | 타르보사우루스 |
|  |                |
|  | 주청티라누스   |
|  |                |

|  | 티라노사우루스 렉스                                             |
|  |                                                                 |
|  | \| \| 타르보사우루스 \| \| \| \| \| \| 주청티라누스 \| \| \| \| |
|  |                                                                 |
|  | 타르보사우루스                                                  |
|  |                                                                 |
|  | 주청티라누스                                                    |
|  |                                                                 |

|  | 타르보사우루스 |
|  |                |
|  | 주청티라누스   |
|  |                |

|  | 티라노사우루스 렉스                                             |
|  |                                                                 |
|  | \| \| 타르보사우루스 \| \| \| \| \| \| 주청티라누스 \| \| \| \| |
|  |                                                                 |
|  | 타르보사우루스                                                  |
|  |                                                                 |
|  | 주청티라누스                                                    |
|  |                                                                 |

|  | 타르보사우루스 |
|  |                |
|  | 주청티라누스   |
|  |                |

|  | 티라노사우루스 렉스                                             |
|  |                                                                 |
|  | \| \| 타르보사우루스 \| \| \| \| \| \| 주청티라누스 \| \| \| \| |
|  |                                                                 |
|  | 타르보사우루스                                                  |
|  |                                                                 |
|  | 주청티라누스                                                    |
|  |                                                                 |

|  | 타르보사우루스 |
|  |                |
|  | 주청티라누스   |
|  |                |

|  | 티라노사우루스 렉스                                             |
|  |                                                                 |
|  | \| \| 타르보사우루스 \| \| \| \| \| \| 주청티라누스 \| \| \| \| |
|  |                                                                 |
|  | 타르보사우루스                                                  |
|  |                                                                 |
|  | 주청티라누스                                                    |
|  |                                                                 |

|  | 타르보사우루스 |
|  |                |
|  | 주청티라누스   |
|  |                |

|  | 티라노사우루스 렉스                                             |
|  |                                                                 |
|  | \| \| 타르보사우루스 \| \| \| \| \| \| 주청티라누스 \| \| \| \| |
|  |                                                                 |
|  | 타르보사우루스                                                  |
|  |                                                                 |
|  | 주청티라누스                                                    |
|  |                                                                 |

|  | 타르보사우루스 |
|  |                |
|  | 주청티라누스   |
|  |                |

|  | 티라노사우루스 렉스                                             |
|  |                                                                 |
|  | \| \| 타르보사우루스 \| \| \| \| \| \| 주청티라누스 \| \| \| \| |
|  |                                                                 |
|  | 타르보사우루스                                                  |
|  |                                                                 |
|  | 주청티라누스                                                    |
|  |                                                                 |

|  | 타르보사우루스 |
|  |                |
|  | 주청티라누스   |
|  |                |

|  | 티라노사우루스 렉스                                             |
|  |                                                                 |
|  | \| \| 타르보사우루스 \| \| \| \| \| \| 주청티라누스 \| \| \| \| |
|  |                                                                 |
|  | 타르보사우루스                                                  |
|  |                                                                 |
|  | 주청티라누스                                                    |
|  |                                                                 |

|  | 타르보사우루스 |
|  |                |
|  | 주청티라누스   |
|  |                |

|  | 티라노사우루스 렉스                                             |
|  |                                                                 |
|  | \| \| 타르보사우루스 \| \| \| \| \| \| 주청티라누스 \| \| \| \| |
|  |                                                                 |
|  | 타르보사우루스                                                  |
|  |                                                                 |
|  | 주청티라누스                                                    |
|  |                                                                 |

|  | 타르보사우루스 |
|  |                |
|  | 주청티라누스   |
|  |                |

|  | 티라노사우루스 렉스                                             |
|  |                                                                 |
|  | \| \| 타르보사우루스 \| \| \| \| \| \| 주청티라누스 \| \| \| \| |
|  |                                                                 |
|  | 타르보사우루스                                                  |
|  |                                                                 |
|  | 주청티라누스                                                    |
|  |                                                                 |

|  | 타르보사우루스 |
|  |                |
|  | 주청티라누스   |
|  |                |

|  | 티라노사우루스 렉스                                             |
|  |                                                                 |
|  | \| \| 타르보사우루스 \| \| \| \| \| \| 주청티라누스 \| \| \| \| |
|  |                                                                 |
|  | 타르보사우루스                                                  |
|  |                                                                 |
|  | 주청티라누스                                                    |
|  |                                                                 |

|  | 타르보사우루스 |
|  |                |
|  | 주청티라누스   |
|  |                |

|  | 티라노사우루스 렉스                                             |
|  |                                                                 |
|  | \| \| 타르보사우루스 \| \| \| \| \| \| 주청티라누스 \| \| \| \| |
|  |                                                                 |
|  | 타르보사우루스                                                  |
|  |                                                                 |
|  | 주청티라누스                                                    |
|  |                                                                 |

|  | 타르보사우루스 |
|  |                |
|  | 주청티라누스   |
|  |                |

|  | 티라노사우루스 렉스                                             |
|  |                                                                 |
|  | \| \| 타르보사우루스 \| \| \| \| \| \| 주청티라누스 \| \| \| \| |
|  |                                                                 |
|  | 타르보사우루스                                                  |
|  |                                                                 |
|  | 주청티라누스                                                    |
|  |                                                                 |

|  | 타르보사우루스 |
|  |                |
|  | 주청티라누스   |
|  |                |

|  | 티라노사우루스 렉스                                             |
|  |                                                                 |
|  | \| \| 타르보사우루스 \| \| \| \| \| \| 주청티라누스 \| \| \| \| |
|  |                                                                 |
|  | 타르보사우루스                                                  |
|  |                                                                 |
|  | 주청티라누스                                                    |
|  |                                                                 |

|  | 타르보사우루스 |
|  |                |
|  | 주청티라누스   |
|  |                |

|  | 티라노사우루스 렉스                                             |
|  |                                                                 |
|  | \| \| 타르보사우루스 \| \| \| \| \| \| 주청티라누스 \| \| \| \| |
|  |                                                                 |
|  | 타르보사우루스                                                  |
|  |                                                                 |
|  | 주청티라누스                                                    |
|  |                                                                 |

|  | 타르보사우루스 |
|  |                |
|  | 주청티라누스   |
|  |                |

|  | 티라노사우루스 렉스                                             |
|  |                                                                 |
|  | \| \| 타르보사우루스 \| \| \| \| \| \| 주청티라누스 \| \| \| \| |
|  |                                                                 |
|  | 타르보사우루스                                                  |
|  |                                                                 |
|  | 주청티라누스                                                    |
|  |                                                                 |

|  | 타르보사우루스 |
|  |                |
|  | 주청티라누스   |
|  |                |

|  | 티라노사우루스 렉스                                             |
|  |                                                                 |
|  | \| \| 타르보사우루스 \| \| \| \| \| \| 주청티라누스 \| \| \| \| |
|  |                                                                 |
|  | 타르보사우루스                                                  |
|  |                                                                 |
|  | 주청티라누스                                                    |
|  |                                                                 |

|  | 타르보사우루스 |
|  |                |
|  | 주청티라누스   |
|  |                |

|  | 티라노사우루스 렉스                                             |
|  |                                                                 |
|  | \| \| 타르보사우루스 \| \| \| \| \| \| 주청티라누스 \| \| \| \| |
|  |                                                                 |
|  | 타르보사우루스                                                  |
|  |                                                                 |
|  | 주청티라누스                                                    |
|  |                                                                 |

|  | 타르보사우루스 |
|  |                |
|  | 주청티라누스   |
|  |                |

또한 티라노사우루스의 화석들은 스텐(BGI 3033)처럼 비교적 날씬한 개체와 수(FMNH PR 2081)처럼 육중한 개체로 나뉜다. 이를 두고 이는 성별에 따라(날씬한 개체는 수컷, 육중한 개체는 암컷)달라진 것이라는 의견도 있고, 이 두 부류간의 차이점이 명확하니 일부 화석들은 티라노사우루스 렉스(T.rex)로 남고, 날씬한 개체들을 티라노사우루스 레기나(T.regina), 육중한 화석들은 티라노사우루스 임페라토르(T.imperator)로 재분류해 티라노사우루스를 세가지 종으로 나눠야한다는 주장도 있지만, 현재로써는 두 주장 다 설득력을 잃은 상태고, 이 문제는 여전히 미스테리로 남아있다.

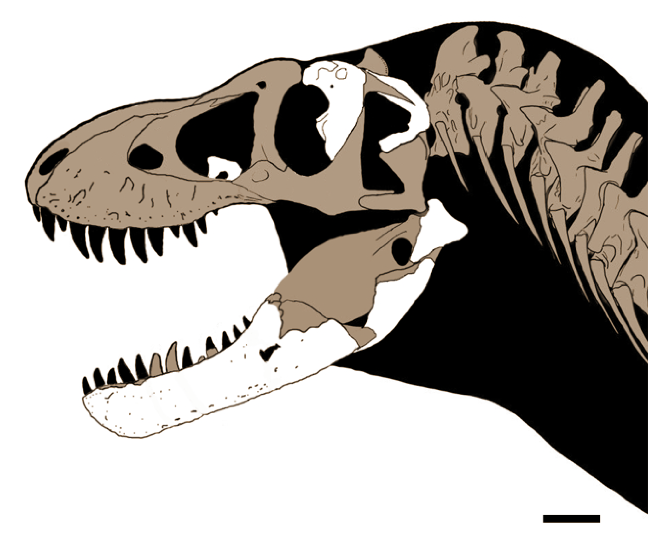
므크라이엔시스의 발견 골격도

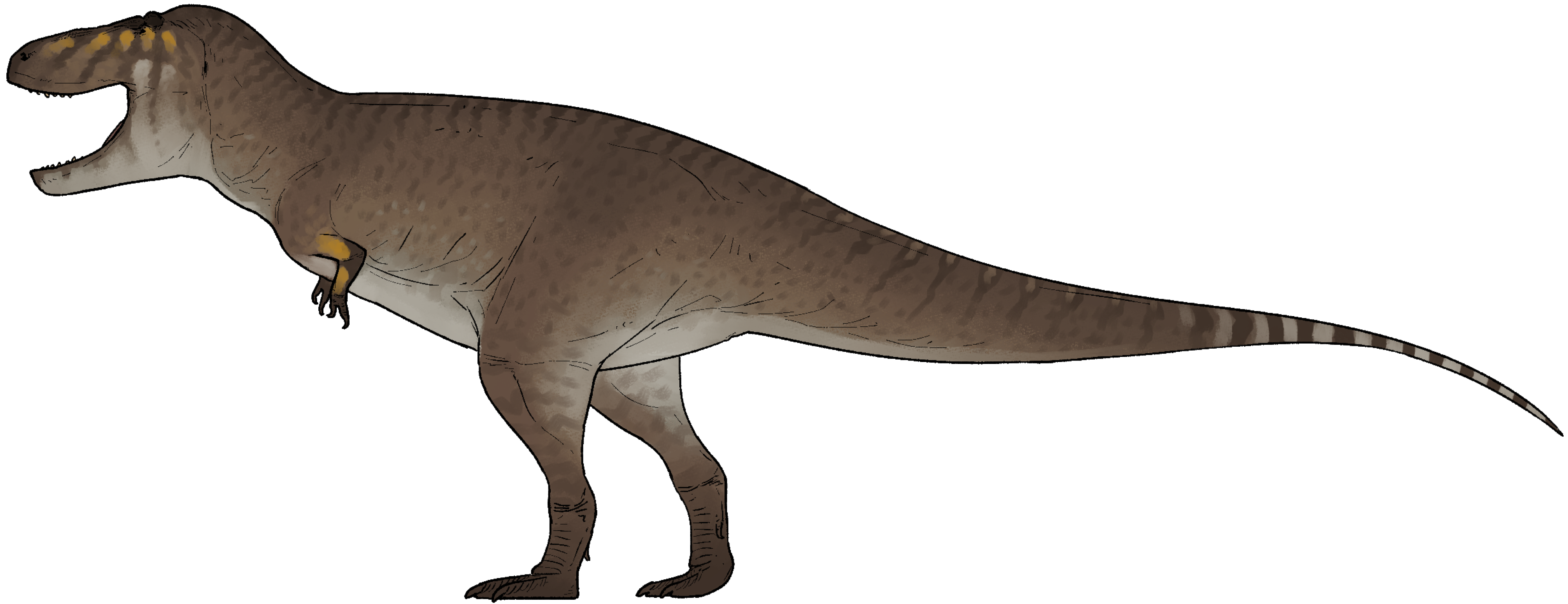
므크라이엔시스 복원도

2024년도에 이루어진 Dalman을 주축으로 한 8명의 고생물학자 연구팀이 므크라이층에서 발견된 티라노사우루스의 화석들을 티라노사우루스 므크라이엔시스(T.mcraeensis)라고 기존 종들과 다른 새로운 종으로 명명했다. 이 종에 분류된 티라노사우루스 화석들은 일반적인 화석들보다 발견 지층이 더 오래되었고, 턱도 더 얇고 치아의 갯수가 적고 뭉특했다. 이를 두고 개별의 종으로 구별을 해야할지, 아니면 차이가 미세하기 때문에 시대나 지역에 따른 특징으로만 봐야 할 지는 논란이다.

## 고생물학

### 생활사

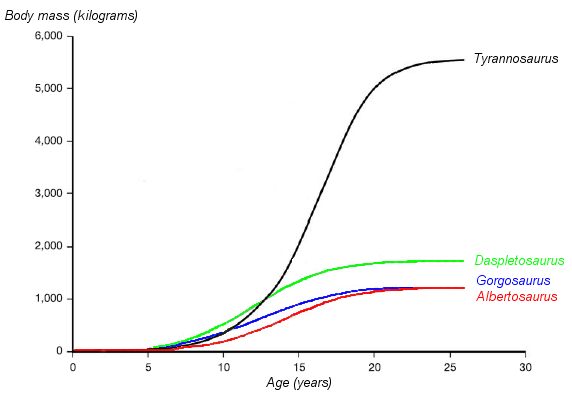
네 티라노사우루스속 공룡들의 생장곡선(나이 대비 몸무게). 티라노사우루스 렉스는 검은색으로 표시되어 있다.

티라노사우루스라고 여겨지던 여러 표본이 동일하다는 것은, 발생학적인 종의 변화에 대한 증거를 찾으려는 과학자들에 의해 인정되었다. 알려진 것 중 가장 작은 개체(chomper)는 50kg, 가장 큰 개체 RSN .p2523.8 일명 "Scotty")는 몸무게가 약 10800kg에 달하는 것으로 추정된다. 조직학적 분석에 따르면 Chomper가 죽었을 당시의 나이는 겨우 2살이었고, 그에 반해 "Sue"는 33살까지 살았다. 이는 티라노사우루스 중에서는 최고령에 속하는 나이다.
조직학계에서도 역시 다른 표본들의 나이가 확정되었음을 인정했다. 그 표본들의 나이와 몸무게를 이용하여 생장 곡선 그래프를 보다 자세히 기술할 수 있었다. 티라노사우루스의 생장곡선은 S자 형태로, 크게 세 부분으로 나뉜다. 첫 번째 부분은 몸무게 1800kg 이하, 나이 14살 이하인 어린 시기다. 두 번째 부분은 어린 시기가 끝난 후의 시기다. 이 때 티라노사우루스는 4년 동안 연당 평균 600kg씩 체중이 증가한다. 세 번째 부분인 18살 이후부터는 생장 곡선의 기울기가 다시 감소하기 시작한다. 예를 들어, 32살에 죽은 표본인 "Sue"와 22살에 죽은 표본인 RTMP 81.12.1 사이의 몸무게 차이는 600kg밖에 되지 않는다. 또다른 조직학적 연구에 따르면, 성장속도가 느려지는 현상은 16살 때쯤에 일어난다. 이러한 성장률의 갑작스런 변화는 신체의 완전한 성숙을 의미하는 것이라는 가설이 있다. 이 가설의 증거로는 16~20살에 죽은 티라노사우루스인 MOR 1125(일명 "B-rex")의 넓적다리에서 발견된 연부조직이 있다. 그 조직은 배란 중인 암컷 새에서 발견되는 것인데, 그것은 MOR 1125가 생식이 가능한 나이였다는 것을 의미한다. 그 후에 진행된 연구에 따르면, 그 현상이 일어난 것은 18살 때였다. 다른 티라노사우루스속 공룡들은 서로 매우 비슷한 성장곡선을 나타내었다. 또, 그들의 낮은 성장률은 그들의 작은 성체 크기를 의미했다.
많은 티라노사우루스 렉스 표본들은 성적 성숙이 일어난 후 6년 내에 죽었다. 이 현상은 티라노사우루스들뿐만 아니라 현존하는 크고 오래 사는 조류와 포유류에게도 나타난다. 이들 종의 특징은 출생 직후 사망률이 높다는 점, 그리고 유아기 사망률이 낮다는 점 등이다. 사망률은 성적 성숙 후에 다시 증가하기 시작하는데, 번식활동의 부담 때문일 것으로 추측된다. 한 연구에 따르면 티라노사우루스 표본들 중 유아기에 죽은 것은 대단히 희귀하다고 한다.

### 치악력및 턱힘
티라노사우루스의 턱힘은 35,000~57,000만 뉴턴으로 엄청난 수치다.
치악력은 6만 뉴턴이다.

### 티라노사우루스의 성

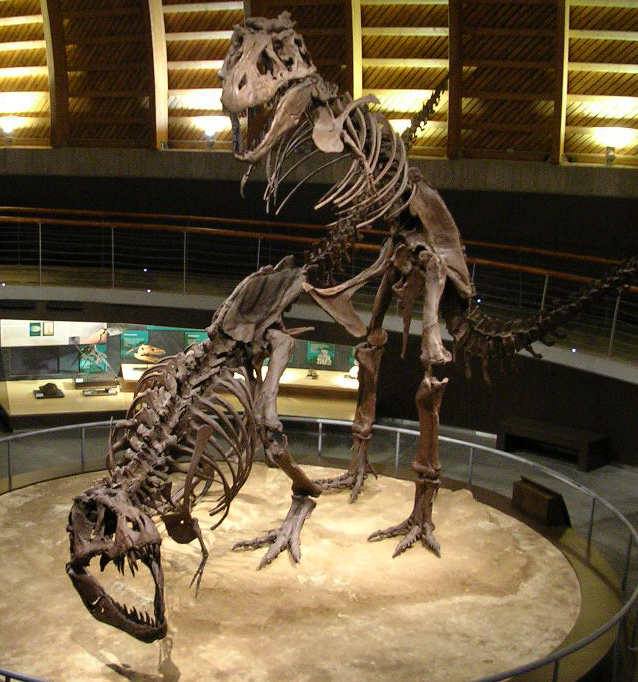
아스투리아스 공룡 박물관에 전시된 티라노사우루스의 짝짓기

새로운 표본이 계속 발견되자, 과학자들은 각각의 개체 간의 차이를 분석하기 시작했다. 그 결과 티라노사우루스 표본들에게서는 다른 수각류들과 마찬가지로 뚜렷하게 구별되는 두 가지의 신체 유형을 발견할 수 있었다. 한 유형은 뼈가 단단하고 밀도가 높아서 "강건한(robust)" 형태라는 이름이 붙었고, 다른 유형은 "연약한(gracile)" 형태라는 이름이 붙었다. 이러한 형태학적 차이는 티라노사우루스의 두 성 간의 차이를 뜻하는 것으로 해석되었다. 대개 "강건한" 형태는 암컷을, "연약한" 형태는 수컷을 나타내는 것으로 알려졌다. 두 형태 사이에 나타나는 차이점 중에서 "강건한" 표본들의 골반이 대체로 넓다는 것이 있는데, 이것은 알의 통과를 쉽게 하기 위해서였을 것이다. 또, "강건한" 표본에는 첫번째 꼬리 척추골에 변형된 역 V자가 있었는데, 이것 역시 알이 쉽게 통과하기 하기 위해서일 것이다. 이것은 현재 크로커다일 암컷에서도 발견되는 현상이다.
그러나 최근 몇 년 동안, 티라노사우루스의 성에 따른 몸 구조의 차이를 뒷받침하는 근거는 설득력을 잃었다. 2005년의 한 연구는 크로커다일과 티라노사우루스의 역 V자 뼈의 구조에 관한 기존의 연구가 오류라고 주장했다. 그 연구에 따르면, 역 V자 구조의 뼈는 티라노사우루스의 성별을 구분하는 데 쓰여서는 안 되는 것이었다. 그 연구는 뉴멕시코주 사스케촨에서 발견된 표본을 근거로 들어 "강건한" 유형과 "연약한" 유형은 성별보다는 지리적 분포와 더 관련이 깊다고 주장하였다. 또 그 차이는 나이와도 관련이 있을 수 있는데, "강건한" 유형은 주로 오래 산 개체였기 때문이다.
현재까지 단 하나의 티라노사우루스 렉스 표본만이 확실한 성별을 나타내었다. "B-rex"에 관한 조사에서 연부조직이 뼈와 함께 보존된 것이 밝혀졌는데, 그 연부조직은 현대의 새들에서는 알에게 필요한 칼슘을 공급해 주는 역할을 한다. 암컷만이 알을 품기 때문에 그것 역시 자연적으로는 암컷에게서만 발견된다(그러나 에스트로겐 등의 여성 호르몬이 과다 분비되면 수컷에게서도 그것이 나타날 수 있다.) 이것은 "B-rex"가 암컷이었고, 배란 중에 죽었다는 것을 알려 준다. 또한 최근의 연구에 따르면 크로커다일에게서 수질 조직은 더 이상 발견되지 않는데, 아마도 공룡의 직계 후손인 조류와 거리가 멀기 때문일 것이다. 수각류 공룡과 조류 사이에 공통적으로 존재하는 연부조직은 둘 사이에 진화적 관계가 있다는 뜻일지도 모른다.

### 자세
다른 이족보행 공룡들처럼, 티라노사우루스 렉스도 마치 캥거루처럼 꼬리를 45˚로 아래로 끌고 다니는 '살아 있는 삼각대'라고 생각되어 왔다. 그것은 1865년 조셉 레이디가 하드로사우루스를 그러한 모습으로 복원한 것이 기원이다. 공룡들이 똑바로 서서 걸었다고 믿은 뉴욕의 아메리카 자연사 박물관(AMNH) 관장 헨리 페어필드 오스본은 1915년에 최초로 발견된 완전한 티라노사우루스 렉스 표본을 똑바로 선 자세로 전시하게 했다. 그 표본은 거의 한 세기 동안 그렇게 되어 있었으나, 1992년에 들어 자세가 바뀌었다. 1970년, 과학자들은 똑바로 선 자세는 살아 있는 동물에게선 나타날 수 없다는 것을 알아차리고, 그런 자세는 탈구나 관절이 약해져야만 발생한다는 것을 알아내었다. 잘못된 AMNH의 복원은 1990년대의 많은 영화와 그림에 영향을 주어 (예를 들어 예일 대학교에 전시되어 있는 루돌프 잘링어의 벽화 "파충류의 시대" 등) 공룡 100만년 등의 영화의 잘못된 묘사를 만들었다. 그에 비해, 쥬라기 공원과 같은 현대의 묘사에서는 티라노사우루스의 몸이 땅과 거의 수평을 이루게 한다.

### 팔

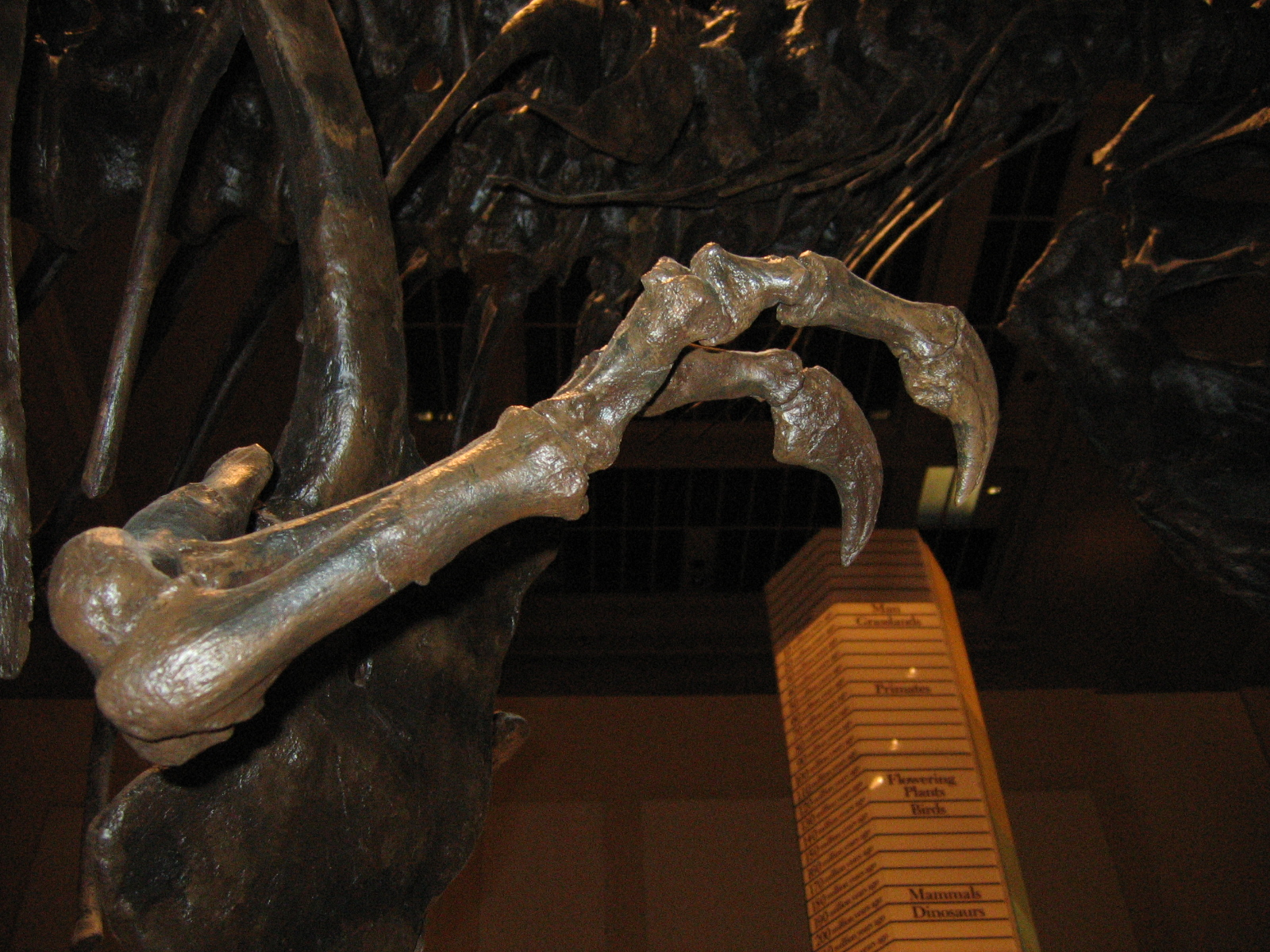
워싱턴 DC의 국립 자연사 박물관에 전시된 티라노사우루스의 앞다리

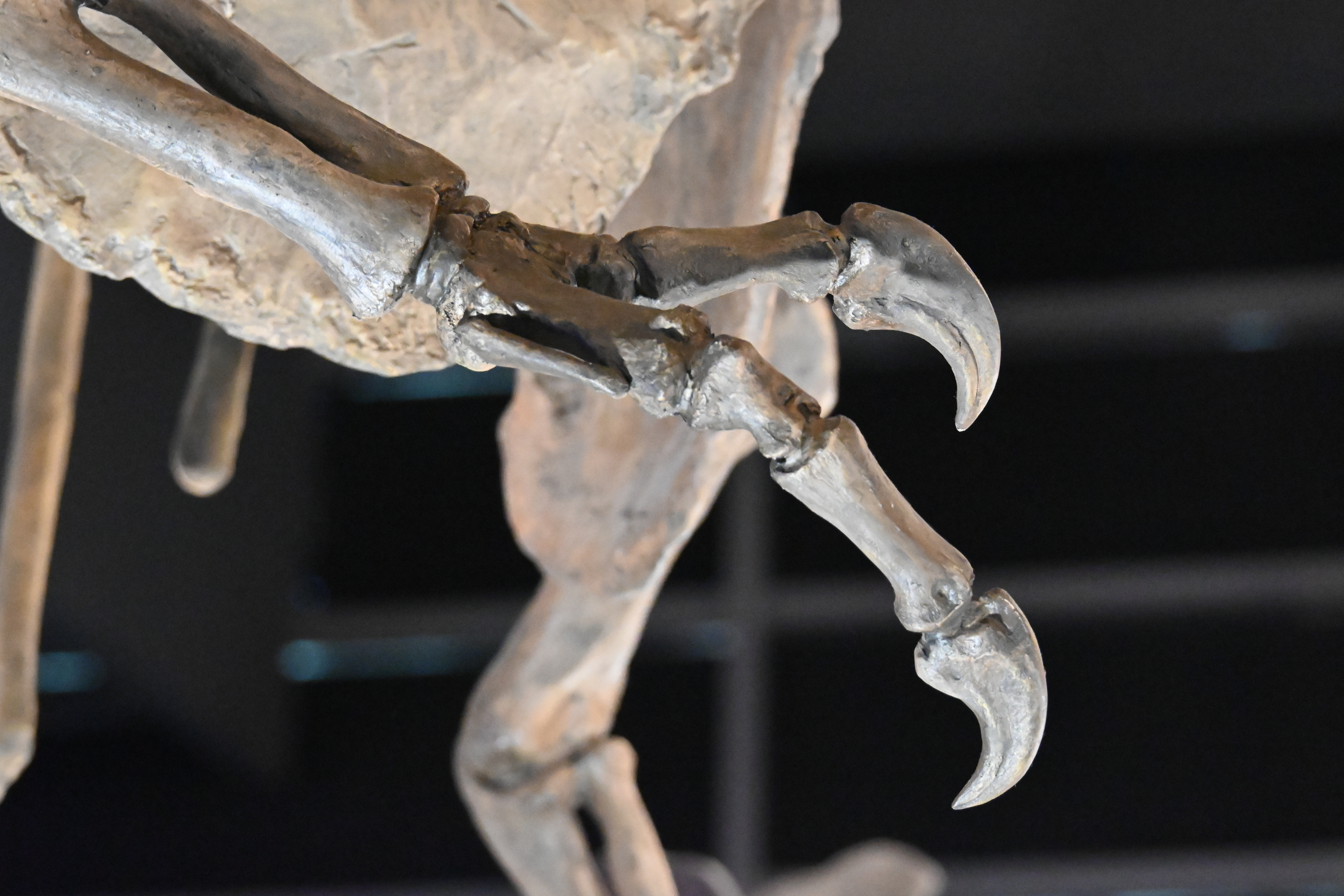
국립과천과학관에 전시된 Scotty 표본 기반 복제품의 오른손 (엄지와 검지에 해당하는 손가락 뼈와 중지 손허리뼈에 해당하는 뼈가 보임)

티라노사우루스가 처음 발견되었을 때, 앞다리 부분에서는 상박골만 발견되었다. 1915년에 그 표본을 사람들에게 공개하면서 헨리 오스본은 팔의 나머지 부분을 알로사우루스와 유사하게 좀 더 길고 손가락이 3개인 뼈로 대신했다. 그와는 별도로 1914년 로렌스 램은 티라노사우루스 렉스의 앞다리를 고르고사우루스의 것과 비슷한, 짧은 두 개의 발가락이 달린 것으로 묘사하였다. 그러한 묘사는 곧 티라노사우루스의 앞다리가 그러한 모양이었다는 가설을 제기한 것과 같았는데, 그 가설은 최초로 완벽한 앞다리가 보존된 티라노사우루스가 발견될 때까지 증명되지 못했다. 그 뒤 1989년, 앞다리가 완벽한 티라노사우루스인 MOR 555가 발견되었고, 또한 "Sue"의 화석도 앞다리가 완전했다. 티라노사우루스의 앞다리는 몸 크기에 비해 매우 작아서, 겨우 1m 밖에 되지 않는다. 그것은 퇴화한 것이 아니었으며, 상당한 힘을 낼 수 있도록 근육이 넓게 붙은 흔적이 화석상에 남아있었다. 이것은 이미 1906년에 오스본에 의해 알려졌다. 앞다리는 기울어진 자세로 서 있는 티라노사우루스를 도왔다고 생각되기도 한다. 또 다른 가능성으로는 티라노사우루스의 거대한 턱에 잡아채인 먹잇감을 앞다리가 잡는 역할을 했다는 것이 있다. 이 가설은 생체역학적 분석에 의해 뒷받침된다. 티라노사우루스 렉스의 앞다리뼈는 극도로 두꺼운 피질골을 보여주는데, 이것은 티라노사우루스의 앞다리가 무거운 것은 들기 위해 발달되었다는 것을 나타낸다. 다 자란 티라노사우루스의 이두박근은 199kg의 무게를 옮길 수 있었고, 실제로는 다른 근육들 덕분에 더 큰 힘을 낼 수도 있었을 것이라 추측된다. 또한 티라노사우루스의 앞다리의 가동범위는 좁은 영역으로 일부 제한되어, 어깨와 팔꿈치 관절은 각각 40, 45˚ 정도의 움직임만 허용했다. 비교를 위해 말하자면, 데이노니쿠스에게서 같은 관절은 각각 88, 130˚를 움직일 수 있었고, 인간의 팔은 어깨에서 360˚를, 팔꿈치에서 165˚를 회전할 수 있다. 견고한 앞다리뼈와 강한 근육, 그리고 일부 제한된 움직임 범위는 발버둥치는 먹잇감을 붙들기 위한 구조를 의미하는 것일 수 있다.

### 연질부
2005년 3월 사이언스 저널에 노스캐롤라이나 주립대학의 메리 슈와이처와 동료들이 티라노사우루스 렉스 다리뼈 화석의 골수강(marrow cavity)에서 연질부를 찾아냈다고 발표했다. 슈와이처가 연질부를 찾아낼 수 있는지 알아보고 싶어했기 때문에 뼈는 의도적으로 깨뜨려져 배송되었고 정상적인 방법으로 보존되지 않았다. 록키 박물관 표본번호 1125, 혹은 MOR 1125 라고 이름붙은 이 공룡은 헬크릭층에서 발굴되었다. 유연하고 두 줄기로 갈라지는 핏줄과 섬유질로 되어 있어 탄력이 있는 뼈 기질부를 볼 수 있었다. 추가로 혈구를 닮은 미세구조가 기질과 핏줄 내부에서 발견되었다. 이 구조는 타조의 혈구와 핏줄과 유사해 보였다. 일반적인 화석화 과정과 다른, 알려지지 않은 과정을 거쳐 이것이 보존되었는지, 혹은 이것이 원래의 물질인지는 연구자들도 알지 못하고, 그런 보존상태에 대해서 어떤 주장도 하지 않는 데 주의를 기울였다. 만일 이것이 원래의 연질부가 보존된 것이라면 남아 있는 단백질은 공룡의 DNA 내용을 간접적으로나마 추측해 볼 수 있는 단서로 이용될 수 있다. 각각의 단백질은 보통 특수한 유전자에 의해 만들어지기 때문이다. 이전에 연질부를 찾아내지 못했던 것은 단지 사람들이 연질부가 보존되는 것은 불가능하다고 생각해서 찾아보지도 않았기 때문이었을 수 있다. 첫 번째 발견 후, 티라노사우루스 표본 두 개와 하드로사우루스 하나에서 유사한 연질부같이 보이는 구조가 발견되었다. 연질부에 대한 연구들에 의하면 티라노사우루스와 가장 가까운 현생 동물은 새라고 한다.

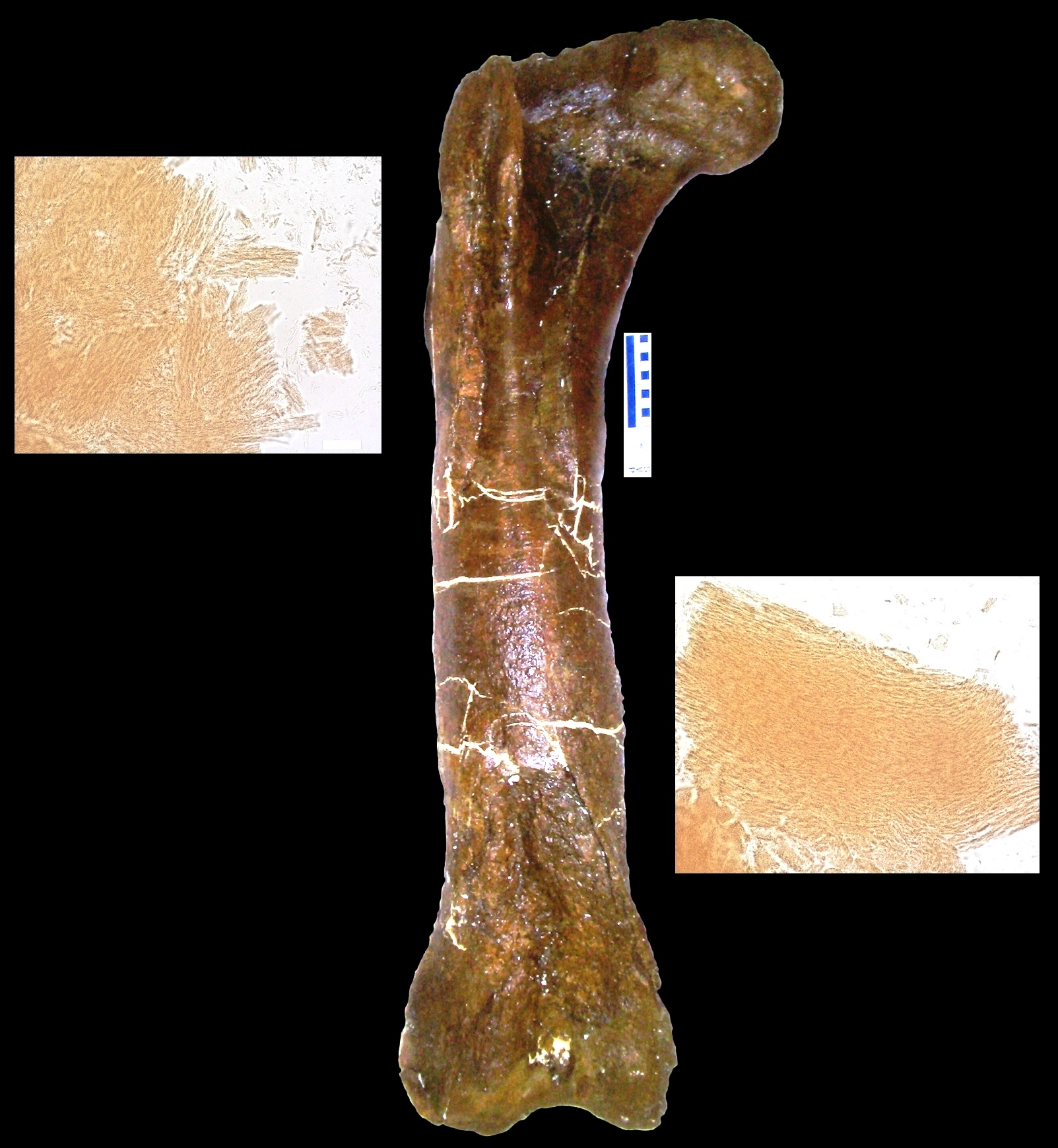
T. rex 대퇴골 (MOR 1125) 로부터 광물성분의 기질을 제거하여 펩타이드를 얻었다.

2007년 4월에 사이언스 저널에 발표된 연구에서 아사라와 동료들은 티라노사우루스 렉스의 뼈를 정제하여 찾아낸 일곱 개의 콜라겐 단백질의 흔적이 닭에서 보고된 것과 가장 유사하며 그 다음으로는 개구리와 도롱뇽이라고 하였다. 이 팀은 16만 년 전의 마스토돈 뼈에서도 유사한 흔적을 찾아냈는데, 수천만 년 전에 살았던 동물의 화석으로부터 단백질을 발견했다는 것은 화석을 보는 일반적인 관점을 뒤집어 놓고 고생물학자들의 관심을 뼈를 찾는 것으로부터 생화학 쪽으로 돌릴 수도 있는 일이다. 이 발견이 알려지기 전까지 대부분의 과학자들은 화석화 과정이 모든 살아 있던 조직을 좀처럼 다른 물질들과 반응하지 않는 광물로 치환한다고 생각해 왔다. 몬트리올 맥길 대학의 고생물학자 한스 라슨은 이 연구에 참여하지는 않았지만 해당 발견을 "이정표"라고 지칭하며 "공룡이 분자생물학 안으로 들어와 고생물학을 단숨에 현대세계로 보냈다"라고 평가했다.
이어진 연구에 의해 2008년 4월에는 티라노사우루스 렉스와 현생 조류와의 가까운 관계가 확인되었다. 하버드 대학의 박사후 연구원인 크리스 오르간에 따르면, "더 많은 자료를 통해 진화 계통수에서 악어와 닭 그리고 타조 사이에 T. rex를 위치시킬 수 있게 될 것이다." 공저자인 존 M. 아사라는 "티라노사우루스가 악어나 도마뱀 같은 현재의 파충류보다 새와 더 잘 묶인다는 것을 보였다."라고 덧붙였다.
워싱턴 대학의 토마스 케이와 공저자들은 2008년 연질부라고 생각되었던 것에 의문을 제기했다. 이들은 티라노사우루스 뼈 안에 있던 것이 실제로는 박테리아에 의해 만들어진 점액질의 바이오필름으로 핏줄과 세포가 있던 공간을 덮고 있었을 것이라고 주장했다. 연구자들은 철 성분 때문에 이전에 혈구의 잔류물이라고 생각되었던 것이 실제로는 철을 함유하고 있는 아주 작은 구체형 광물질 프램보이드(framboid)라는 것을 알아냈다. 이들은 암모나이트를 포함하여 다양한 시기의 다른 화석들로부터 유사한 구체를 찾아냈다. 암모나이트에서는 혈액과는 아무런 관련도 있을 수 없는 위치에서 철이 함유된 구체를 발견하였다. 하지만 슈와이처는 케이의 주장을 강력하게 비판하면서 어디에서도 바이오필름이 자신의 연구에서와 같이 속이 텅 비고 가지치는 형태의 관을 만들 수 있다는 증거가 보고된 적이 없다고 반박했다. 샌안토니오와 슈와이처, 그리고 동료들은 2011년에 콜라겐의 어떤 부분이 발견되었는지를 분석한 논문을 발표했다. 발견된 것은 콜라겐 코일의 안쪽 부분으로 오랜 기간 동안 단백질이 분해된 후에 남을 수 있을 것으로 기대되는 부분이었다. 다른 연구자들은 연질부라고 생각된 부분이 바이오필름이라는 주장을 반박하며 화석화된 뼈에서 "속이 텅 비고 가지치는 형태의 핏줄 같은 구조"를 볼 수 있다는 것을 확인하였다.

### 피부와 깃털

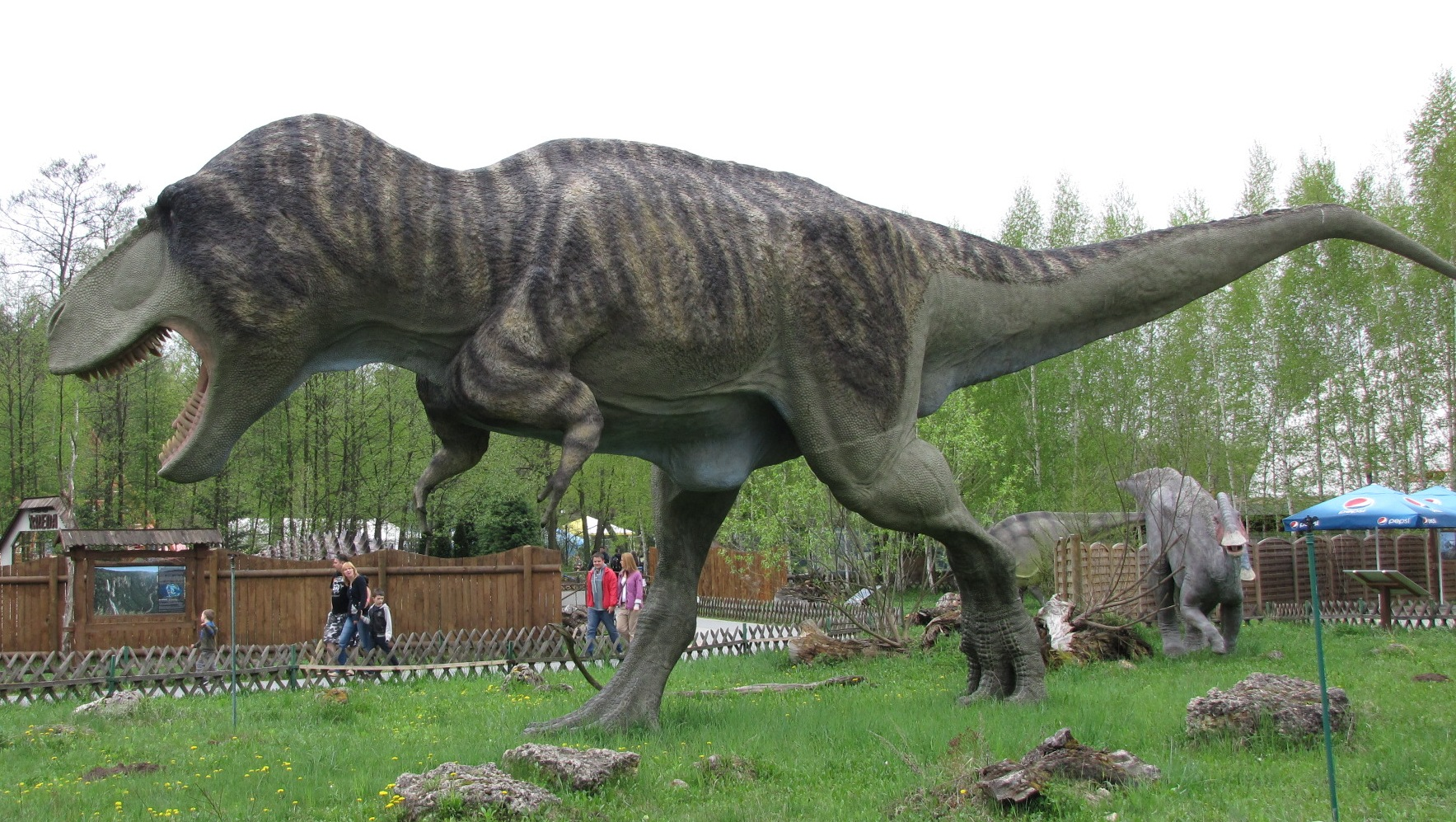
폴란드에 전시된 깃털을 지닌 티라노사우루스의 실제 크기 모형

티라노사우루스 렉스가 깃털을 가졌다는 직접적인 증거는 없지만 많은 과학자들이 T. rex 가 최소한 몸의 일부에는 깃털을 가졌을 가능성이 높다고 생각한다. 유사한 크기의 근연종에서 깃털이 발견되기 때문이다. 미국 자연사박물관의 마크 노렐 박사는 우리가 가지고 있는 증거들을 균형있게 평가했을 때 "T. rex가 최소한 생애의 어떤 단계에서 깃털을 가졌으리라는 증거를 최소한 루시 같은 오스트랄로피테쿠스가 털을 가지고 있었으리라는 증거만큼은 가지고 있습니다." 라고 정리한다.
티라노사우로이드의 깃털에 대한 첫번째 증거는 중국의 유명한 이셴층(Yixian Formation)에서 발견된 몸집이 작은 딜롱 파라독수스(Dilong paradoxus)에서 나왔고, 2004년 저널 네이쳐에 발표되었다. 이셴층에서 발견된 다른 많은 수각류들과 마찬가지로 딜롱의 골격화석은 섬유상의 구조로 덮인 채 발견되었으며 이것은 보통 깃털의 전구체로 생각된다. 당시까지 알려졌던 몸집이 더 큰 티라노사우로이드의 피부 화석에는 비늘의 흔적이 있었기 때문에 딜롱을 연구했던 학자들은 깃털이 몸의 크기와 역의 상관관계가 있지 않은가 짐작했다. 즉, 어릴 때는 깃털을 가지고 있다가 성장하면서 보온을 위해 가지고 있던 깃털이 필요없어지면서 비늘을 가지게 된 것일 수도 있다. 하지만 후에 대형 티라노사우로이드에서도 깃털이 몸의 대부분을 덮고 있는 경우가 발견되면서 깃털이 크기와 관련된 특징이라는 가설에 의문이 제기되었다.
티라노사우루스 렉스의 피부 자국 화석은 "와이렉스" (BHI 6230) 라는 별명을 가진 표본으로 몬타나에서 2002년에 발견된 것인데 다른 대형 티라노사우로이드 표본들과 마찬가지로 모자이크 형태의 비늘 자국이 군데군데 보인다. 다른 표본, 예를 들어 유티라누스(Yutyrannus huali) (몸길이 9 미터에 몸무게 1400 kg)는 몸의 여러 부분에 있던 깃털이 보존되어 몸 전체가 깃털로 덮여 있었음을 강력하게 제시하고 있다. 티라노사우로이드에서 깃털이 어느 정도까지 몸을 덮고 있었는지는 시간이 흐르면서 몸의 크기나 따뜻한 기후, 혹은 다른 요인들에 의해서 변해왔을 수 있다.

### 이빨
|                                                               |
| 티렉스(T-Rex)의 이중구조 이빨과 서양식 스테이크 나이프의 비교 |

티렉스의 이빨은 그 자체만으로도 뾰쪽하게 침투성있는 형태로 날카롭지만 이빨 안쪽으로 나있는 톱니형태의 촘촘한 이중구조는 한번 더 먹이 대상을 물어뜯고 찢어내는데 최적화 되도록 얼마나 오랜동안 진화해왔는지를 잘보여준다. 톱니구조는 톱날의 길이 1mm당 7개 정도의 밀도로 가지런이 배열된것도 학계에 보고된바있다. 공룡학자들은 이러한 예에서 '기능이 형태를 결정'하는 진화의 단계를 종종 설명하곤 한다.
한편 같은 동작에서 발생한 날카롭고 예리한 평면 칼로 절개된 면적보다 톱니형태로 절개된 면적이 더 큰 손상면적을 보여준다는 것 뿐만 아니라 절개길이에 있어서도 여러번 반복된 절개효과를 보여준다. 이러한 파괴력은 피를 흘리는 양이나 상처부위의 심각성 등 여러 측면에서 매우 치명적이다.

### 체온조절
2014년 기준으로, 티라노사우루스가 내온성(온혈)인지는 분명하지 않다. 대부분의 공룡들처럼 티라노사우루스 역시 오랫동안 외온성(냉혈)인 파충류 식의 신진대사를 할 것이라고 생각되어 왔다. 공룡이 외온성이라는 생각은 로버트 배커(Robert T. Bakker)나 존 오스트롬(John Ostrom) 등의 과학자들에 의해 "공룡 르네상스"가 시작되던 시절, 1960년대 후반부터 도전받아 왔다. 티라노사우루스 렉스가 내온성(온혈)이었다는 주장이 제기되었으며, 이는 매우 활동적인 생활을 했을 것이라는 의미이다. 그 이후 몇몇 고생물학자들은 티라노사우르스가 체온조절을 할 수 있었는지를 확실히 알기 위해 연구를 진행했다. 어린 티라노사우루스 렉스는 포유류나 조류와 비견될 만큼 빠르게 성장한다는 조직학적 증거를 보였고, 높은 신진대사율을 가진다는 가설이 지지받을 수 있게 되었다. 성장곡선을 살펴 보면 티라노사우루스 렉스는 다른 대부분의 척추동물처럼 무한성장을 하는 것이 아니라 포유류나 조류와 마찬가지로 성체가 되기 전까지만 국한되어 성장하는 것으로 나타났다.
특정 동위원소의 비율은 온도와 관련이 있기 때문에 화석화된 뼈의 산소 동위원소 비율이 때로는 뼈가 만들어질 때의 온도를 결정하는데 이용되기도 한다. 한 표본에서는 서로 다른 뼈에서 동위원소의 비율이 달라 몸통의 척추뼈와 다리의 정강뼈 사이에 크게는 4-5 도 정도 차이가 나는 것으로 밝혀지기도 했다. 고생물학자 리스 배릭과 지구화학자 윌리엄 쇼워스는 몸통과 말단 부분에서 온도 차이가 이렇게 적게 나는 것으로 보아 티라노사우루스 렉스가 일정한 체내 온도 (항온성)을 가지고 있었으며 외온성 파충류와 내온성 포유류의 중간 정도 되는 신진대사율을 보였을 것이라고 주장했다. 다른 과학자들은 지금 보는 화석의 산소 동위원소 비율과 먼 과거의 산소 동위원소 비율이 같지 않을 수도 있다고 지적하며 이 비율이 화석화 (교결작용) 이후 변했을 수도 있다고 이야기한다. 배릭과 쇼워스는 이어진 연구에서 다른 대륙에서 수천만 년 정도 더 이른 시기에 발견된 수각류 공룡(기가노토사우루스(Giganotosaurus))에서 유사한 결과를 얻은 것으로 자신들의 결론을 방어했다. 조반류 공룡 역시 항온성의 증거를 보여주었으며 동일한 지층에서 발견된 왕도마뱀류에서는 그런 증거가 발견되지 않았다. 티라노사우루스 렉스가 항온성이었다는 증거가 발견되었다고 해서 이들이 꼭 내온성이라는 것을 의미하는 것은 아니다. 이런 티라노사우루스가 보여주었던 항온성은 살아있는 바다거북 일부에서 볼 수 있는 것처럼 커다란 몸집에서 기인한 것일 수도 있기 때문이다.

### 발자국

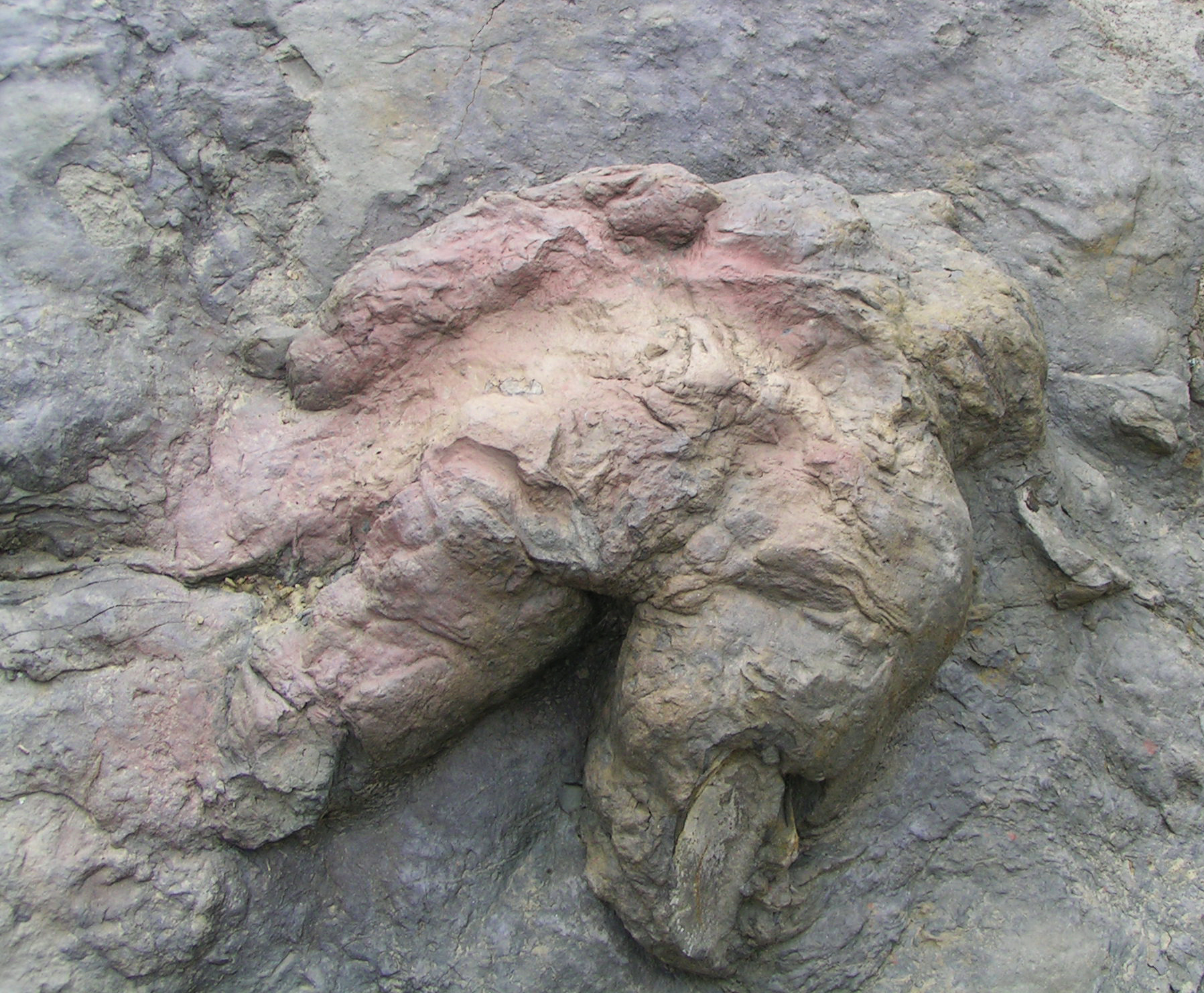
뉴멕시코에서 발견된 티라노사우루스의 것일 가능성이 있는 발자국

두 개의 발자국 화석이 잠정적으로 티라노사우루스 렉스의 발자국으로 분류되었다. 첫번째 것은 뉴멕시코의 필몬트 스카웃 랜치에서 1983년에 미국의 지질학자 찰스 필모어가 발견한 것이다. 원래는 하드로사우루스과의 발자국이라고 생각되었으나 자세히 조사해 보자 조각류 공룡 발자국에서는 볼 수 없는 커다란 '발뒤꿈치' 자국이 있었고 티라노사우루스의 엄지발가락인 며느리발톱처럼 보이는 자국도 발견되었다. 이 발자국은 1994년에 마틴 로클리와 아드리안 헌트에 의해 생흔속(ichnogenus) Tyrannosauripus pillmorei라고 명명되었다. 로클리와 헌트는 이 발자국이 티라노사우루스 렉스에 의해 만들어졌을 가능성이 매우 높다고 주장했다. 이것이 사실이라면 티라노사우루스 렉스의 발자국으로는 처음 발견된 것이다. 발자국이 만들어진 곳은 원래 식물이 자라던 습지의 진흙지대였다. 길이는 83 cm 에 너비는 71 cm이다.
티라노사우루스에 의해 만들어졌을 가능성이 있는 두번째 발자국은 2007년에 영국 고생물학자 필 매닝이 몬태나의 헬크릭층에서 발견하였다. 이 두번째 발자국은 72 cm 길이로 로클리와 헌트에 의해 발견된 첫번째 발자국보다 작다. 이 발자국이 티라노사우루스에 의해 만들어졌는지는 불분명하지만 헬크릭층에서 발견되는 대형 수각류는 티라노사우루스와 나누티라누스 두 종류 뿐이다. 두번째 발자국에 대한 자세한 연구가 이루어지면 (완전한 기재는 아직 발표되지 않았다.) 몬태나의 발자국과 뉴멕시코의 발자국을 비교하게 될 것이다.

### 이동 능력
티라노사우루스의 이동능력에 관해서는 크게 두 가지 쟁점이 있다. 하나는 방향전환을 얼마나 잘 할 수 있었느냐 하는 것이고 다른 하나는 똑바로 달릴 때 최고 속도가 어느 정도인가 하는 것이다. 둘 다 티라노사우루스가 사냥꾼이었는가 청소부였는가 하는 논쟁과 관련되어 있다. 방향전환 속도는 느렸을 수 있다. 몸을 45 도 - 사람은 몸이 수직으로 서있고 꼬리가 없기 때문에 이 정도는 몇 분의 일 초 만에 돌릴 수 있다 - 돌리는 데 1~2 초 정도 걸렸을 수 있다. 시간이 이렇게 오래 걸린 것은 회전관성 때문이다. 티라노사우루스의 질량 대부분은 무게중심에서 어느 정도 떨어져 있기 때문에 마치 사람이 무거운 통나무를 들고 움직이는 것과 비슷했다. 스케이트 선수가 회전을 빨리 하기 위해서 팔과 다리를 몸 가까이 붙이는 것처럼 등과 꼬리를 구부리고 머리와 앞다리를 몸 가까이로 바짝 붙인다고 하더라도 여전히 방향전환에는 꽤 시간이 걸렸을 것이다.

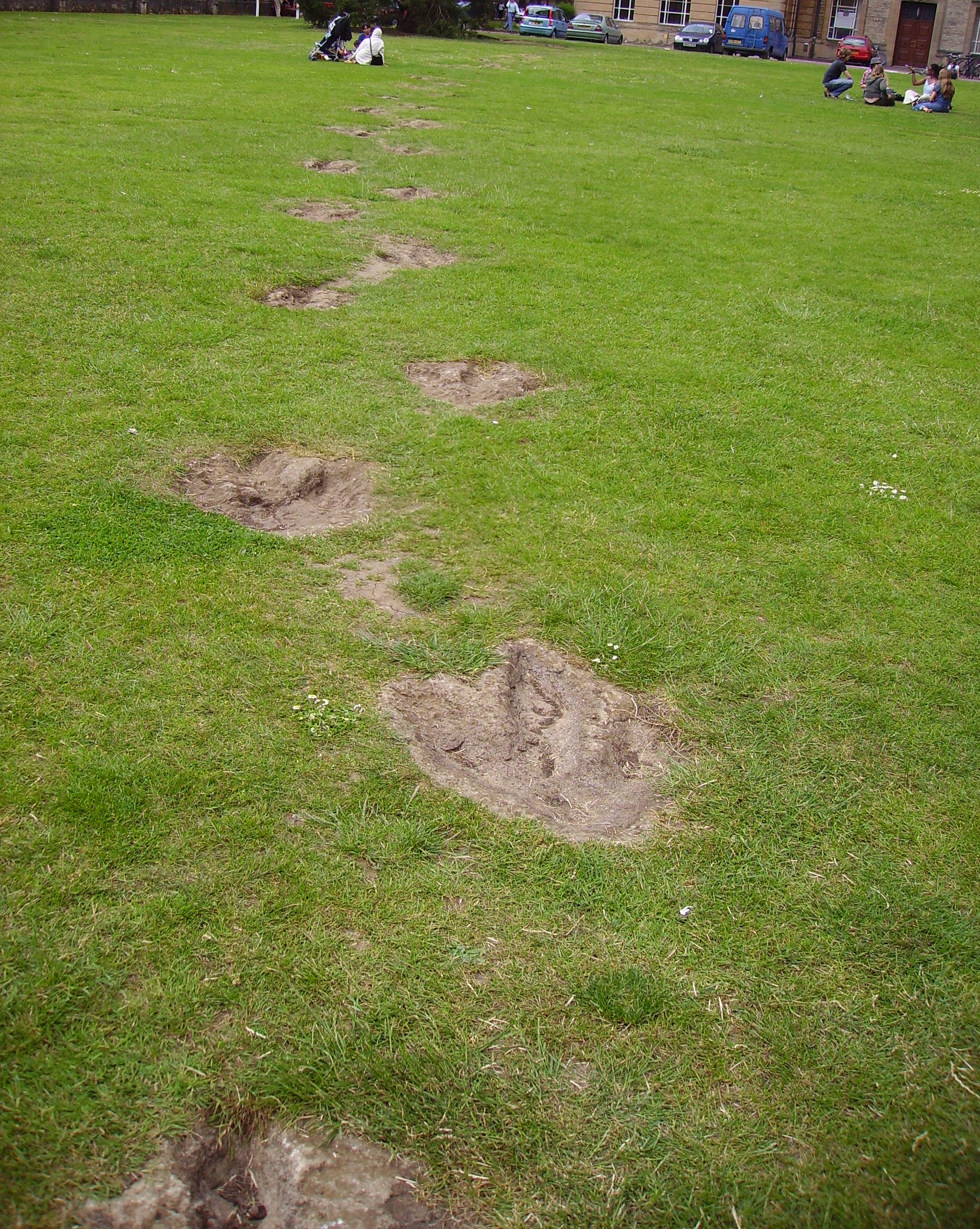
옥스포드 대학 자연사박물관에 있는 메갈로사우루스의 것으로 생각되는 일련의 수각류 공룡의 발자국 복제품. 유사한 티라노사우루스의 발자국은 발견된 적이 없어서 걸음걸이나 속도를 추정하는 것이 힘들다.

과학자들이 추정한 티라노사우루스의 최고 속도는 대부분 초속 11 미터 부근이긴 하지만 적게는 초속 5-11 미터에서 높게는 초속 20 미터까지 범위가 상당히 넓은 편이다. 연구자들은 다양한 추정기술에 기대야 하는데, 수각류 공룡이 걸어간 발자국 흔적은 많이 있지만 초대형 수각류 공룡이 달린 발자국 흔적은 발견된 적이 없기 때문이다. 이런 발자국이 없다는 것은 이들이 달리지 않았다는 의미일 수도 있다. 티라노사우루스가 달릴 수 있었다고 생각하는 과학자들은 속이 비어있는 뼈라든지 다른 특징들이 몸을 가볍게 해주어 성체의 몸무게가 고작해야 4.5 톤 정도였을 수 있다고 주장하며 타조나 말처럼 길고 유연한 다리를 가진 동물들이 느리지만 긴 보폭을 이용해 빨리 달릴 수 있다고 지적한다. 거기에 더해 어떤 학자는 티라노사우루스가 지금 살아 있는 어떤 동물보다도 상대적으로 커다란 다리 근육을 가지고 있기 때문에 시속 40-70 킬로미터의 빠른 속도로 달릴 수 있었을 것이라고 주장한다.
1993년에 잭 호너와 돈 레섬이 대부분의 대형 수각류 및 현생 코끼리와 마찬가지로 대퇴골(넙적다리뼈)과 정강이뼈 길이의 비율이 1 이 넘기 때문에 티라노사우루스는 느리게 움직였을 것이며 아마 달리지 못했으리라고 (이동 중에 몸 전체가 공중에 떠 있는 순간이 없었을 것이라고) 주장했다. 하지만, 홀츠(1998)는 티라노사우리드 및 그 가까운 관계에 있는 그룹들의 무릎 아래 부분이 여타 수각류들에 비해 상대적으로 매우 길며, 발바닥 뼈가 서로 단단히 맞물리게 구성되어 있어서 이동할 때 초기 수각류 공룡들에 비해 발로부터 다리로 힘을 효과적으로 전달할 수 있었다고 지적했다. 따라서 티라노사우리드와 그 근연종들이 대형 코엘루로사우리아 중 가장 빠른 종류였을 것이라는 결론을 내렸다. 토마스 홀츠 2 세는 2013년 강의에서 거대한 알로사우루스는 같은 크기의 티라노사우루스보다 짧은 발을 가지고 있었으며 티라노사우루스는 같은 몸크기일 경우 더 길고 날씬하고 단단히 맞물려 있는 발을 가지고 있어 더 빠르게 움직이는 동물의 속성을 갖추었다고 되풀이했다.
에릭 스니블리와 안토니 P. 러셀은 2003년에 티라노사우리드의 세번째 중족골과 탄력있는 인대가 합쳐져 이들이 "인장 이맛돌 모형"(tensile keystone model) 이라고 부르는 구조를 구성한다는 것을 알아냈다. 이것으로 티라노사우루스의 발이 강력해져 안정성이 높아지고 다른 수각류에 비해 발목에 문제가 생길 가능성을 줄여 주었다. 동시에 주조류, 말, 기린 등 하나의 중족골만을 가지고 있는 동물에서처럼 회복력이 줄어들지도 않게 해주었다. 이 연구에서는 또 대형 척추동물의 탄력성 있는 인대는 더 많은 양의 탄력성 변형 에너지 (elastic strain energy)를 저장했다가 되돌려 줄 수 있어서 이동의 효율성을 늘려주고 뼈로 전달되는 변형 에너지를 줄여줄 수 있었다는 점을 지적했다. 이런 기작은 티라노사우리드에서도 마찬가지로 효율적으로 작동했을 수 있다. 따라서 해당 연구에는 중족골에 붙어 있는 인대의 종류를 확인하고 이들이 어떻게 함께 작용했는지를 알아내고, 이것을 다른 수각류 및 현생 동물들과 비교하는 작업이 포함되었다. 과학자들은 티라노사우루스의 중족골이 직선 감속, 측면 가속 및 비틀림에서 생기는 힘을 다른 수각류들보다 더 효과적으로 흡수할 수 있었다는 것을 밝혀냈다. 또한, 이것이 티라노사우루스와 같은 티라노사우리드들이 유사한 형태의 중족골을 가지고 있지 않은 다른 수각류들보다 더 날렵했으리라는 것을 (실제로 보여주지는 못했지만) 암시한다고 보았다.
크리스티안슨은 1998년에 티라노사우루스의 다리뼈가 코끼리의 다리뼈보다 특별히 더 강하지 않으며, 이것이 상대적으로 최고속도를 제한하여 티라노사우루스가 실제로는 달리지 못했을 것이라고 (공중에 떠 있는 순간이 없었을 것이라고) 평가하였다. 따라서 티라노사우루스의 최고 속도는 약 초속 11 미터, 사람 단거리선수 정도의 속도였을 것이라고 주장했다. 하지만 이런 추정치는 여러 가지 확실하지 않은 가정에 기반한다는 점을 주지시켰다.
팔로우와 동료들은 1995년에 4.5 톤에서 6 톤 정도의 몸무게였을 티라노사우루스가 빠르게 움직이는 동안 넘어지면 그 작은 팔로는 충격을 줄일 수 없어서 몸통이 약 6 g (중력가속도의 여섯 배)의 가속도로 부딪힐 것이기 때문에 그로 인해 아주 심하게, 경우에 따라서는 목숨이 위험할 정도로 다칠 수도 있다고 주장했다. 하지만 기린은 넘어지면 다리가 부러지거나 동물원 같은 "안전한" 환경에서도 목숨을 잃을 수 있음에도 불구하고 시속 50 km 정도로 달릴 수 있다고 알려져 있다. 따라서 티라노사우루스도 필요하면 위험을 감수하고라도 빨리 움직일 수 있었을 것이다.

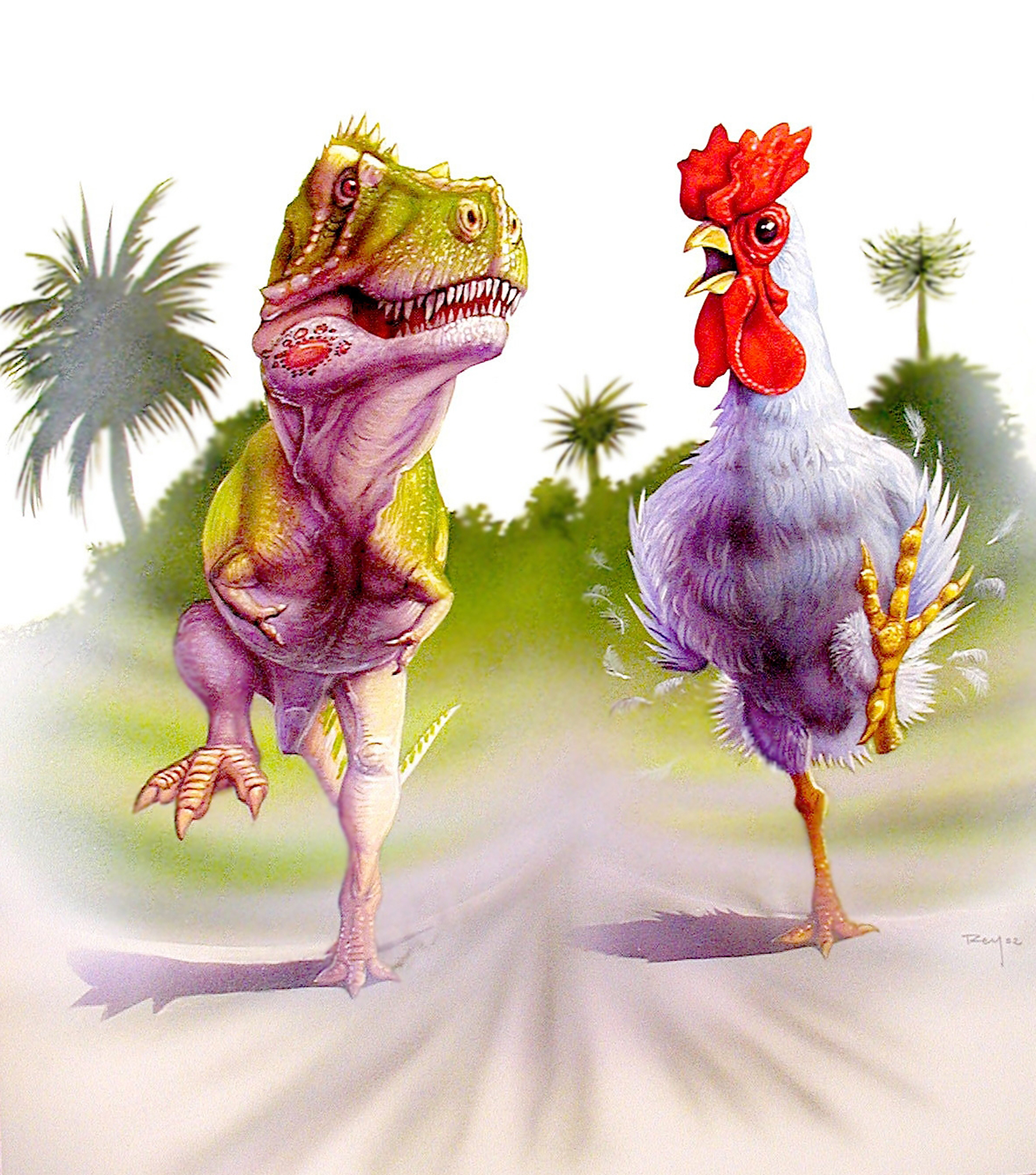
루이스 레이(Luis Rey)가 그린 T. rex와 닭의 다리 비교.

그레고리 폴이 저널 '가이아'에 발표한 연구에 의하면 다 자란 티라노사우루스의 굽힌 무릎과 발가락을 이용하는 걸음을 보면 코끼리나 인간보다 달리기에 더 적합하게 만들어져 있으며, 티라노사우루스는 커다란 장골(ilium))과 정강뼈돌기(cnemial crest)를 가지고 있어 달리기에 필요한 큰 근육들을 뒷받침할 수 있었다고 한다. 또한 알렉산더의 1989년 공식에 따라 뼈의 강도로 속도를 계상하는 방식은 부분적으로만 믿을만 하다고 주장했다. 이 공식은 뼈의 길이에 지나치게 민감하여 긴 뼈를 너무 약하게 평가하는 경향이 있다고 말했다. 또한 싸움 도중에 다치는 위험을 줄이는 것이 달리는 도중에 넘어지는 위험을 감수할 가치가 있었을 것이라고 주장했다.
티라노사우루스의 이동능력에 대한 가장 최근의 연구는 시속 40 km 이상의 속도를 지지하지 않는다. 즉, 중간 정도의 속도로 달릴 수 있었으리라는 것이다. 예를 들어 2002년에 저널 네이쳐에 발표된 논문에서는 수학적인 모델 (악어, 닭, 그리고 인간 등 세 종류의 살아 있는 동물에 적용해 검증을 마쳤고, 후에 에뮤와 타조를 포함한 여덟 종에서 추가 검증을 했다) 을 이용해 빨리 (시속 40 km 이상) 달리는 데 필요한 다리 근육의 양을 측정했다. 이들은 최고 시속 40 km 이상으로 달리는 것은 훨씬 커다란 다리 근육(전체 몸무게의 약 40-86% 이상)을 필요로 하기 때문에 가능성이 낮다고 주장했다. 중간정도 빠르기도 상당한 다리 근육을 필요로 한다. 티라노사우루스의 다리 근육이 실제로 얼마나 컸는지 알려지지 않았기 때문에 이 논쟁의 결론을 내리기는 힘들다. 근육이 작았다면 시속 18 km 정도로 걷거나 조깅하는 정도의 속도가 가능했을 것이다.
2007년에 화석에서 직접 얻은 데이터에 기반해 컴퓨터 모델로 달리는 속도를 추정한 연구에 따르면 티라노사우루스 렉스는 최고 초속 8 m 정도로 달릴 수 있었을 것이라고 한다. 이것은 평균적인 프로페셔널 축구선수보다 조금 빠른 속도로, 단거리 달리기 선수는 초속 12 m까지 달릴 수 있다. 이 컴퓨터 모델은 (아마도 청소년 기의 동물이었을) 몸무게 3 kg 인 콤프소그나투스(Compsognathus)의 최고속도를 초속 17.8 m 로 추정하기도 했다.

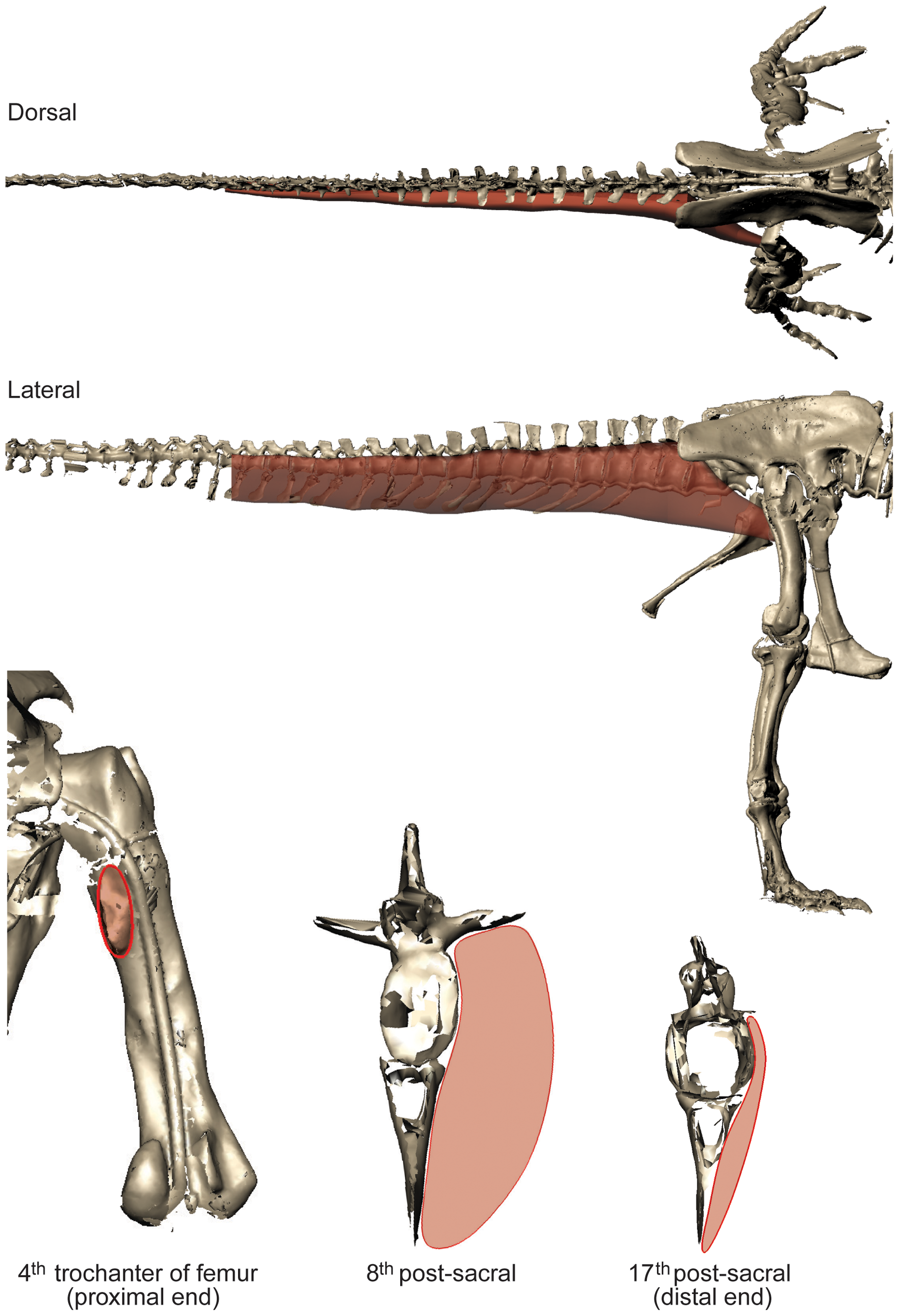
M. caudofemoralis longus 근육의 복원도

2010년에 알버타 대학의 대학원생인 스콧 퍼슨스는 티라노사우루스가 강력한 꼬리 근육의 도움에 힘입어 더 빠른 속도를 냈을 수 있다고 주장했다. 그는 T. rex 같은 수각류가 현생 조류나 포유류와는 다르고 현생 파충류와 유사한 특정한 근육 구성을 가지고 있다는 것을 알아냈다. 퍼슨스는 꼬리뼈와 대퇴골을 연결해주는 꼬리대퇴골근(caudofemoralis)이 티라노사우루스가 다리를 당기는 데 도움을 주어 달리기능력, 민첩성, 그리고 균형감각을 향상시켜 주었을 것이라고 결론내렸다. 이 연구는 또한 티라노사우루스와 같은 수각류 공룡의 골격이 커다란 꼬리 근육의 성장을 가능하게 해주는 적응을 보여주고 있으며 (높이 솟은 꼬리뼈의 가로돌기 같은 것들) 티라노사우루스의 꼬리 근육량이 최소 25 퍼센트 이상, 많게는 45 퍼센트까지 과소평가되어 있을 수 있다고 주장했다. 꼬리대퇴골근은 티라노사우루스 꼬리 부분 근육량의 58 퍼센트를 차지하는 것으로 나타났다. 티라노사우루스는 또한 연구에서 다룬 세 종류의 멸종한 동물 중에서 절대량으로나 상대량으로나 가장 큰 꼬리대퇴골근을 가지고 있었다. 이것은 티라노사우루스가 더 큰 꼬리근육을 가지기 위해 추가적인 적응을 했기 때문이다. 즉 꼬리의 혈관궁(haemal arch)이 길어진 것이다. 퍼슨스에 따르면 꼬리근육량의 증가는 무게중심을 엉덩이가 있는 뒤쪽으로 이동시켰으며 이것은 무게를 지탱하기 위해 다리 근육에 가해지는 압력을 감소시켜 전체적인 균형과 민첩성을 향상시켰다. 또 앞부분을 덜 무겁게 만들어 회전 관성을 줄였다. 퍼슨스는 또 꼬리에 건(tendon)과 격벽(septum)이 많아 탄성에너지를 저장할 수 있었고 이것이 이동효율을 높였을 것이라고 말한다. 퍼슨스는 비조류 수각류가 이전에 생각했던 것보다 넓은 꼬리를 가지며 아마 꼬리가 시작하는 부분에서는 위아래로보다 양 옆으로 더 넓었을 것이라고 덧붙였다.
베를린 자연사박물관의 하인리히 말리손 역시 2011년에 자신의 이론을 제시했다. 티라노사우루스와 다른 많은 공룡들은 현생 새와 포유류가 달릴 때처럼 긴 보폭을 이용했던 것이 아니라 마치 파워워킹처럼 짧은 보폭으로 빠르게 걸음을 옮겨 높은 속도를 냈다는 것이다. 말리손의 이론에 의하면 관절의 강도와 상관없이 특히 발목 부분에서 추가적인 다리 근육의 필요를 줄이면서도 높은 속도를 내는 것이 가능했을 것이라고 한다. 이론을 뒷받침하기 위해 말리손은 다양한 공룡들의 다리를 조사했고 이것이 현대의 포유류나 조류와 다르다는 것을 알아냈다. 즉 보폭은 주로 골격에 의해 좌우되긴 하지만 상대적으로 몸 뒤쪽의 큰 근육들도 많은 영향을 끼친다는 것이다. 말리손은 공룡과 경보선수들의 근육에서 몇몇 유사점을 찾아냈다. 발목의 근육량은 적지만 몸통 뒷쪽과 다리의 근육량은 많았다. 말리손은 공룡과 현생 포유류 및 조류의 차이점은 보폭으로부터 속도를 계산하는 방정식을 공룡에 적용할 수 없게 만든다고 주장했다. 하지만 존 허친슨은 말리손의 이론을 주의해서 받아들여야 한다고 경고했다. 공룡의 근육이 얼마나 빨리 수축할 수 있었는지를 먼저 살펴봐야 한다는 것이다.
티라노사우루스가 달리지 못했을 것이라고 주장하는 사람들은 티라노사우루스가 최고시속 약 17 km 정도로 움직였을 것이라고 추정한다. 이 속도는 여전히 먹이가 되는 대부분의 종들, 즉 하드로사우리드와 뿔공룡들보다 빠르다. 게다가 티라노사우루스가 포식자였다고 생각하는 사람들 중 일부는 티라노사우루스의 달리기 속도 자체는 그리 중요하지 않고, 느리더라도 먹이가 되었을 동물들보다만 빠르면 된다고 주장한다. 토마스 홀츠 역시 티라노사우루스의 발의 비율이 사냥감이 되었을 동물들, 즉 오리주둥이 공룡이나 뿔공룡들보다 길다는 점을 지적한다. 하지만 폴과 크리스티안슨은 2000년에 발표한 연구에서 최소한 후기의 뿔공룡들은 직립한 앞다리를 가지고 있었고 커다란 종들은 아마 코뿔소만큼이나 빨랐을 것이라고 주장했다. 티라노사우루스가 살아 있는 뿔공룡을 사냥했다는 주장의 증거로 티라노사우루스에게 물렸다가 회복한 자국이 있는 뿔공룡 화석이 제시된다. 만일 티라노사우루스와 동시대에 살았던 뿔공룡들이 빨리 달릴 수 있었다면 티라노사우루스가 먹이를 잡기 위해 꼭 빨리 달릴 필요는 없었다는 이론은 근거가 빈약해지게 된다.

### 두뇌와 감각 기관

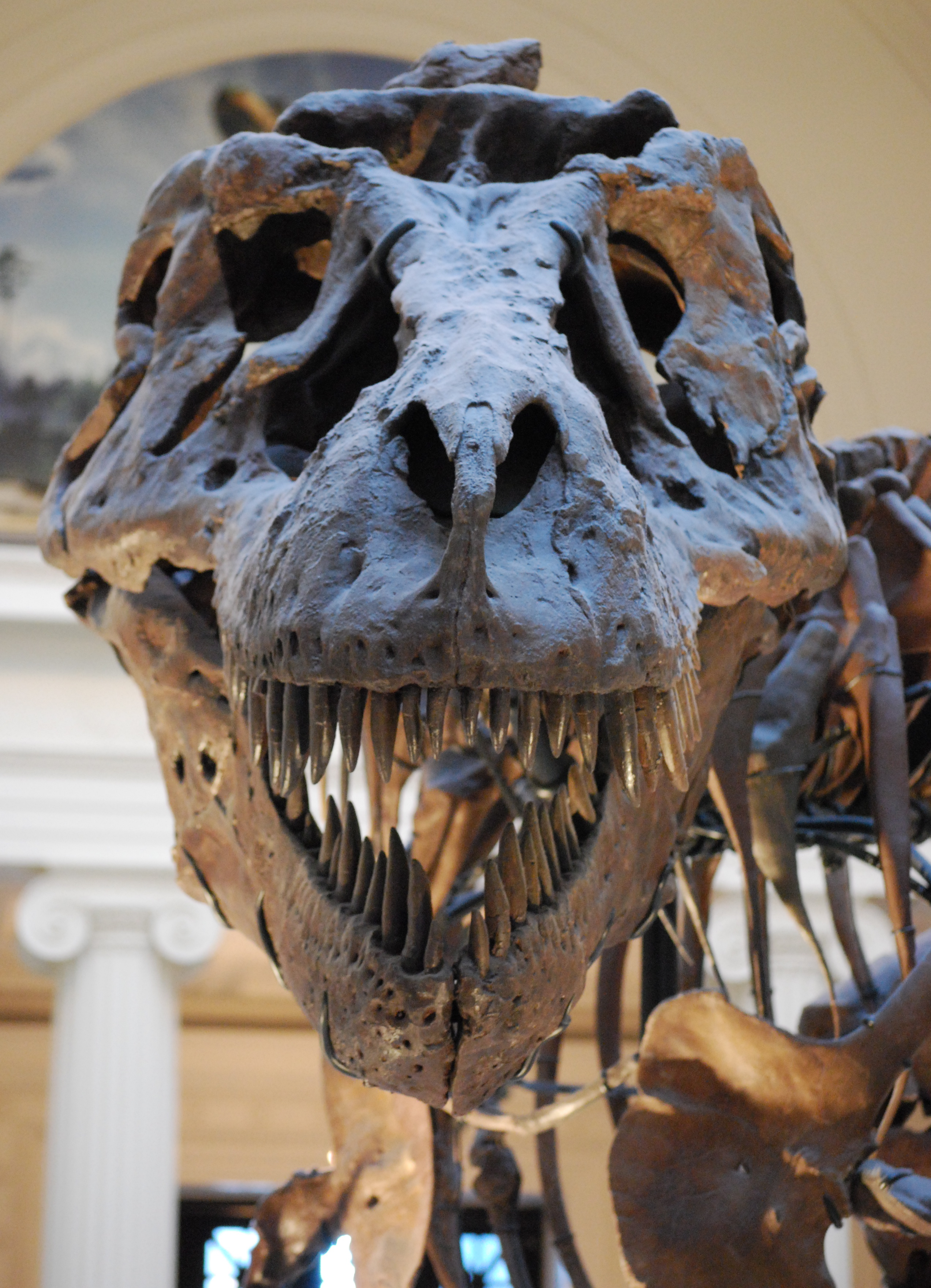
두 눈이 앞쪽을 향하고 있는 양안시를 지니고 있다. ("수" 표본)

오하이오 대학의 로렌스 위트머와 라이언 리질리가 수행한 연구로 티라노사우루스의 감각 능력이 자세히 알려졌다. 상대적으로 빠르고 잘 조절된 눈 및 머리의 움직임, 먼 거리에서 먹이감의 움직임을 추적할 수 있도록 낮은 소리를 잘 감지할 수 있는 능력, 그리고 뛰어난 후각 등 다른 코엘루로사우리아와 마찬가지로 훌륭한 감각 능력을 가지고 있었다. 오레건 대학의 켄트 스티븐스의 연구에서는 티라노사우루스가 뛰어난 시각을 가지고 있었다고 결론내렸다. 티라노사우루스를 포함한 몇몇 공룡들의 복원된 얼굴에 변형된 시야검사(perimetry)를 적용해 티라노사우루스는 현생 매보다 뛰어난 55도의 양안시를 가지고 있으며 사람보다 13 배나 날카로운 시력을 가지고 있어서 사람보다 3.6 배 날카로운 독수리의 시력을 뛰어넘는다는 것을 알아냈다. 티라노사우루스는 6 km 떨어진 사물을 분간할 수 있었던 것으로 보여 1.6 km 거리의 사물을 분간할 수 있는 사람보다 시력이 뛰어났을 것이다.
토마스 홀츠 2세는 티라노사우루스의 뛰어난 깊이지각능력이 사냥을 해야 하는 먹이감 때문이었을 것이라고 지적한다. 트리케라톱스처럼 뿔이 달린 공룡이나 안킬로사우루스처럼 갑옷으로 덮인 공룡, 그리고 복잡한 사회적 행동을 보이는 오리주둥이 공룡들을 사냥해야 했기 때문이다. 티라노사우루스에게는 "가까이 다가가 공격하고 쓰러뜨릴 수 있도록" 정확한 움직임을 보이는 것이 아주 중요했으리라는 것이다. 이와 대조적으로 아크로칸토사우루스는 제한적인 깊이지각능력을 가지고 있었는데, 티라노사우루스가 살던 시절에는 상대적으로 드물었던 중소형 용각류 공룡을 사냥했기 때문일 것이다.
티라노사우루스는 뇌의 크기에 비해 매우 큰 후각신경구(olfactory bulb)와 후각신경을 가지고 있는 것으로 유명하며 이 기관들로 인해 민감한 후각을 가지고 있었을 것이다. 즉 냄새를 맡는 감각이 잘 발달되어 있어 멀리 떨어져 있는 시체에서 나는 냄새도 잘 맡았을 것이라는 의미다. 티라노사우루스의 후각은 냄새로 사체를 찾아 청소부 역할을 하는 현생 독수리에 비견될만 하다. 후각신경구에 대한 한 연구에서는 티라노사우루스 렉스가 연구에 사용된 21 종의 비조류 공룡 종들 중에서 가장 잘 발달된 후각을 가지고 있었던 것으로 밝혀졌다.
수각류 중에서는 독특하게 티라노사우루스 렉스는 매우 긴 달팽이관을 가지고 있다. 달팽이관의 길이는 종종 청각의 민감성, 혹은 최소한 행동에 있어서 청각의 중요성과 관련된 것으로 나타나는데, 티라노사우루스에게도 청각이 매우 중요한 감각이었음을 의미한다. 특히, 자료에 의하면 티라노사우루스 렉스는 저음역대의 소리를 잘 들었을 것으로 보이며, 이것은 낮은 소리가 티라노사우루스 행동에 중요한 역할을 했으리라는 것을 의미한다.
그랜트 R. 헐버트, 라이언 리질리, 그리고 로렌스 위트머가 수행한 연구에서는 파충류 및 조류의 경우에 기반하여 전체 뇌의 질량 중 대뇌 질량의 비율로 뇌화지수(Encephalization Quotient)를 추정했다. 티라노사우루스는 몇몇 소형 마니랍토르형 공룡 (밤비랍토르, 트로오돈, 그리고 오르니토미무스)들을 제외한다면 모든 비조류 공룡들의 성체 중에서 상대적으로 가장 큰 뇌를 가졌다는 결론을 내렸다. 그렇다 하더라도 이 연구는 티라노사우루스의 상대적인 뇌 크기가 여전히 현생 파충류의 범위, 즉 비조류 파충류들 뇌화지수의 로그값 평균에서 표준편차 2 배 이내에 들어온다는 것을 밝혔다. 전체 뇌 질량 중 대뇌의 비율에 한 추정치는 47.5에서 49.53 사이이다. 연구에 따르면 이 값은 현생 조류의 가장 낮은 추정치보다는 높지만, 45.9에서 47.9 에 이르는 막 성적으로 성숙해진 앨리게이터 악어의 뇌화지수 추정치에 가깝다고 한다.

### 섭식 전략

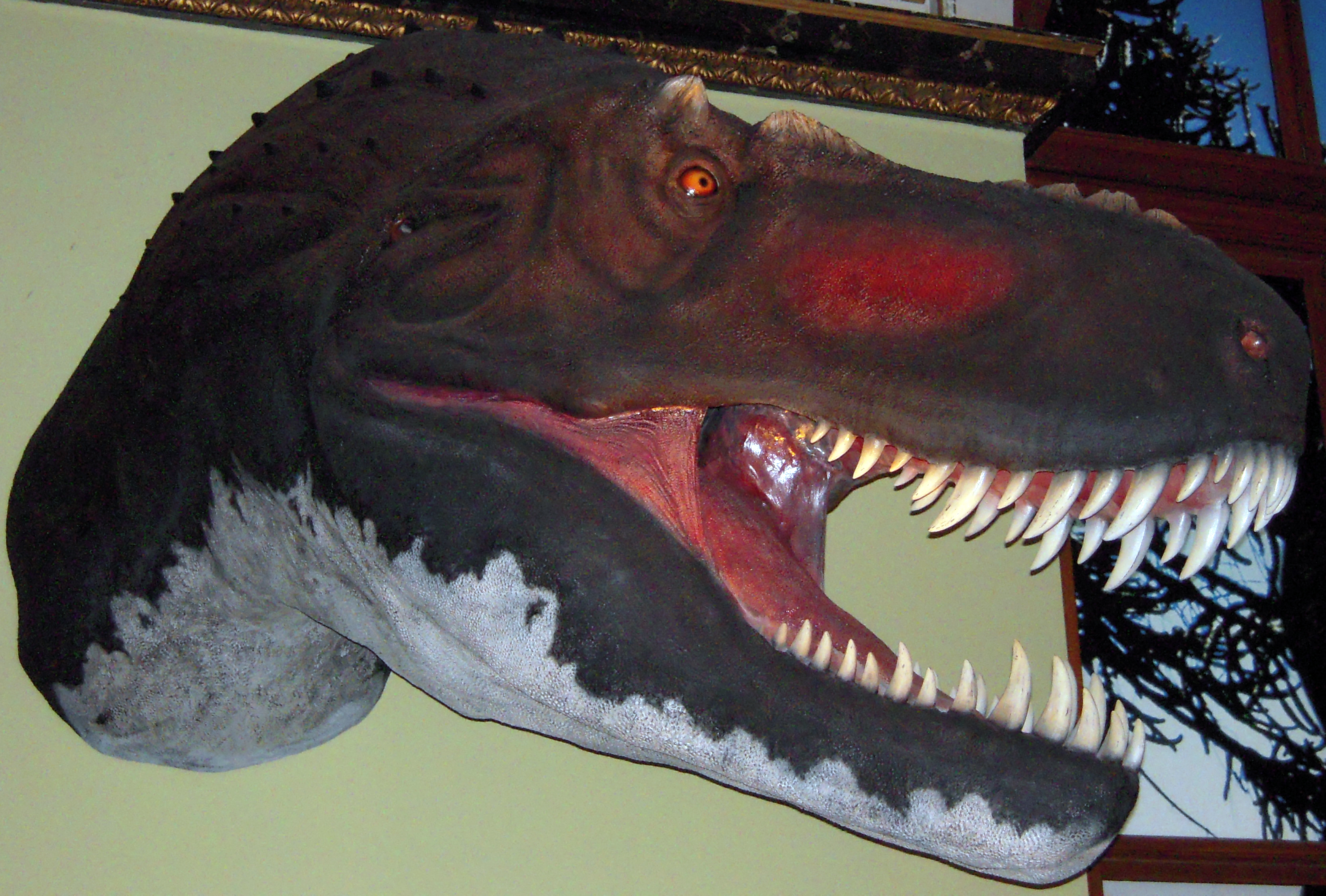
빈 자연사박물관의 티라노사우루스 모형

티라노사우루스가 포식자였는지 청소 동물이었는지에 대한 논쟁은 이동능력에 대한 논쟁만큼이나 오래된 것이다. 람베가 1917년에 티라노사우루스의 근연종인 고르고사우루스의 잘 보존된 골격을 기술하면서 고르고사우루스의 이빨에서 마모된 흔적을 거의 찾지 못했기 때문에 고르고사우루스 및 티라노사우루스가 완전한 청소동물이었을 것이라고 결론내렸다. 수각류는 이갈이를 할 때 상당히 빠르게 새 이빨이 나기 때문에 이 주장은 더 이상 진지하게 받아들여지지 않는다. 티라노사우루스가 처음 발견되었을 때부터 대부분의 과학자들은 티라노사우루스가 포식자였을 것이라고 짐작했다. 현재의 대형 포식자처럼 티라노사우루스도 기회가 되면 언제든 다른 포식자가 잡은 먹이를 빼앗거나 죽은 먹이감을 청소하는 역할을 했을 것이다.
고생물학자 잭 호너는 티라노사우루스가 완전히 청소 동물이었으며 아예 적극적으로 사냥을 하지 않았으리라는 주장의 대표적인 옹호자이다. 하지만 호너 자신은 티라노사우루스가 청소 동물이었다는 아이디어를 한 번도 동료심사를 거치는 과학 저널에 발표한 적이 없으며 이것을 주로 대중, 특히 아이들에게 과학에서 증거를 사용하지 않고 가정을 하는 것 (예를 들면 티라노사우루스 렉스가 사냥꾼이었다고 가정하는 것)의 위험성을 가르치기 뒤한 도구로 사용해 왔다고 밝혀왔다. 그럼에도 불구하고 호너는 대중 잡지 등에 티라노사우루스가 완전한 청소 동물이었다는 가설을 지지하는 몇 가지 논거를 제시했다.
- 티라노사우루스의 팔은 다른 알려진 포식자들과 비교해 짧다. 호너의 주장은 팔이 너무 짧아서 먹이를 고정시키기 위해 필요한 잡는 동작을 할 수 없었으리라는 것이다.[112]

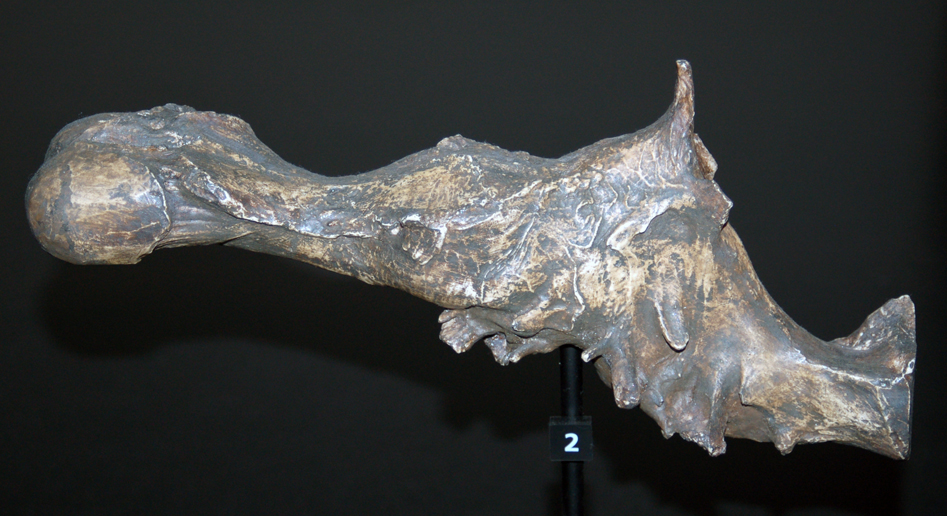
시드니의 호주 박물관에 전시된 뇌가 들어있던 공간의 캐스트

- 티라노사우루스는 뇌의 크기에 비해 커다란 후각신경구와 후각신경을 가지고 있었다. 따라서 고도로 발달된 후각을 가지고 있어서 현생 독수리처럼 먼 거리에서도 시체의 냄새를 맡을 수 있었을 것이다. 공룡의 후각신경구에 대한 한 연구에서는 21 종의 공룡들 중 티라노사우르스가 가장 발달된 후각을 가지고 있었다는 것을 보였다.[113] 완전한 청소 동물이었다는 가설에 반대하는 쪽에서는 독수리를 반대의 예로 사용한다. 즉, 완전한 청소 동물 가설에 의하면 현대의 완전한 청소 동물은 날카로운 감각 기관과 넓은 영역을 효율적으로 이동할 수 있는 활공비행 능력을 갖춘 새가 유일하기 때문에 티라노사우루스는 완전한 청소 동물이었을 리 없다는 것이다.[114] 한편, 글래스고우의 연구자들은 당시의 생태계가 지금의 세렝게티만큼 생산적이었다면 대형 수각류가 청소 동물일 수 있을 만한 양의 동물 사체를 공급할 수 있었을 테지만, 죽은 동물을 찾아다니는 데 소요되는 것보다 많은 에너지를 사체를 먹어서 얻기 위해서는 그 수각류가 냉혈동물이었어야 하리라는 결론을 내렸다 (공룡의 신진대사를 참고할 것). 이들은 또한 세렝게티 같은 현대의 생태계에는 활공능력을 갖춘 새가 청소 동물 역할을 하기 때문에 대형 육상 청소 동물이 존재하지 않지만, 대형 수각류가 살던 시절에는 활공능력을 갖춘 새가 없었기 때문에 청소 동물이라는 생태적 지위의 경쟁자가 없었다는 점을 지적한다.[115]

- 티라노사우루스의 이빨은 뼈를 부술 수 있었기 때문에 보통은 가장 영양가 없는 부분만 남아 있는 동물의 사체로부터도 가능한 한 많은 양분을 (골수 등) 얻을 수 있었을 것이다. 카렌 친과 동료들은 티라노사우루스의 것으로 추정되는 분화석(coprolite; 화석화된 배설물)에서 뼈조각들을 발견하긴 했지만 티라노사우루스의 이빨이 하이에나처럼 뼈를 씹어 골수를 빼내는 데 잘 적응된 형태는 아니라는 점도 지적했다.[116]

- 최소한 티라노사우루스의 사냥감들 중 일부는 빨리 움직일 수 있었기 때문에, 티라노사우루스가 달리지 않고 걸었다녔다는 것은 이들이 청소 동물이었다는 증거다.[109][117] 반면, 최근의 분석에 의하면 티라노사우루스가 현대의 대형 육상 포식자들보다는 느리고 오르니토미무스나 트로오돈같은 중소형 수각류보다 느려 이들을 포식하는 것은 불가능에 가까웠지만, 커다란 하드로사우루스와 뿔공룡류를 잡을 수 있을 정도로는 빨랐을 것이라고 한다.[80][98]

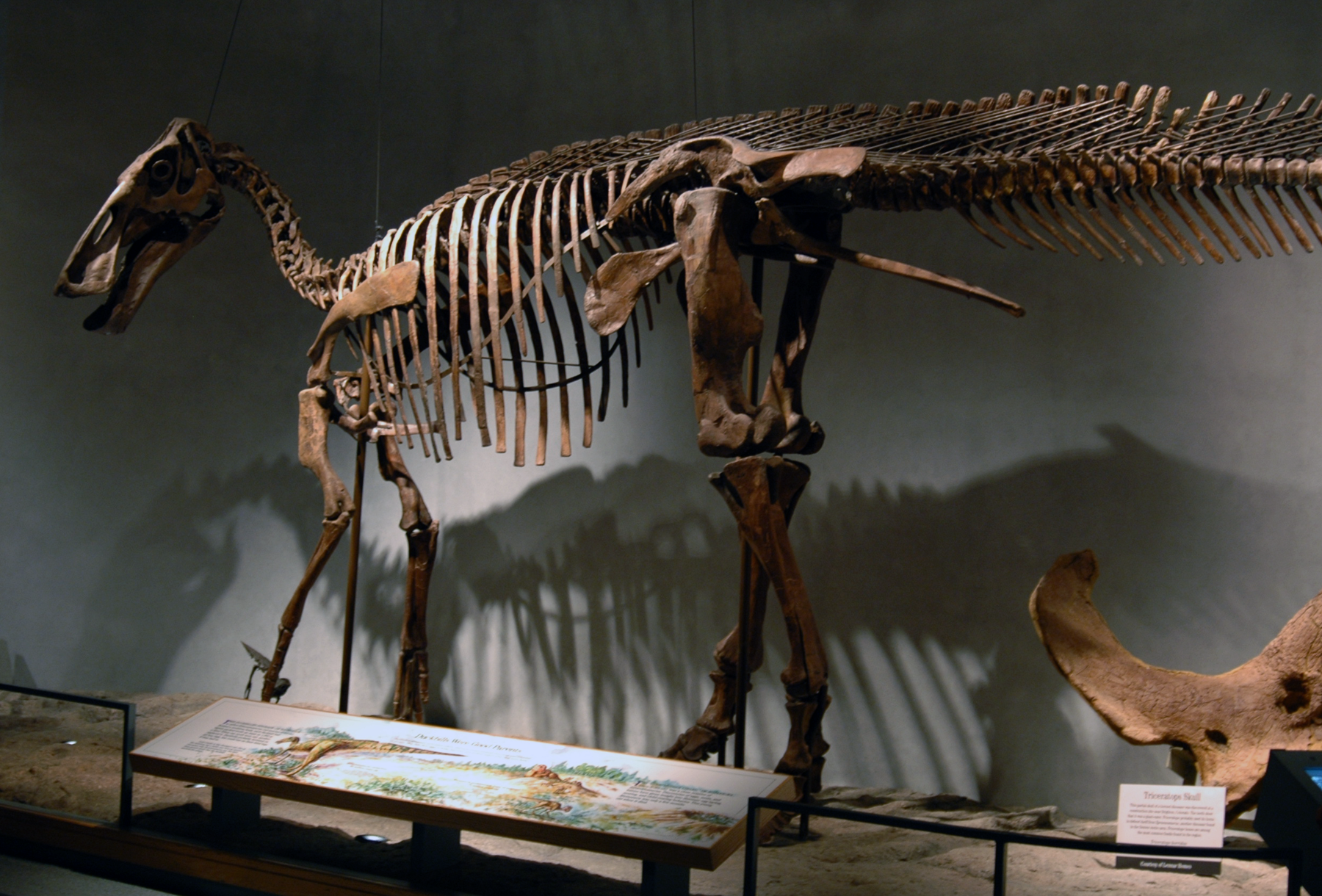
덴버 자연 및 과학 박물관에 전시된 에드몬토사우루스 아넥텐스(Edmontosaurus annectens)의 꼬리뼈에 있는 상처는 아마 티라노사우루스에게 물린 흔적일 것으로 보인다

티라노사우루스가 사냥을 했다는 다른 증거들도 있다. 티라노사우루스는 두 눈이 앞쪽을 향하고 있고, 현생 매보다도 조금 뛰어난 양안시를 지니고 있다. 호너는 티라노사우루스 계통의 역사를 볼 때 양안시가 지속적으로 향상되는 경향을 보였다는 점을 지적하다. 티라노사우루스가 청소 동물이었다면 뛰어난 깊이 지각능력을 가져다주는 양안시가 자연선택이라는 측면에서 장기적으로 선호되었을 이유가 뚜렷하지 않다. 현대의 동물들에서 양안시는 주로 포식자에게서 나타난다.
몬타나에서 발견된 하드로사우루스과 에드몬토사우루스 아넥텐스의 골격은 꼬리뼈에 티라노사우루스에게 물렸다가 치유된 흔적이 있다. 상처가 치유되었다는 것은 에드몬토사우루스가 살아있을 때 티라노사우루스의 공격을 받았다는 의미이므로 티라노사우루스가 능동적으로 사냥을 한 증거라고 볼 수 있다. 또 트리케라톱스와 티라노사우루스 간에 공격적인 상호작용이 있었다는 증거로 트리케라톱스의 눈 위쪽 뿔과 인상골(squamosal, 목 둘레를 장식하는 뼈)에서 부분적으로 치유된 티라노사우루스의 이빨자국이 발견되었다. 물린 자국이 있는 뿔은 부러진 위치에서 뿔이 추가로 자란 흔적이 있다. 이들의 상호작용이 정확히 어떤 것이었는지는 알려져 있지 않다. 트리케라톱스와 티라노사우루스 모두 공격적인 모습을 보였을 수 있다. 트리케라톱스의 상처가 치유된 것으로 보아 트리케라톱스가 맞대결에서 살아남았다는 것을 보여준다. 고생물학자 피터 돗슨은 수컷 트리케라톱스와의 싸움에서 트리케라톱스가 우위에 서서 성공적으로 자신을 지켜냈고 날카로운 뿔로 티라노사우루스에게 치명적인 상처를 입혔을 것이라고 추정했다.
수(Sue)를 조사하면서 고생물학자 피트 라슨은 부러졌다가 회복된 종아리뼈와 꼬리뼈, 상처가 있는 얼굴 뼈, 그리고 다른 티라노사우루스의 이빨이 박혀 있는 목뼈를 찾아냈다. 만일 이것이 사실이라면 티라노사우루스들 간에 공격적인 행동이 있었다는 강력한 증거가 되지만 이것이 음식과 짝을 얻기 위한 경쟁이었는지, 아니면 능동적인 동족섭식 행위였는지는 분명하지 않다. 하지만 최근에 이 상처들에 대한 더 자세한 조사가 진행되면서 이것이 상처라기보다 감염이었을 가능성이 제시되었으며 몇 되지 않는 상처의 형태가 너무 일반적이라서 종 내부의 싸움이었다고 확실히 말하기는 힘들어졌다.
어떤 연구자들의 주장으로는, 만일 티라노사우루스가 청소 동물이었다면 백악기 후기의 아메라시아에서 최상위 포식자인 다른 어떤 공룡이 있어야만 한다. 가장 큰 먹이감은 대형 마르기노케팔리아들과 조각류 공룡들이었다. 티라노사우리드들은 전반적으로 대부분의 특징을 공유하기 때문에 이 경우 상대적으로 작은 드로마이오사우리드와 트루오돈티드가 최상위 포식자였어야만 한다. 이렇게 보자면 청소 동물 가설을 지지하는 사람들은 티라노사우루스가 그 거대하고도 강력한 몸을 가지고 작은 포식자들이 죽여 놓은 먹이를 빼앗기만 했다는 주장을 하는 셈이다. 더군다나 이 경우 작은 수각류 공룡들은 수도 많았기 때문에 티라노사우루스는 청소할 동물 사체를 찾느라 고생을 해야 했을 것이다. 거의 대부분의 고생물학자들은 일반적인 대형 육식동물들처럼 티라노사우루스 역시 활동적인 포식자인 동시에 기회가 되면 사체도 마다하지 않는 청소 동물이었으리라는 것에 동의하고 있다.

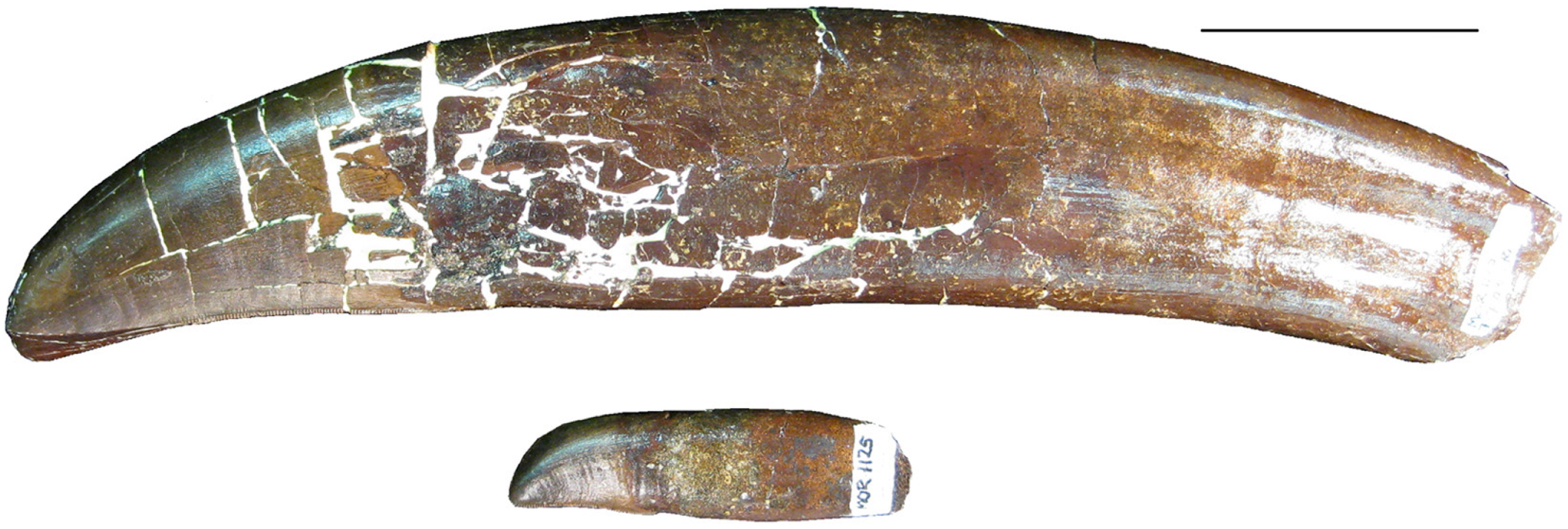
MOR 1125 "B-rex" 표본의 아래턱에서 나온 이빨 두 개. 한 개체 안에서 이빨 크기의 차이를 보여주고 있다.

티라노사우루스는 먹이감이 되는 동물을 죽이는 데 사용될 수 있는, 감염성이 있는 타액을 가지고 있었을 지도 모른다. 이 이론은 윌리엄 애블러에 의해 처음 제안되었다. 애블러는 티라노사우리드 이빨의 톱니모양을 조사했다. 여기에는 고기조각들이 끼어서 박테리아가 번식하고 있었을 수 있으며 이것으로 티라노사우루스는 코모도 왕도마뱀이 그렇다고 생각되듯이 물렸을 경우 치명적인 감염을 일으킬 수 있는 이빨을 지니게 된다. 하지만 잭 호너는 티라노사우루스 이빨은 코모도 왕도마뱀 이빨의 둥근 톱니모양과는 달리 네모난 톱니모양을 가지고 있다는 점을 지적한다. 모든 종류의 타액에는 위험할 수도 있는 박테리아가 살고 있으며 따라서 이것이 먹이감을 사냥하는 데 쓰였을 수 있다는 추측은 논쟁의 여지가 많다.
티라노사우루스와 거의 대부분의 수각류들은 악어처럼 주로 머리를 좌우로 흔들어 살점을 뜯었을 것이다. 티라노사우루수의 머리는 목뼈의 평평한 관절 모양 때문에 알로사우루스류의 두개골처럼 움직임이 자유롭지는 못했다.

#### 동족섭식
커리, 호너, 에릭슨 그리고 롱리치는 2010년에 티라노사우루스들 간의 동족섭식 행위에 대한 증거를 제시했다. 이들은 뼈에 다른 티라노사우루스의 이빨자국이라고 볼 수 있는 흔적이 남아 있는 티라노사우루스의 표본들을 연구했다. 이빨자국은 넙다리뼈와 중족골에서 찾아볼 수 있었고, 이것은 종 내의 싸움으로 인한 상처라기보다 기회주의적인 사체 청소 행위의 증거라고 볼 수 있다. 이들은 두 마리의 티라노사우루스가 싸웠다면 상대방의 발까지 내려가 물기는 힘들었을 것이며, 이 흔적은 사체를 물어서 생겼으리라고 보았다. 상대적으로 살이 적은 부위에 물린 자국이 있는 것으로 보아 티라노사우루스는 살이 많은 부위가 이미 다 없어진 사체를 먹고 있었던 것이라고 주장했다. 이들은 또한 다른 티라노사우리드 역시 동족섭식 행위를 했을 수 있다고 보았다.

#### 무리 행동

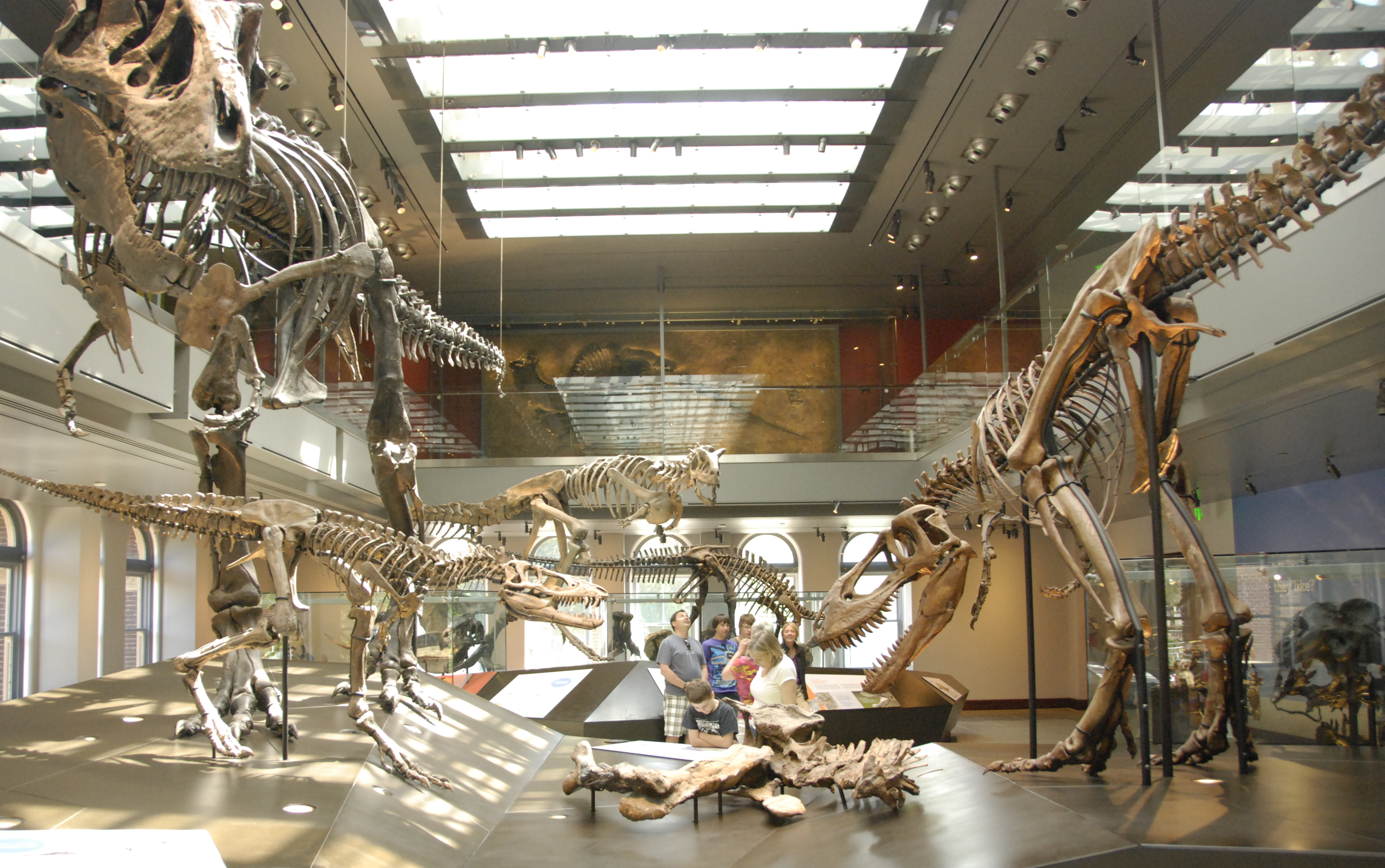
로스엔젤레스 자연사박물관에 전시된 서로 다른 나이대의 골격들

알버타 대학의 필립 커리는 티라노사우루스가 무리를 짓는 동물일 수 있다고 제안했다. 커리는 티라노사우루스를 자신이 이전에 연구하여 무리를 지어서 살았을 것이라고 제안했던 타르보사우루스 바타르 및 알베르토사우루스 사르코파구스와 비교하여 비슷한 결론을 내렸다. 커리는 사우스다코타에서 찾은 세 마리의 티라노사우루스 렉스가 서로 가까운 곳에서 발견되었다는 것을 지적한다. CT 스캐닝을 한 후 커리는 티라노사우루스가 몸집에서 예상할 수 있는 것보다 세 배나 큰 뇌를 가지고 있었기 때문에 무리짓기 같은 복잡한 행동을 할 수 있었을 것이라고 이야기했다. 커리는 티라노사우루스가 같은 몸크기로 비교했을 때 악어보다도 큰 뇌를 가지고 있으며 트리케라톱스 같은 초식공룡들보다는 세 배나 큰 뇌를 가지고 있다고 덧붙였다. 커리는 티라노사우루스가 대부분의 공룡이나 다른 파충류들보다 여섯 배나 똑똑했으리라고 생각한다. 커리의 말에 따르면 트리케라톱스나 안킬로사우루스같은 먹이감이 되는 공룡들이 방어구를 잘 갖추고 있고 빨리 움직일 수 있었기 때문에 티라노사우루스가 무리를 지어 사냥하는 것이 필수적이었을 것이라고 이야기했다. 커리의 짐작에 의하면 각각의 구성원들이 나름의 기술을 이용하여 무리사냥을 하는 오늘날의 동물들처럼 어린 티라노사우루스와 다 자란 티라노사우루스가 같이 사냥을 할 때 날랜 어린 티라노사우루스가 먹이감을 쫓고 다 자란 티라노사우루스가 먹이를 죽였을 것이라고 한다.
하지만 커리의 무리사냥 가설은 다른 과학자들로부터 심하게 비판받았다. 브라이언 스위텍은 2011년 가디언 지에 쓴 글에서 커리의 무리 가설이 동료심사를 받는 과학 저널에 발표된 것이 아니라 TV 프로그램 및 같이 출판된 책의 제목인 "디노 갱스"에서 제시된 것임을 지적한다. 또 티라노사우루스가 무리사냥을 했다는 커리의 주장이 주로 다른 종인 타르보사우루스 바타르와의 비교에 기반한 것이며 타르보사우루스가 무리지어 사냥한다는 주장 자체도 논문으로 출판된 적이 없어서 과학적으로 따져봐야 하는 것임을 문제삼았다. 스위텍과 "디노 갱스" TV 프로그램에 대한 패널 토론에 참여했던 다른 과학자들에 의하면 타르보사우루스와 알베르토사우루스의 무리 사냥에 대한 증거는 약하며 몇몇 골격이 같이 발견되었다는 사실에 기초하고 있는데 이것에 대한 설명은 여러 가지가 있을 수가 있다 (예를 들면 가뭄이나 홍수로 인해 여러 표본이 한 곳에 모였거나 한 곳에서 죽은 경우). 실제로 스위텍은 커리가 관련종들의 무리 사냥에 대한 해석을 기초했던 알베르토사우루스의 뼈가 발견된 곳이 딱 그러한 홍수가 일어났다는 지질학적 증거를 가지고 있음을 지적했다. 스위텍은 "뼈가 발견된 것만으로 행동을 재구성하기는 어렵습니다. 뼈가 발견된 곳의 지질학적 전후사정 - 과거 환경의 자세한 세부사항과 오랜 시간의 흐름 등 - 을 알아내는 것이 공룡의 삶과 죽음을 조사하는 데 필수적입니다." 라고 말하면서 커리가 사회적 행동에 대한 결론으로 건너 뛰기 전에 먼저 티라노사우루스 뼈가 발견된 지점의 지질학적 증거를 기재했어야 했다고 지적했다. 스위텍은 "디노 갱스" 프로그램을 둘러싸고 보도자료와 뉴스를 통해 제공된 선정적인 주장들이 "역겨운 뻥튀기" 이라고 설명하며 이 프로그램의 제작사인 아틀란틱 프로덕션이 과거에도 초기 인류의 조상으로 생각되는 다위니우스와 관련하여 논쟁거리가 될 만한 발표를 했으나 얼마 되지 않아 여우원숭이와 가까운 종류라는 것이 밝혀지는 등, 새로 발견된 화석에 대해 과장된 주장을 해왔다는 점을 지적했다.
로렌스 위트머 역시 필립 커리의 이론에 대한 자신의 의견을 제시했다. 그는 뇌의 엔도캐스트를 가지고 사회적 행동이 어떠했는지 결정할 수 없으며 독립 생활을 하는 표범의 뇌가 협력해서 사냥을 하는 사자의 뇌와 똑같은 크기라고 한다. 전체적인 대뇌의 크기를 보고 현재의 동물과 비교한 후 추정하는 정도가 최선이라는 것이다. 그의 의견에 따르면, 티라노사우루스의 뇌는 집단으로 사냥을 할 수 있을 정도로 컸다. 로렌스 위트머는 집단 사냥이란 각각의 동물이 개별적으로 먹이감을 공격하지만 집단으로 공격하는 행동이 모두에게 이득을 가져다 주는 것이라고 설명한다. 사회적인 무리 사냥에서는 나중에 무리의 다른 개체가 먹이감을 잡았을 때 올 이득을 위해 당장 눈 앞에 보이는 이득은 내버려 두는 것을 말한다. 위트머는 집단 사냥이 독립 사냥과 협동 사냥 중간의 어디쯤 위치한다고 설명한다. 위트머는 집단 사냥을 협력 사냥으로 가는 과정이라고 보았다. 또 뇌의 엔도캐스트 어디에도 티라노사우루스가 협력사냥을 했다는 것을 증명하거나 반증할 수 있는 방법이 없다고 주장한다. 하지만 집단 사냥에 대해서도 마찬가지다. 위트머는 티라노사우루스가 다른 티라노사우루스가 사냥하는 데 함께 참여해 먹이를 잡을 수 있는 기회를 활용하지 않았을 법한 이유를 찾기 힘들다고 말한다. 위험은 줄어들고 성공확률은 높아지기 때문이다.

### 병리학

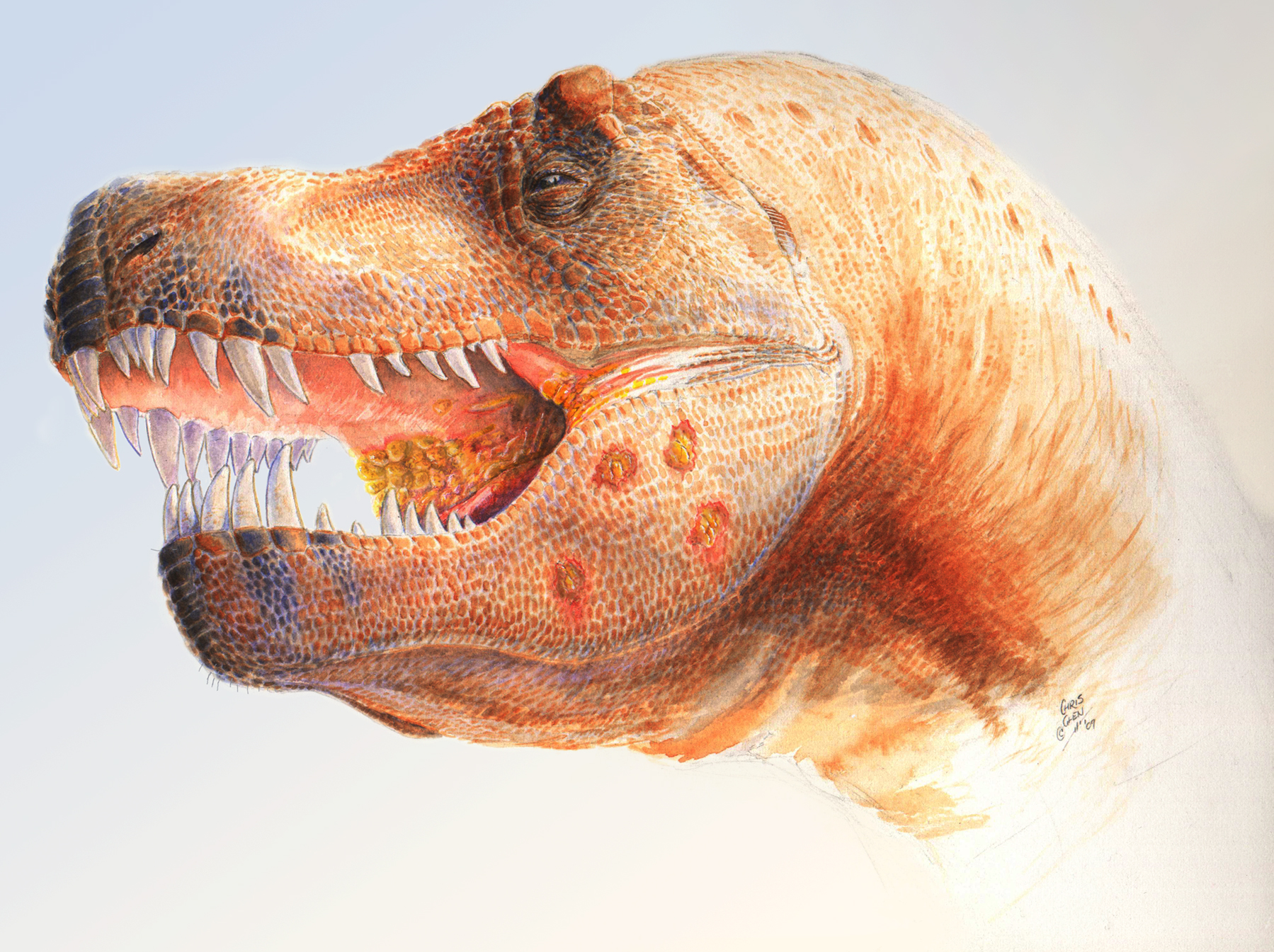
기생충에 감염된 개체 (MOR 980에 기반한)의 복원도

2001년에 브루스 로스차일드와 동료들은 수각류 공룡들의 스트레스성골절과 박리골절에 대한 증거 및 이것이 가지는 수각류 공룡의 행동에 대한 의미를 연구하여 발표하였다. 스트레스성 골절은 한 번의 큰 충격보다는 반복되는 충격으로 인해 생기기 때문에 다른 형태의 부상보다는 규칙적인 행동에 의해 일어날 가능성이 높다. 연구에서 조사한 81개의 티라노사우루스 발 뼈 중 하나에서 스트레스성 골절이 발견되었으며 10 개의 손뼈 중에서는 스트레스성 골절이 관찰되지 않았다. 연구자들은 박리골절을 티라노사우루스와 알로사우루스에서만 발견할 수 있었다. 수의 상완골에서 박리골절 때문에 뜯겨져 나간 흔적이 발견되었는데, 위치가 삼각근 혹은 대원근이 시작되는 부분이었다. 박리골절이 발견되는 부분이 티라노사우루스와 알로사우루스 모두에서 앞다리에 국한된다는 것은 수각류가 새와는 다르게 앞다리에 더 복잡하고 기능적인 근육을 가지고 있었으리라는 것을 의미한다. 연구자들은 수각류의 박리골절이 아마 몸부림치는 먹이감 때문에 생겼을 것이라고 결론 내렸다. 스트레스성 골절과 박리골절은 일반적으로 완전한 청소 동물의 섭식활동보다는 "매우 활동적인" 포식성의 섭식활동에 대한 증거를 제시하는 것으로 생각된다.
2009년의 어느 연구자는 몇몇 표본에서 발견되는 두개골의 구멍이 예전에 종족간의 싸움에 비롯된 것으로 생각되었으나, 새에서 흔히 발견되는 트리코모나스와 같은 기생충에 의한 것이었을 가능성을 제시하였다. 하지만 종내 싸움에 대한 증거들이 조셉 피터슨과 동료들에 의해 "제인"이라는 별명을 가진 어린 티라노사우루스에서 발견되었다. 피터슨과 그의 팀은 제인의 두개골에서 위턱 및 주둥이에 뚫린 구멍이 치유된 흔적을 찾아내고 이것이 다른 어린 티라노사우루스로부터 온 것이라고 보았다. 제인의 두개골을 CT 스캔해 본 결과 구멍 난 것이 외상성 부상으로부터 온 것이며 그 후 회복된 흔적이 있는 것으로 보여 이 팀의 가설이 확인되었다. 이 팀은 또 제인의 부상이 구조적으로 볼 때 수에서 볼 수 있는 기생충에 의해 생기는 병변과 다르며 제인의 부상은 얼굴에 있지만 수를 감염시킨 기생충이 만드는 병변은 아래 턱에 생긴다는 점을 지적했다.

## 고생태학
티라노사우루스는 백악기 후기의 끝무렵, 랜스 동물군 시대(Lancian faunal age; 마스트리히트절에 해당)로 불리는 기간에 살았다. 티라노사우루스는 북쪽으로는 캐나다, 남쪽으로는 텍사스와 뉴멕시코에 이르는 북아메리카 서부에 이르는 지역에서 발견된다. 이 기간동안 서식지역의 북쪽에는 트리케라톱스가 주된 초식동물이었고, 티타노사우리아 용각류인 알라모사우루스가 남쪽지역을 지배했다. 그리고 티라노사우루스 화석은 내륙, 해변/늪지, 그리고 반건조 내지 건조한 평원지대까지  다양한 종류의 생태계에서 나타난다.
몇몇 중요한 티라노사우루스 화석이 헬크리크 층에서 발견되었다. 마스트리히트절 동안 이 지역은 아열대의 따뜻하고 습한 기후였다. 식물군은 속씨식물 위주였으나 메타세쿼이아와 아라우카리아 같은 나무도 있었다. 티라노사우루스는 트리케라톱스와 근연 케라톱스과인 토로사우루스, 하드로사우리드인 에드몬토사우루스, 갑옷공룡인 안킬로사우루스, 파키케팔로사우루스, 힙실로포돈류인 테스켈로사우루스, 그리고 수각류 오르니토미무스와 트로오돈 등과 같이 이 생태계에서 살았다.
티라노사우루스가 발견되는 또 다른 층은 와이오밍의 랜스 층이다. 이곳은 오늘날의 걸프 코스트와 비슷한 바이유 환경이었던 것으로 해석되어 왔다. 이곳의 동물군은 헬 크릭과 매우 비슷하지만 오르니토미무스 대신 스트루티오미무스를 볼 수 있다. 그리고 작은 뿔공룡류인 렙토케라톱스 역시 이 곳에 살았다.
서식 범위의 남쪽에서 티라노사우루스는 알라모사우루스, 토로사우르스, 에드몬토사우루스, 그리고 안킬로사우루스과인 안킬로사우루스, 및 익룡인 케찰코아틀루스 등과 함께 살았다. 이 지역은 반건조 내륙평원으로 추측되며 아마 전 세계적으로 해수면이 낮아지면서 서부내륙해가 후퇴해 생겼을 것으로 보인다.

## 역사

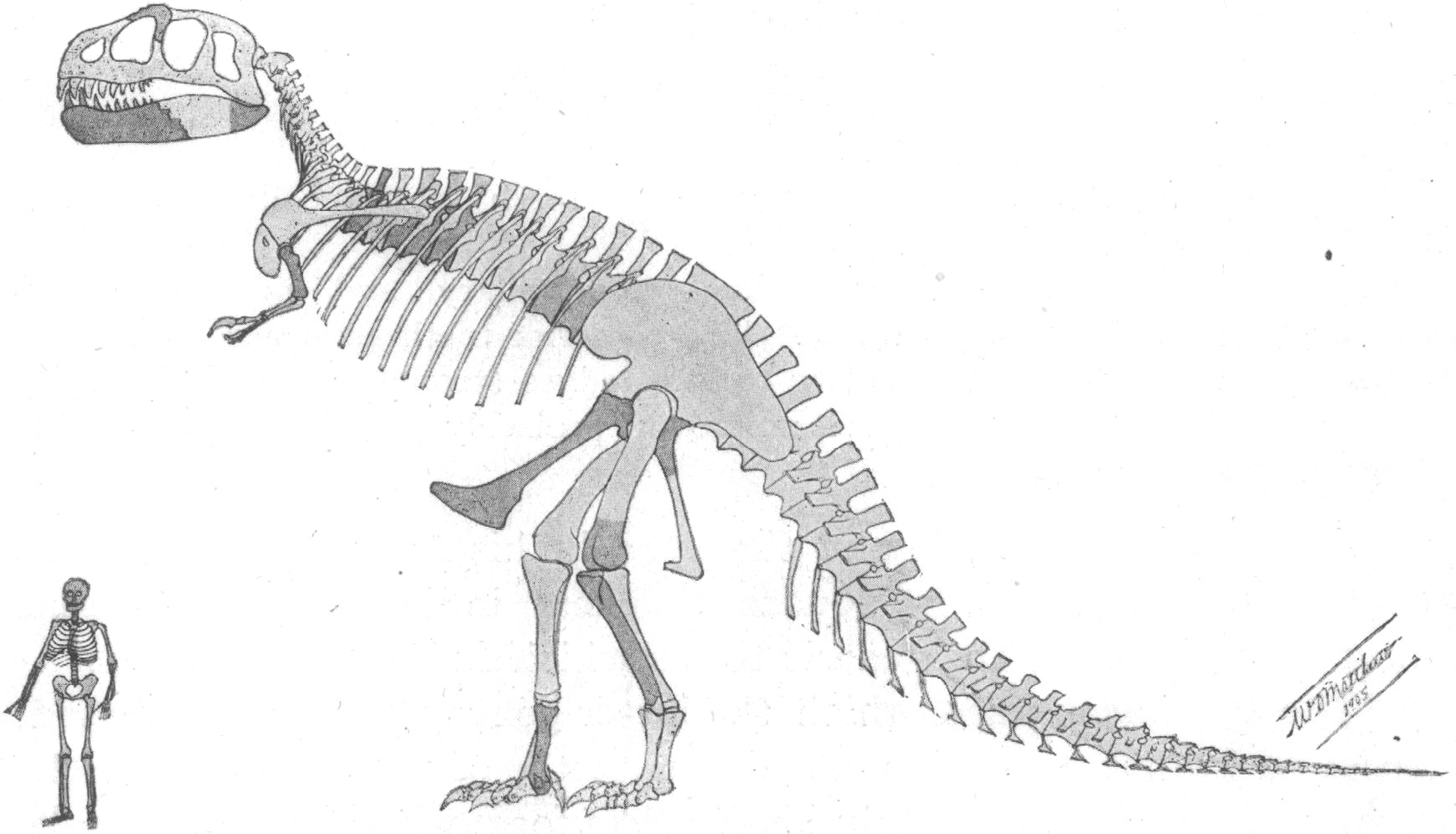
1905년 윌리엄 D 매튜가 그린 최초의 티라노사우루스 복원도

미국 자연사박물관의 관장이었던 헨리 페어필드 오스번이 1905년에 티라노사우루스를 명명했다. 속명은 그리스어 단어인 τυράννος (tyrannos, "폭군"이라는 뜻) 와 σαύρος (sauros, "도마뱀"이라는 뜻)에서 유래한 것이다. 오스번은 라틴어 단어로 "왕"이라는 의미의 rex를 종명으로 사용했다. 따라서 전체 학명은 "폭군도마뱀 왕"이라는 의미가 되어 티라노사우루스의 크기와 당시 다른 동물들과 비교하여 압도적인 모습을 강조한다.

### 초기의 발견들
이제는 티라노사우루스 렉스의 것으로 밝혀진 이빨이 1874년에 콜로라도주 골든 부근의 아서 호수에서 발견되었다. 존 벨 해처는 와이오밍 동부에서 몸통의 일부를 찾았다. 이 화석들은 당시에는 대형 오르니토미무스 (O. grandis)의 일종으로 생각되었으나 지금은 티라노사우루스 렉스의 것으로 간주된다. 에드워드 드링커 코프가 사우스다코타 서부에서 1892년에 발견하여 마노스폰딜루스 기가스라고 이름붙인 척추조각 역시 지금은 티라노사우루스 렉스의 것이라고 보고 있다.

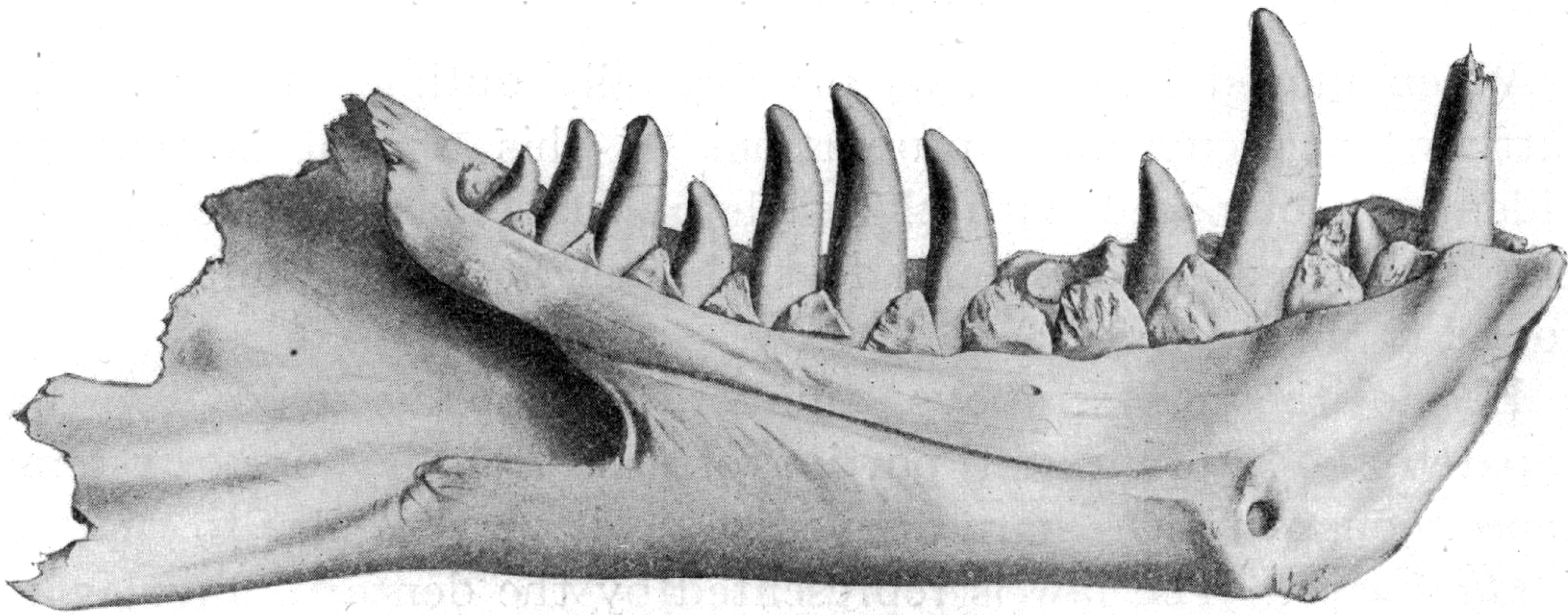
디나모사우루스 임페리오수스의 모식표본

미국 자연사박물관의 학예사였던 바넘 브라운이 1900년에 와이오밍 동부에서 티라노사우루스 렉스의 첫 골격 일부를 발견했다. 처음에 H. F. 오스번은 1905년에 발표한 논문에서 이 골격을 디나모사우루스 임페리오수스(Dynamosaurus imperiosus)로 명명했다. 브라운은 1902년에 몬타나의 헬 크리크 층에서 또 하나의 골격 일부를 찾아냈다. 오스번은 D. imperiosus를 기재한 동일 논문에서 이것을 티라노사우루스 렉스의 완모식표본으로 기재하였다. 1906년에 오스번은 이 둘을 동일한 것으로 보고 티라노사우루스를 유효한 이름으로 정했다. 원래의 디나모사우루스 표본은 런던의 자연사박물관에 소장되어 있다.
모두 다해서 브라운은 티라노사우루스의 골격 일부를 다섯 개 발견했다. 1941년에 브라운이 1902년에 발견한 표본이 펜실베니아의 피츠버그에 있는 카네기 자연사박물관에 팔렸다. 브라운이 네 번째로 발견한 가장 큰 표본은 역시 헬크리크 층에서 나온 것으로 뉴욕의 미국 자연사박물관에 전시되어 있다.
골격 화석은 많이 있지만 발자국 화석은 뉴멕시코 북동부의 필몬트 스카웃 목장에서 발견된 하나만이 알려져 있다. 1983년에 발견되었고 1994년에 동정 및 기재가 이루어졌다.

### 마노스폰딜루스

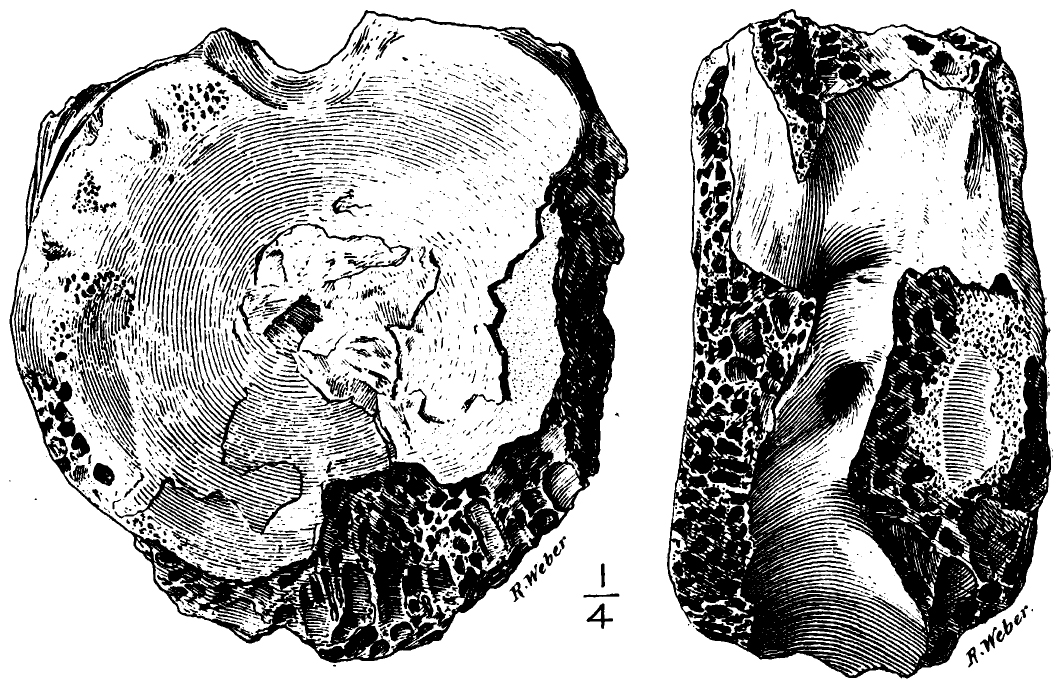
마노스폰딜루스 기가수의 모식표본 (AMNH 3982) 도해

티라노사우루스 렉스로 불릴 수 있는 최초의 화석 표본은 두 개의 척추 뼈 조각으로 (하나는 사라졌다) 에드워드 드링커 코프에 의해 1892년에 발견된 것이다. 코프는 이것이 "아가타우미드"(뿔공룡류) 공룡의 뼈라고 믿었고, 척추뼈에 혈관이 있었던 흔적으로 구멍이 많은 것을 보고 "커다랗고 구멍이 많은 척추"라는 의미의 마노스폰딜루스 기가스라는 이름을 붙였다. "M. gigas 화석은 나중에 뿔공룡류가 아니라 수각류의 것으로 밝혀졌고, H. F. 오스번은 1917년에 이미 M. gigas 와 티라노사우루스 렉스가 유사하다는 것을 인지하였다. 하지만 마노스폰딜루스 척추뼈가 일부분만 남아있었기 때문에 오스본은 두 속의 이름을 하나로 합치지는 않았다.
2000년 6월에 블랙힐 연구소에서 사우스다코타의 M. gigas 발견장소에서 티라노사우루스 화석을 추가로 발견하였다. 이 화석들은 이전에 발견된 것과 동일한 개체에서 나온 것으로 생각되었으며 티라노사우루스 렉스의 골격으로 보인다. 따라서 동물의 학명을 결정하는 국제동물명명규약(International Code of Zoological Nomenclature)에 의하면, 마노스폰딜루스 기가스가 먼저 명명되었으므로 티라노사우루스 렉스에 대하여 우선권을 가져야 한다. 하지만 2000년 1월 1일부터 유효한 ICZN의 4 판에서 "먼저 명명된 동물이명(senior synonym or homonym)이 1899년 이후로 유효한 이름으로 사용되지 않았으며", "나중에 명명된 동물이명(junior synonym or homonym)이 특정한 하나의 분류군에 대하여 유효한 이름으로 간주되어 직전 50년 동안 최소한 25 건의 연구에서, 최소한 10 명 이상의 저자에 의해 사용되었다면", 이 경우에는 "널리 쓰이는 이름이 유지되어야 한다" 고 말하고 있다. 티라노사우루스 렉스는 이 조건 하에서 유효한 이름의 자격을 갖출 것으로 보이며 공식적으로 출판된다면 새 ICZN 하에서 노멘 프로텍툼 (보호받는 이름) 이 될 가능성이 매우 높다. 이 경우 마노스폰딜루스 기가스는 노멘 오블리툼 (잊혀진 이름)이 된다.

### 유명 표본들

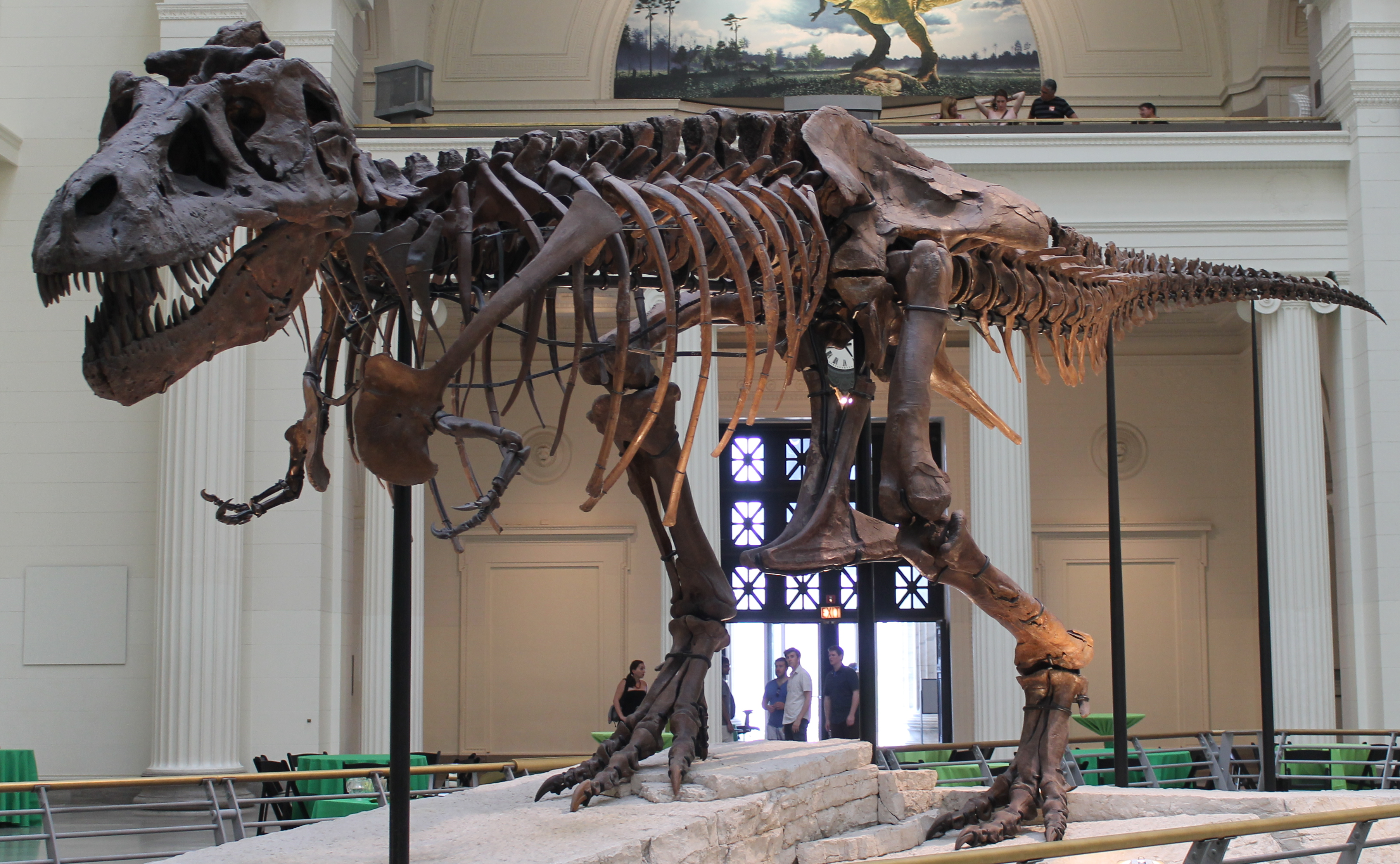
시카고의 필드 자연사박물관에 전시된 "수" 표본

아마추어 고생물학자인 수 헨드릭슨은 1990년 8월 12일, 가장 완벽하고 (약 85%) 2001년까지는 가장 거대했던 티라노사우루스 골격 화석을 사우스다코타 주의 페이스 부근 헬크리크 층에서 발견했다. 이 티라노사우루스는 수 헨드릭슨의 이름을 기념해 "수"라는 별명을 가지게 되었는데, 그 소유권을 두고 큰 법정싸움이 일어났다. 1997년에 이 다툼은 원래의 땅 소유주인 모리스 윌리엄스에 유리하게 합의되었다. 화석은 경매를 통해 필드 자연사박물관에 7600만 달러에 팔려 당시 가장 비싼 공룡 골격으로 기록되었다. 1998년에서 1999년까지 필드 자연사박물관의 표본담당자들이 25,000 맨-아워 이상을 들여 뼈에서 암석을 제거했다. 골격은 뉴저지로 보내져 전시용 마운트가 제작되었다. 완성된 마운트를 분해해 뼈와 함께 시카고로 보냈고 최종 조립이 이루어졌다. 조립된 골격은 2000년 5월 17일에 필드 자연사박물관의 스탠리홀에서 일반인들에게 공개되었다. 이 표본에 대한 연구에 의하면 "수"는 19 살에 최대 크기로 자라서 28 살에 죽었으며 이것은 알려진 티라노사우루스 중에 가장 오래 산 것이다. 수가 머리 뒤쪽을 물려서 죽었을 것이라는 초기의 추측은 확인되지 않았다. 이후의 연구에서 여러 병리학적 흔적이 발견되었지만 물린 자국은 없었다.
두개골 뒤쪽의 상처는 죽은 이후에 밟혀서 생긴 것일 수 있다. 최근의 추측에 의하면 "수"는 고기를 먹고 기생충에 감염되어 목구멍에 염증이 생겨서 음식을 삼킬 수 없게 되어 굶어죽었을 수도 있다고 한다. 이 가설은 두개골에 가장자리가 매끈한 구멍들이 있다는 것으로 뒷받침되는데, 유사한 증상이 오늘날의 새가 같은 기생충에 감염되었을 때 나타난다.

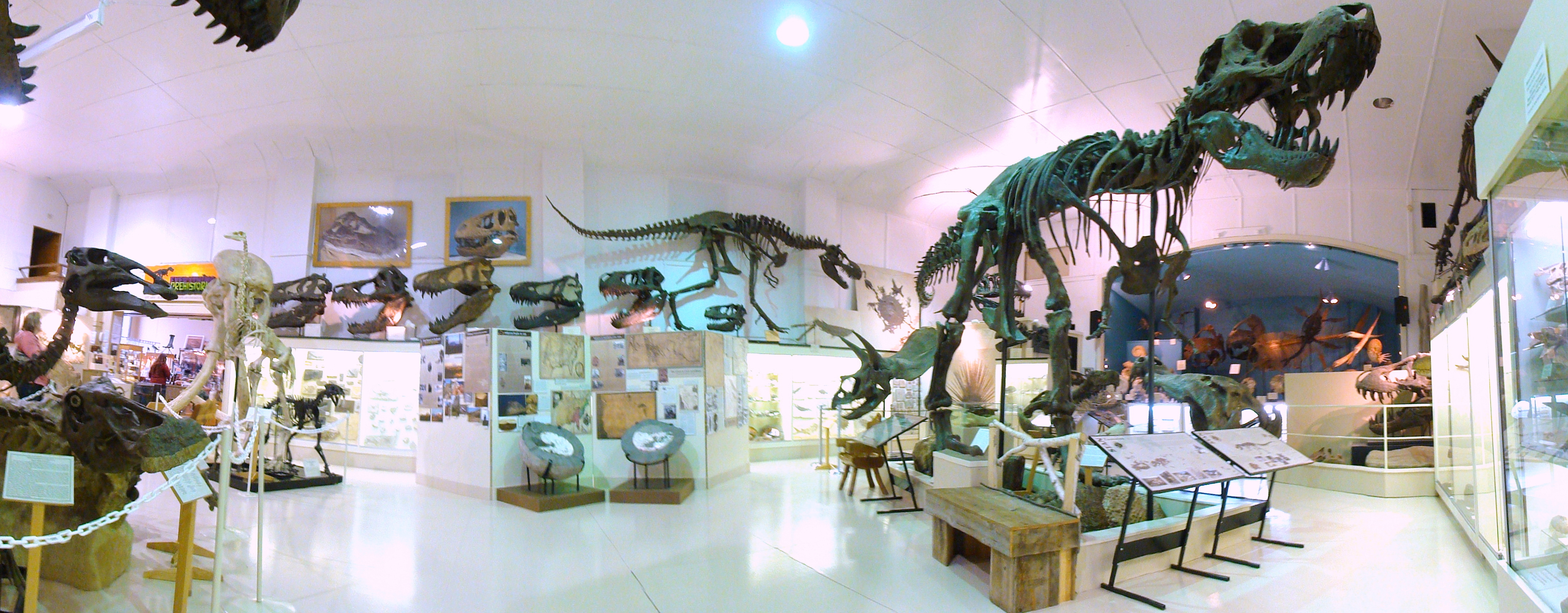
"스탠"의 원래 화석으로 사우스다코타 주의 힐 시티에 있는 블랙힐 연구소에서 찍은 사진

"스탠"이라는 또 다른 티라노사우루스는 아마추어 고생물학자인 스탠 새크리슨을 기념해서 붙여진 이름으로, 사우스다코타주 버팔로 부근의 헬크리크 층에서 1987년 봄에 발견되었다. 이 화석은 트리케라톱스 골격으로 오인되어 1992년까지 발굴되지 않았다. 스탠은 골격 중 62% 가 보존되어 있으며 1995년와 1996년에 세계 순회 전시를 마친 후 사우스다코타의 힐 시티에 있는 블랙힐스 지질학 연구소에 전시되어 있다. 이 티라노사우루스 역시 부러졌다가 회복된 갈비뼈, 부러졌다가 치유된 목뼈, 그리고 티라노사우루스 이빨이 들어갈 만큼 큰 머리 뒤쪽의 눈에 띄는 구멍 등 뼈에서 여러 병리학적 흔적이 발견되었다.

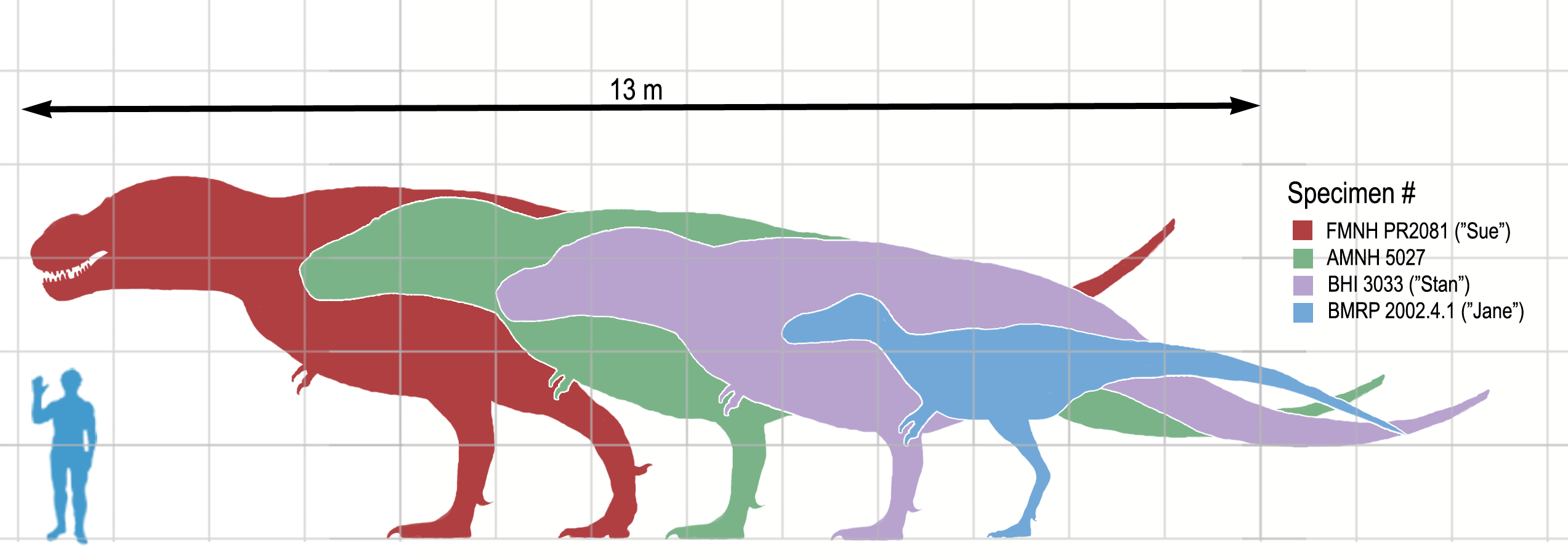
사람과 비교한 여러 표본들의 크기

2000년 여름에 잭 호너는 몬태나의 포트 펙 저수지 부근에서 다섯 개의 티라노사우루스 골격을 발견했다. 그 중 하나는 아마도 알려진 것 중 가장 큰 티라노사우루스일 것이라고 보도되었다.
2001년에 일리노이주 록포드의 버피 자연사박물관 직원에 의해 몬태나의 헬크리크 층에서 전체 골격 중 50% 가 보존된 어린 티라노사우루스의 화석이 발견되었다. 제인이라는 이름이 붙은 이 화석은 처음에는 난쟁이 티라노사우리드인 나노티라누스의 첫 발견으로 간주되었으나 후속 연구에서 어린 티라노사우루스일 가능성이 높은 것으로 밝혀졌다. 제인은 지금까지 알려진 것 중에 가장 완벽하고 잘 보존된 어린 티라노사우루스 표본이다. 잭 호너, 피트 라슨, 로버트 바커, 그레고리 에릭슨, 그리고 몇몇 기타 유명한 고생물학자들이 제인의 독특한 나이 때문에 이 표본을 조사했다. "제인"은 현재 일리노이주 록포드의 버피 자연사박물관에 전시되어 있다.
2006년 4월 7일, 한 보도자료에서 몬태나 주립대학 보즈만 분교는 알려진 것 중 가장 큰 티라노사우루스 두개골이 있다고 밝혔다. 1960년대에 발견되어 최근에 복원된 이 두개골은 149.9 cm 로 "수"의 두개골 크기인 140.7 cm 에 비해 6.5% 크다.

## 멸종
티라노사우루스는 마스트리히트 절의 끝까지 살아남았지만, 대부분의 동시대 공룡들과 같이 백악기 말에 소행성이 지구와 충돌한 K-Pg 대멸종으로 멸종되었다.

## 대중문화 속의 티라노사우루스
1905년에 처음 발견된 후, 티라노사우루스 렉스는 대중문화에서 가장 널리 알려진 공룡 종이 되었다. 티라노사우루스 렉스라는 학명은 일반 대중들에게도 널리 알려진 이름이 되었고 이것을 줄인 티렉스(T. rex) 역시 많이 사용되고 있다. 로버트 바커는 책 The Dinosaur Heresies에서 "티라노사우루스 렉스" 같은 이름은 입에 짝 붙는 것이라고 설명한 바 있다. 티라노사우루스는 전 세계에서 가장 유명한 공룡인 만큼 대중문화에서 오랫동안 사랑을 받아왔다. 대표적인 예로 영화 쥬라기 공원 시리즈에 출연했다.

### 티라노사우루스 캐릭터
- 고대왕자 공룡킹 - 티라노,기가스
- 쾌걸 근육맨 2세 - 렉스킹
- 디지몬 시리즈 - 티라노몬, 그레이몬 계열
- 록맨 X5 - 번 디노렉스
- 열혈최강 고자우라 - 매그너 사우루스
- 포켓몬스터 - 티고라스, 견고라스
- 공룡메카드 - 티라노
- 점박이: 한반도의 공룡 - 티라노사우루스 (애꾸눈)
- 쥬라기 캅스 - 쥬렉스
- 최강전사 미니특공대 - 티라카
- 판타지아 - 봄의제전의 티라노사우루스
- 쥬라기 공원, 쥬라기 월드, 쥬라기 월드: 폴른 킹덤, 쥬라기 월드: 도미니언, 쥬라기 월드: 백악기 어드벤처 - 렉시

## 같이 보기
- 트리케라톱스
- 타르보사우루스
- 스피노사우루스
- 매머드